# 京都大学の人物一覧
京都大学の人物一覧（きょうとだいがくのじんぶついちらん）は、京都大学に関係する人物の一覧記事。（※数多くの卒業生・関係者が存在するためウィキペディア日本語版内に既に記事が存在する人物のみを記載する（創立者・役員・名誉教授・公職者等は除く）。

## 役員

### 法人化以後

#### 理事
| 氏名                           | 在職期間                     | 専門分野             | 主な経歴 |
| ------------------------------ | ---------------------------- | -------------------- | --- |
| 金田章裕 きんだ あきひろ       | 2004年4月1日 -2005年9月30日  | 歴史地理学           | 京都大学副学長 京都大学大学院文学研究科長・文学部長                                                                    |
| 東山紘久 ひがしやま ひろひさ   | 2004年4月1日 -2008年9月30日  | 臨床心理学           | 京都大学副学長 京都大学大学院教育学研究科長・文学部長 大阪教育大学教授                                                 |
| 入倉孝次郎 いりくら こうじろう | 2004年4月1日 -2005年9月30日  | 地震学               | 京都大学名誉教授 京都大学総長補佐 京都大学防災研究所長 日本地震学会会長                                                |
| 本間政雄 ほんま まさお         | 2004年4月1日 -2006年3月31日  | 高等教育政策         | 独立行政法人大学評価・学位授与機構教授 京都大学事務局長 文部省大臣官房総務審議官 在フランス大使館一等書記官            |
| 田中成明 たなか しげあき       | 2004年4月1日 -2005年9月30日  | 法哲学               | 京都大学大学院法学研究科長・法学部長 独立行政法人大学評価・学位授与機構教授 日本法哲学会理事長                         |
| 中森喜彦 なかもり よしひこ     | 2005年10月1日 -2008年9月30日 | 刑法学               | 京都大学大学院法学研究科長・法学部長                                                                                   |
| 西村周三 にしむら しゅうぞう   | 2006年4月1日 -2010年9月30日  | 経済学               | 京都大学大学院経済学研究科長・経済学部長                                                                               |
| 赤松明彦 あかまつ あきひこ     | 2012年10月1日 -2014年9月30日 | インド哲学史         | 九州大学大学院人文科学研究院・大学院人文科学府・文学部教授 京都大学教育研究評議員 京都大学大学院文学研究科長・文学部長 |
| 阿曽沼慎司 あそぬま しんじ     | 2014年10月1日 -2020年9月30日 | 医療行政             | 厚生労働事務次官 京大iPS細胞研究所特定研究員                                                                           |
| 杉万俊夫 すぎまん としお       | 2014年10月1日 -2015年9月30日 | 社会心理学           | 人間・環境学研究科長、総合人間学部長 同名誉教授                                                                        |
| 稲葉カヨ いなば かよ           | 2014年10月1日 -2020年9月30日 | 免疫学               | 京大理学部初の女性助教授（准教授） 日本免疫学会理事、武田医学賞、紫綬褒章                                              |
| 川添信介 かわぞえ しんすけ     | 2015年11月1日 -2020年9月30日 | 哲学                 | 京都大学大学院文学研究科長・文学部長                                                                                   |
| 稲垣恭子 いながき きょうこ     | 2020年10月1日 -              | 教育社会学           | 京都大学大学院教育学研究科長・教育学部長                                                                               |
| 久能祐子 くのう さちこ         | 2020年10月1日 -2022年9月30日 | 生化学、創薬、製薬   | （非常勤） |
| 村中孝史 むらなか たかし       | 2020年10月1日 -2022年9月30日 | 労働法               | |
| 岩井一宏 いわい かずひろ       | 2022年10月1日 -              | 生化学・細胞生物学   | 京都大学大学院医学研究科長・医学部長                                                                                   |
| 村上章 むらかみ あきら         | 2022年10月1日 -              | 農業土木学、地盤工学 | 京都大学大学院農学研究科長・農学部長、名誉教授 地盤工学会会長、農業農村工学会会長                                      |

## 現教員

### 文学部・文学研究科
- 家入葉子 - 文献文化学専攻、英語学英米文学専修、英語学・英語史
- 高橋宏幸 - 文献文化学専攻、西洋古典学専修、ラテン文学
- 川島隆 - 文献文化学専攻、ドイツ語学ドイツ文学専修、ドイツ文学、ジェンダー論、メディア論
- 宇佐美文理 - 文献文化学専攻、中国哲学史専修、中国美学・美術史
- 出口康夫 - 思想文化学専攻、哲学専修、認識論、数理哲学、科学哲学
- 中畑正志 - 思想文化学専攻、西洋哲学史専修、西洋古代哲学
- 児玉聡 - 思想文化学専攻、倫理学専修、倫理学、功利主義、和辻賞受賞
- 杉村靖彦 - 思想文化学専攻、宗教学専修、哲学、宗教哲学、日本宗教学会賞受賞
- 芦名定道 - 思想文化学専攻、キリスト教学専修
- 大河内泰樹 - 思想文化学専攻、西洋哲学史（古代・中世・近世）専修、ドイツ観念論、フランクフルト学派
- 根立研介 - 美学美術史学専修、日本仏教美術、鹿島美術財団賞受賞
- 吉川真司 - 歴史文化学専攻、日本史学専修、日本古代史
- 上島享 - 歴史文化学専攻、日本史学専修、日本中世史
- 吉本道雅 - 歴史文化学専攻、東洋史学専修、中国古代史、史料論、東洋史研究会会長
- 南川高志 - 歴史文化学専攻、西洋史学専修、古代ローマ史
- 小山哲 - 歴史文化学専攻、西洋史学専修、ヨーロッパ近世史、ポーランド史
- 泉拓良 - 歴史文化学専攻、考古学専修、縄文考古学、レバノン考古学、奈良大学名誉教授
- 吉井秀夫 - 歴史文化学専攻、考古学専修、朝鮮考古学
- 吉田豊 - 行動分科学専攻、言語学専修、文献言語学、イラン語史
- 落合恵美子 - 行動文化学専攻、社会学専修、家族社会学、ジェンダー論、歴史社会学、山川菊栄賞受賞
- 太郎丸博 - 行動文化学専攻、社会学専修、社会階層論、数理社会学、社会学方法論
- 藤田和生 - 行動文化学専攻、心理学専修、動物学・認知科学、比較認知科学
- 松田素二 - 行動文化学専攻、社会学専修、社会人間学、アフリカ地域研究、地域社会学
- 塩出浩之 - 現代文化学専攻、現代史学専修、日本近代史・政治史
- 伊勢田哲治 - 現代文化学専攻、科学哲学科学史専修、科学哲学、倫理学、科学基礎論学会賞受賞
- 杉本淑彦 - 現代文化学専攻、二十世紀学専修、フランス史、地中海現代史
- 宮川創 - 附属文化遺産学・人文知連携センター、言語学、エジプト学コプト学、人文情報学

### 教育学部・教育学研究科
- 駒込武 - 教育学講座、教育史、日本の植民地教育政策論
- 子安増生 - 教育認知心理学講座、発達心理学、視点理解、心の理論、創発的思考
- 岩井八郎 - 教育社会学講座、家族社会学、社会調査法
- 稲垣恭子 - 教育社会学講座、歴史社会学、感情社会学
- 佐藤卓己 - 生涯教育学講座、メディア学、広報学、サントリー学芸賞、日本出版学会学会賞、吉田茂賞受賞
- 飯吉透 - 高等教育開発論講座、教育イノベーション、高等教育システム
- 溝上慎一 - 高等教育開発論講座、青年心理学、自己論、大学生研究
- 西平直 - 臨床教育学講座、教育人間学、宗教心理学、人間形成、東洋哲学
- 桑原知子 - 心理臨床学講座、臨床心理学、臨床心理士
- 皆藤章 - 臨床実践指導学講座、臨床心理学、臨床心理士
- 岡野憲一郎 - 臨床心理実践学講座、精神分析家、精神科医
- やまだようこ(山田洋子）教育方法論講座、発達教育論、生涯発達心理学

### 法学部・法学研究科
- 秋月謙吾 - 政治学、行政学、地方自治
- 伊藤孝夫 - 基礎法、日本法制史
- 宇治梓紗 - 政治学、国際政治経済学、環境問題
- 唐渡晃弘 - 政治学、ヨーロッパ政治史
- 酒井啓亘 - 政治学、国際法
- 島田幸典 - 政治学、比較政治学、比較国政史、歌人
- 鈴木基史 - 政治学、国際関係論、国際政治経済学
- 建林正彦 - 政治学、行政学、現代日本政治分析
- 中西寛 - 政治学、国際政治学、師に高坂正堯
- 奈良岡聰智 - 政治学、日本政治外交史、師に伊藤之雄、第36回吉田茂賞受賞
- 濱本正太郎 - 政治学、国際法
- 待鳥聡史 - 政治学、アメリカ政治
- 土井真一 - 憲法
- 曽我部真裕 - 憲法、メディア法
- 岡村周一 - 公法、行政法
- 毛利透 - 公法、民主政論、行政機構論、表現の自由、憲法訴訟論
- 仲野武志 - 行政法
- 岡村忠生 - 租税法
- 安田拓人 - 刑法
- 稲谷龍彦 - 刑事学
- 堀江慎司 - 刑事訴訟法
- 勝本正晃 - 民法・著作権法、東北大学・専修大学・愛知学院大学名誉教授
- 木村敦子 - 民刑事法、民法、家族法
- 酒巻匡 - 民刑事法、刑事訴訟法
- 塩見淳 - 民刑事法、刑法、刑法における「不法」概念の再構成
- 潮見佳男 - 民刑事法、民法、旧司法試験第二次試験考査委員（民法）
- 高山佳奈子 - 民刑事法、刑法
- 橋本佳幸 - 民刑事法、民法、不法行為法
- 山本克己 - 民刑事法、民事執行法、民事保全法、倒産法、仲裁法、渉外民事手続法
- 山本敬三 - 民刑事法、民法
- 前田雅弘 - 民刑事法、商法
- 笠井正俊 - 民事訴訟法
- 島田裕子 - 労働法
- 川濱昇 - 経済法
- 北村雅史 - 商法
- 洲崎博史 - 商法、保険法
- 服部高宏 - 法哲学
- 大山隆司 - 法科大学院専任実務家教員、刑事訴訟実務、刑事法、刑事手続法
- 中田昭孝 - 法科大学院専任実務家教員、民事裁判実務

### 経済学部・経済学研究科
- 浅沼萬里 - 取引費用の経済学、契約理論
- 岩本武和 - 国際経済学、国際金融論、国際通貨システム
- 塩地洋 - 日本経済論、京都大学上海センター運営委員
- 島本哲朗 - マクロ経済学、中央銀行の研究
- 依田高典 - 応用経済学
- 武石彰 - 技術経営 (MOT)、企業間システム論
- 根井雅弘 - 経済思想、社会思想史
- 久本憲夫 - 社会政策論、労使関係論、労働経済学
- 文世一 - 都市経済学、交通経済
- 諸富徹 - 財政学、環境経済
- 吉田和男 - 数理経済学、非線形経済学、財政学
- 劉徳強 - 上海センター長、日経・経済図書文化賞受賞
- 若林直樹 - 経営組織論、日本社会情報学会・優秀文献賞
- 遊喜一洋 - マクロ経済学、師に、吉田和男

### 総合人間学部・人間環境学研究科
- 小山静子 - 人間社会論講座、日本教育史、ジェンダー史
- 吉田純 - 人間・社会・思想講座、社会学、社会情報学
- 倉石一郎 - 人間・社会・思想講座、教育社会学
- 松本卓也 - 人間・社会・思想講座、精神医学、精神分析学、精神病理学、現代思想
- 戸田剛文 - 人間・社会・思想講座、知覚理論、認識論
- 青山拓央 - 人間・社会・思想講座、分析哲学、時間論、心の哲学、心身問題
- 安部浩 - 人間・社会・思想講座、存在論、環境倫理学
- 西山教行 - 人間・社会・思想講座、フランス語教育学、言語政策
- 河﨑靖 - 言語科学講座、ゲルマン諸語
- 太田出 - 東アジア文明講座、中国史
- 小倉紀蔵 - 東アジア文明講座、韓国哲学、韓国文化社会論
- 須田千里 - 東アジア文明講座講座、日本近代文学
- 田部勢津久 - 物質科学講座、大学院地球環境学堂教授も兼任、無機材料化学、固体物理化学、固体光物性、発光材料

### 工学部・工学研究科
- 高橋良和 - 地球系・社会基盤工学専攻、構造ダイナミクス分野、震災予防協会、日本地震工学会、日本コンクリート工学協会、土木学会
- 藤井聡 - 地球系・都市社会工学専攻、交通行動システム分野、土木、交通、都市計画、土木学会論文賞・日本学術振興会賞ほか受賞
- 川端祐一郎 - 地球系・都市社会工学専攻、交通行動システム分野、公共政策論
- 中野剛志 - 地球系・都市社会工学専攻、国際関係論、政治思想、交通行動システム
- 山岸常人 - 建築系・建築史学専攻、日本建築史、寺院史
- 伊藤秋男 - 物理系・原子核工学専攻、原子・分子衝突、原子力学
- 辻伸泰 - 物理系・材料工学専攻、社会基盤材料学、金属組織学、材料強度学、塑性加工学、鉄鋼材料学
- 野田進 - 電気系・電子工学専攻、光量子電子工学、日本IBM科学賞、江崎玲於奈賞受賞
- 秋吉一成 - 化学系・高分子化学専攻、高分子学会会長
- 杉野目道紀 - 化学系・合成・生物化学専攻、有機合成化学、日本化学会進歩賞、日本学術振興会賞
- 北川進 - 化学系・合成・生物化学専攻、無機化学、日本化学会賞、フンボルト賞受賞
- 江口浩一 - 化学系・物質エネルギー化学専攻、化学工学、触媒学会会長、石油学会会長

### 理学部・理学研究科
- 泉正己 - 数学・数理解析専攻、作用素環論、関数解析学
- 宍倉光広 - 数学・数理解析専攻、フラクタルの研究、サレム賞受賞、日本数学会春季賞受賞
- 前川泰則 - 数学・数理解析専攻、日本学術振興会賞受賞、日本数学会春季賞受賞
- 笠原裕一 - 物理学・宇宙物理学専攻、物質物理学
- 前野悦輝 - 物理学・宇宙物理学専攻、固体物理学、エレメンタッチの考案、スピン三重項超伝導の発見、Thomson Scientific Research Front Award 受賞
- 川上則雄 - 物理学・宇宙物理学専攻、凝縮系物性理論、日本IBM科学賞、仁科記念賞受賞
- 中村卓史 - 物理学・宇宙物理学専攻、宇宙物理学、西宮湯川記念賞、日本学士院賞受賞
- 嶺重慎 - 物理学・宇宙物理学専攻、宇宙物理学、ブラックホールの研究
- 中家剛 - 物理学・宇宙物理学専攻、高エネルギー物理学
- 市川温子 - 物理学・宇宙物理学専攻、素粒子物理学
- 谷村吉隆 - 化学専攻、物性II、数理物理・物性基礎、物理化学
- 丸岡啓二 - 化学専攻、有機化学、キラル相間移動触媒、キラル有機分子触媒、キラルルイス酸の研究
- 山極寿一 - 総長、生物科学専攻、人類学、霊長類学、師に伊谷純一郎
- 森和俊 - 生物科学専攻、生物物理学、大阪科学賞、ガードナー国際賞受賞、紫綬褒章受章
- 藤吉好則 - 生物科学専攻、生物物理学、構造生理学、日本学士院賞受賞
- 柴田一成 - 花山天文台、宇宙物理学、太陽および宇宙における激しい活動現象
- 大沢信二 - 附属地球熱学研究施設長、地球流体化学、陸水学

### 農学部・農学研究科
- 神﨑護 - 森林科学専攻、森林生態学、日本熱帯生態学会会長
- 杉山淳司 - 森林科学専攻、木材構造学、セルロース科学
- 栗山浩一 - 生物資源経済学専攻、環境経済学、環境経済評価、日本林学会賞受賞

### 医学部・医学研究科
- 伊達洋至 - 医学専攻、器官外科学講座、呼吸器外科学
- 岩井一宏 - 医学専攻、生体制御医学講座、細胞機能制御学
- 今中雄一 - 医学専攻・社会健康医学系専攻、健康管理学講座、医療経済学
- 村井俊哉 - 医学専攻、脳病態生理学講座、精神医学
- 木原雅子 - 社会健康医学系専攻、国際保健学講座、社会疫学
- 十一元三 - 人間健康科学系専攻、作業療法学講座、児童・青年精神医学
- 奥野恭史 - 人間健康科学系専攻、臨床看護学講座、ビッグデータ医科学
- 上久保靖彦 - 人間健康科学系専攻、癌創薬
- 井上寛治 - 医学部附属病院臨床教授、イノウエバルーンを開発
- 椛島健治 - 医学専攻・皮膚科学教室

### 薬学部・薬学研究科
- 加藤博章 - 薬科学専攻、構造生物学・酵素化学・タンパク質結晶学
- 掛谷秀昭 - 医薬創成情報科学専攻、システムケモセラピー・制御分子学

### 情報学研究科
- 梅野健 - 数理工学専攻数理物理学講座、カオス理論
- 青柳富誌生 - 複雑系科学専攻 複雑系力学講座、非線形力学・理論神経科学・非平衡統計物理学

### エネルギー科学研究科
- 亀田貴之 - エネルギー社会環境学講座、環境学
- 林潤 - エネルギー変換システム学講座、熱工学、燃焼工学

### アジア・アフリカ地域研究研究科
- 玉田芳史 - 東南アジア地域研究専攻、地域変動論、比較政治学、タイ地域研究

### 公共政策大学院
- 岡敏弘 - 厚生経済学、環境経済学

### 地球環境学堂・地球環境学舎・三才学林
- 藤井滋穂 - 水環境衛生（流域汚濁機構解明、汚濁制御）
- 宇佐美誠 - 法哲学
- 浅利美鈴 - 環境教育論
- 田部勢津久 - 無機材料化学、固体物理化学、固体光物性

### 化学研究所
- 金久實 - バイオインフォマティクスセンター、タンパク質や遺伝子などの相関関係を表したデータベースKEGGを開発。クラリベイト・アナリティクス引用栄誉賞を受賞。
- 浅見耕司 - 複合基盤化学研究系、生体膜の生物物理学的研究
- 小野輝男 - 材料機能化学研究系、磁性物理、ナノスピントロニクス、日本IBM科学賞受賞

### 医生物学研究所
- 開祐司 - 生体分子設計学
- 影山龍一郎 - 医化学、病態医化学、分子生物学
- 河本宏 - 免疫学、医生物学研究所初代所長

### 基礎物理学研究所
- 江口徹 - 素粒子物理学、恩賜賞、日本学士院賞を受賞
- 大西明 - 原子核の理論的研究
- 早川尚男 - 統計力学、非線形物理学

### 経済研究所
- 原千秋 - 経済学、ミクロ経済学
- 矢野誠 - 経済成長、数理経済学、法と経済学

### 数理解析研究所
- 向井茂 - 代数幾何学、中日文化賞・大阪科学賞受賞
- 斎藤盛彦 - 代数解析学、代数幾何学、Hodge加群の（偏極Hodge加群、混合Hodge加群など）理論の創始
- 望月新一 - 数論幾何学、遠アーベル幾何学、日本学術振興会賞・日本学士院学術奨励賞受賞
- 玉川安騎男 - 数論幾何学、遠アーベル幾何学、代数曲線のグロタンディック予想を部分的に解決
- 大槻知忠 - トポロジー、世界で初めてヴァシリエフ不変量（有限型不変量）を一般の3次元多様体に拡張
- 小野薫 - シンプレクティック幾何学
- 望月拓郎 - 代数幾何学、微分幾何学
- 小澤登高 - 作用素環論、離散群論

### iPS細胞研究所
- 山中伸弥 - 前所長、iPS細胞の開発、ノーベル生理学・医学賞、ロベルト・コッホ賞、ショウ賞、ガードナー国際賞、アルバート・ラスカー基礎医学研究賞、その他受賞
- 高橋和利 - 講師、iPS細胞の研究

### 複合原子力科学研究所
- 谷垣実 - 粒子線基礎物性研究部門助教
- 藤川陽子 - 原子力基礎工学研究部門准教授

### 防災研究所
- 千木良雅弘 - 地盤研究グループ、地盤災害研究部門、山地災害環境、地質学・応用地質学
- 矢守克也 - 総合防災研究グループ、巨大災害研究センター、防災心理学

### エネルギー理工学研究所
- 門信一郎 - エネルギー生成研究部門
- 坂口浩司 - エネルギー利用過程研究部門

### 人文科学研究所
- 高木博志 - 歴史学、日本近代史、天皇制度、文化史、所長
- 籠谷直人 - 日本近代史
- 小関隆 - 19世紀のイギリスとアイルランドの、民衆生活史や社会運動史などの研究
- 高階絵里加 - 美術史学
- 岡村秀典 - 東洋考古学、中国学
- 石川禎浩 - 中国近現代史
- 岡田暁生 - 音楽学、サントリー学芸賞受賞
- 藤原辰史 - 農業史（農業思想史・農業技術史）
- 竹沢泰子 - 文化人類学、人種・エスニシティ論、移民研究

### 東南アジア地域研究研究所
- 三重野文晴 - 開発経済学者
- 中西嘉宏 - 総合地域論、サントリー学芸賞受賞

### ヒト行動進化研究センター
- 今井啓雄 - 生物物理学
- 明里宏文 - 免疫学・ウイルス学

### 物質－細胞統合システム拠点
- 中辻憲夫 - 設立拠点長、幹細胞生物学、発生生物学、日本で最初に受精した胚からヒトES細胞の株の作成方法を樹立
- 北川進 - 拠点長、無機化学、配位空間の化学、気体を大量に取り込むことのできる多孔性配位高分子 (PCP: Porous Coordination Polymer) を開発
- 植田和光

### その他の部局
- 河合俊雄 - 人と社会の未来研究院教授
- 伊谷原一 - 野生動物研究センター初代センター長
- 幸島司郎 - 野生動物研究センター長、高山域にも生態系があることを発見。
- 朝倉彰 - フィールド科学教育研究センター長
- 西山伸 - 大学文書館、歴史学
- 古我知史 - 産官学連携本部フェロー

## 元教員

### 第三高等学校・教養部
- 大野徳孝 - 漢文
- 山内晋卿 - 漢文学、仏教学
- 折竹錫 - フランス語学
- 高安国世 - 文学、ドイツ文学、リルケ研究者、歌人
- 西村睦男 - 地理学、奈良女子大学学長

### 総合人間学部・人間環境学研究科
- 足利健亮 - 人文地理学
- 大澤真幸 - 数理社会学、理論社会学
- 高橋由典 - 社会行動論、社会学
- 蒲池美鶴 - イギリス文学

### 文学部・文学研究科
- 狩野亨吉 - 哲学、倫理学、京都帝国大学文科大学（現文学部）初代学長
- 九鬼周造 - 哲学、京都学派
- 木村素衛 - 哲学、教育学、京都学派
- 高坂正顕 - 哲学、京都学派、戦後公職追放、東京学芸大学学長
- 高山岩男 - 哲学、京都学派、戦後公職追放、秋田経済法科大学学長
- 三宅剛一 - 哲学、臨床哲学・倫理学
- 木曾好能 - 哲学、イギリス哲学
- 澤瀉久敬 - 哲学、フランス哲学、阪大名誉教授
- 伊藤和行 - 科学史
- 有賀鉄太郎 - キリスト教学、教会史・教理史学
- 深田康算 - 美学美術史学
- 青木正児 - 中国語学中国文学
- 倉石武四郎 - 中国語学中国文学
- 高橋和巳 - 中国語学中国文学、小説家
- 藤代禎輔 - ドイツ語学ドイツ文学
- 上田敏 - 英語学英文学、評論家、啓蒙家、翻訳家
- エドワード・B・クラーク - 英語学英文学
- 厨川白村 - 英語学英文学
- 石田憲次 - 英語学英文学、ヴィクトリア朝英文学、初期アメリカ文学
- 工藤好美 - 英語学英文学、イギリス近代文学
- 落合太郎 - フランス語学フランス文学、勲二等旭日重光章、奈良女子大学名誉教授
- 吉田城 - フランス語学フランス文学、プルースト研究
- 潁原退蔵 - 国文学近世文学、俳諧の研究を中心とした実証的学
- 内田銀蔵 - 日本史学、日本経済史
- 喜田貞吉 - 日本史学、古代史・考古学
- 中村直勝 - 日本史学、京都女子大学教授、大手前女子大学学長
- 藤直幹 - 日本史学、中世史
- 高橋秀直 - 日本史学、日本近代史
- 永井和 - 日本史学、歴史学者、日本近代史
- 鎌田元一 - 日本史学、角川源義賞受賞
- 蓮實重康 - 日本美術史学
- 今西龍 - 東洋史学、朝鮮史
- 原勝郎 - 西洋史学、日本史
- 鈴木成高 - 西洋史学、京都学派、戦後公職追放、早稲田大学名誉教授
- 谷川稔 - 西洋史学、フランス近代史
- 松本亦太郎 - 心理学、実験心理学
- 米田庄太郎 - 社会学、社会学説・社会思想の研究
- 筒井清忠 - 社会学、歴史社会学
- 井上俊 - 社会学、大阪大学名誉教授
- 野間三郎 - 地理学史
- 柏倉康夫 - 二十世紀学

### 教育学部・教育学研究科
- 池田進 - 比較教育学、関西大学名誉教授
- 加藤秀俊 - 比較教育学
- 渡邊洋子 - 教育社会学、社会教育史、ジェンダー論
- 遠藤利彦 - 発達心理学、感情心理学
- 小倉親雄 - 図書館学

### 法学部・法学研究科
- 勝本勘三郎 - 刑法学
- 岡村司 - 民法学、法学部長、弁護士
- 岡松参太郎 - 民法学、台湾総督府理事、満鉄東亜経済調査局長
- 広部周助 - 統計学、工業経済論
- 石坂音四郎 - 民法学、東京帝大法科大学教授
- 曄道文芸 - 民法学
- 恒藤恭 - 法哲学、文化功労者、大阪市立大学初代学長
- 瀧川幸辰 - 刑法学、京都大学総長、滝川事件
- 末川博 - 民法学、元立命館大学総長、滝川事件で辞任
- 石田文次郎 - 民法学、裁判官、弁護士、東北帝国大学法文学部教授
- 尾高朝雄 - 法哲学、東大法学部教授
- 小早川欣吾 - 法制史
- 佐伯千仭 - 刑法学、立命館大学名誉教授
- 中田淳一 - 民事手続法
- 大西芳雄 - 憲法学、立命館大学名誉教授
- 前田信二郎 - 刑法学、犯罪学
- 亀本洋 - 法哲学、明治大学法学部教授

### 経済学部・経済学研究科
- 戸田海市 - 商業経済学、工業経済学、社会政策
- 小川郷太郎 - 財政学、学部長、拓殖大学学監、衆議院議員、商工大臣、鉄道大臣を歴任。
- 河上肇 - マルクス経済学、学部長
- 河田嗣郎 - 社会政策学・農政学、学部長、大阪商科大学初代学長
- 中川与之助 – 都市社会政策、甲南大学教授
- 岸本英太郎 - 労働問題、社会政策論
- 鎌倉昇 - 近代経済学
- 竹本信弘（滝田修） - 社会思想史、元新左翼活動家
- 岩城秀樹 - 金融工学、京都産業大学教授
- 飯野春樹 - 経営学、関西大学商学部長

### 工学部・工学研究科
- 武田五一 - 建築家・建築学者、名古屋高等工業学校長
- 小林紘二郎 - 材料プロセシング・材料科学、阪大名誉教授、若狭湾エネルギー研究センター所長
- 平修二 - 機械工学、X線フラクトグラフィ
- 大林辰蔵 - 国産ロケット・人工衛星の開発、東大名誉教授、宇宙科学研究所名誉教授
- 上垣外正己 - 高分子化学、名大教授
- 上田篤 - 建築学・都市計画・比較文明論、京都精華大学名誉教授
- 白土博通 - 社会基盤工学、土木学会論文賞受賞
- 内井昭蔵 - 建築学
- 樋口忠彦 - 景観工学、新潟大学名誉教授、広島工業大学教授
- 片山泰久 - 素粒子論、元京大基研教授

### 理学部・理学研究科
- 加藤和也 - 数学・数理解析専攻、代数学、東大名誉教授
- 加藤文元 - 数学・数理解析専攻、代数幾何学・数論幾何学、東工大教授
- 深谷賢治 - 数学・数理解析専攻、幾何学、日本学士院会員、受賞多数
- 岡村博 - 数学専攻、解析学、常微分方程式の初期値問題を解決。
- 重川一郎 - 数学・数理解析専攻、確率論、マリアヴァン解析の研究
- 吉川研一 - 非線形物理学、ソフトマター物理学の実験的研究、日本IBM科学賞受賞
- 江夏弘 - 素粒子物理学、湯川研究室上席助教授、立命館大学名誉教授
- 西川公一郎 - 素粒子物理学、K2K実験リーダー
- 山本一清 - 附属花山天文台初代台長、天文学の普及・発展に貢献
- 奥田治之 - 天文学、宇宙科学研究所名誉教授
- 李泰圭 - 化学、京城帝国大学理工学部長、ソウル大学校文理学部長、KAIST名誉教授
- 西堀栄三郎 - 化学、技術者、探検家、第一次南極越冬隊隊長、真空管「ソラ」開発者、雪山讃歌作詞者
- 大井貴史 - 有機化学、名古屋大学トランスフォーマティブ生命分子研究所教授
- 三木茂 - 古生物学、植物学、朝日賞受賞、メタセコイア属を創設
- 徳田御稔 - 動物学、日本動物学賞
- 岡田要 - 動物学、東大名誉教授、文化功労者
- 石川成章 - 地質学、工学部と兼務
- 伊藤貞市 - 鉱物学、東京大学名誉教授、ロブリングメダル受賞

### 農学部・農学研究科
- 黒正巌 - 農史講座初代担当、第六高等学校校長（兼任）、大阪経済大学初代学長
- 可知貫一 - 農業土木技術
- 清水亘 - 水産学、魚肉ハムや魚肉ソーセージの考案者
- 北原覚雄 - 農芸化学、応用微生物学
- 内田俊郎 - 個体群生態学
- 巌俊一 - 生態学、日本応用動物昆虫学会賞、個体群生態学会会長
- 間藤徹 - 植物栄養学、土壌学
- 福岡伸一 - 分子生物学、青山学院大学教授

### 医学部・医学研究科
- 吾妻勝剛 - 産科婦人科学
- 今村新吉 - 精神医学教室を創設
- 島薗順次郎 - 内科学、東京帝大名誉教授、脚気がビタミン欠乏症であることを発見。
- 石川日出鶴丸 - 生理学、鍼灸治療
- 石原誠 - 生理学、日本で初めて心電図を記録、ノーベル生理学・医学賞候補中に逝去
- 清野謙次 - 病理学・人類学、日本学士院恩賜賞受賞
- 小笠原登 - 皮膚科学、ハンセン病患者の強制隔離・断種に反対
- 金関丈夫 - 解剖学、人類学、弥生時代の人骨を発見。
- 笠原嘉 - 精神病理学、名古屋大学名誉教授、藤田保健衛生大学教授
- 齋藤ゆみ - 基礎看護学・臨床看護学、獨協医科大学大学院看護学研究特任教授
- 寒川賢治 - 生化学、生体ペプチドホルモンを発見
- レシャード・カレッド - レシャード医院（静岡県島田市）院長
- 髙橋晴雄 - 耳鼻咽喉科学、長崎大学名誉教授
- 白川太郎 - 健康増進行動学

### 薬学部・薬学研究科
- 井深俊郎 - 有機化学
- 辻本豪三 - 薬理学、生物系薬学、ゲノム創薬

### 情報学研究科
- 上林弥彦 - 分散データベース、グループウェア
- 逢沢明 - 知能情報学・情報物理学・情報文明学、国際情報学研究所理事長
- 大城理 - 医用画像処理・生体信号処理、大阪大学大学院基礎工学研究科教授

### 生命科学研究科
- 小布施力史 - 分子生物学、阪大院理学研究科生物科学専攻教授

### エネルギー科学研究科
- 松本英治 - 材料の動的挙動、非破壊評価技術

### アジア・アフリカ地域研究研究科
- 小杉泰 - 東南アジア地域研究専攻、連環地域論、イスラーム地域研究、紫綬褒章受章

### 公共政策大学院
- 翁邦雄 - 金融政策、日本銀行金融研究所所長

### 化学研究所
- 李升基 - 応用化学・高分子化学、北朝鮮の核開発に携わったとされる。

### 基礎物理学研究所
- 川崎恭治 - 化学物理学・統計力学、九州大学名誉教授
- 池田研介 - 物性物理学、立命館大学教授、光カオスを理論的に予測、日本学士院会員、文化功労者
- 佐々木節 - 宇宙物理学、元所長、カブリ数物連携宇宙研究機構特任教授・副機構長

### 経済研究所
- 渡部経彦 - 経済政策・計量経済学、元阪大経済学部教授、京大経済研究所の礎を築く
- 馬場正雄 - 日本経済学会会長、所長在任中に逝去
- 行沢健三 - 日経・経済図書文化賞受賞、所長在任中に逝去
- 小池和男 - 労働経済学、所長、法政大学名誉教授
- 岡田章 - ゲーム理論、理論経済学、所長、一橋大学名誉教授、日本経済学会会長
- 梶井厚志 - ゲーム理論、数理経済学、中原賞、日本学術振興会賞受賞、関西学院大学経済学部教授
- 奥井亮 - 計量経済学、実験経済学、実証ミクロ経済学
- 大屋幸輔 - 計量経済学、統計学、阪大院経済学研究科教授
- 刈屋武昭 - 統計学、計量経済学

### 数理解析研究所
- 河田敬義 - 東大名誉教授、統計数理研究所所長
- 小嶋泉 - 数理物理学
- 織田孝幸 - 数論、保型形式、東大名誉教授

### ウイルス研究所
- 佐藤佳 - 東京大学医科学研究所教授
- 古瀬祐気 - 医学インフルエンサー、東京大学新世代感染症センター教授
- 渡士幸一 - 厚生労働省 国立感染症研究所 療薬ワクチン開発研究センター治療薬開発 総括研究官
- 渡辺格 - 日本分子生物学会初代会長、慶應義塾大学医学部名誉教授

### 再生医科学研究所
- 笹井芳樹 - 発生学・医学、理化学研究所CDB副センター長

### 複合原子力科学研究所
- 小林圭二 - 元講師、熊取六人衆
- 瀬尾健 - 元助手、熊取六人衆
- 小出裕章 - 放射性廃棄物管理分野助教、熊取六人衆
- 柴田誠一 - 放射線・化学物質影響科学 / 原子力学 / 原子力学
- 今中哲二 - 放射性廃棄物管理分野助教、熊取六人衆

### 防災研究所
- 棚橋諒 - 建築学、初代所長、日本建築学会会長
- 石原藤次郎 - 水理学・水文学・河川工学・海岸工学、所長、土木学会会長
- 松井千秋 - 建築構造学、九州大学名誉教授、日本建築学会賞大賞

### 霊長類研究所
- 浅野俊夫 - 実験心理学・霊長類学（行動分析）、愛知大学名誉教授
- 松井智子 - 認知科学・語用論、東京学芸大学教授
- 松沢哲郎 - 動物心理学、所長、ジェーン・グドール賞受賞、紫綬褒章受章
- 正高信男 - 認知神経科学、ヒトを含めた霊長類のコミュニケーション

### 東南アジア研究所
- 矢野暢 - 政治学、スウェーデン王科学アカデミー会員
- 杉原薫 - 経済史、サントリー学芸賞受賞、日経経済図書文化賞受賞

### 人文科学研究所
- 天野元之助 - 中国経済史、追手門学院大学名誉教授
- 川勝義雄 - 東洋史学
- 河野健二 - 歴史学、フランス経済思想史
- 小野和子 - 中国近世史・中国近代女性史、京都橘女子大学名誉教授
- 田辺明生 - 文化人類学、インド史
- モニカ・エスポジト - 歴史学、道教学

### その他
- カール・ベッカー - こころの未来研究センター教授、宗教学・ターミナルケア・医療倫理・死生学・宗教倫理
- 川村多実二 - 京都帝大附属大津臨湖実験所（現：京大生態学研究センター）教授、陸水生物学、淡水生物学を創始。
- 井上民二 - 生態学研究センター教授
- 川端善一郎 - 生態学研究センター教授、総合地球環境学研究所名誉教授
- 一方井誠治 - 学際融合教育研究推進センター特定教授、環境経済学
- 上原哲太郎 - 学術総合メディアセンター准教授、情報セキュリティ
- 原田慶恵 - 生物物理学者、物質-細胞統合システム拠点教授、大阪大学蛋白質研究所教授、日本生物物理学会会長
- 岩猿敏生 - 図書館学、京大図書館事務長・事務部長、関西大学文学部教授
- 小田伸午 - 高等教育研究開発推進センター教授、運動生理学、バイオメカニクス、行動学、関西大学人間健康学部教授

## 名誉教授

### 文学部
| 氏名                           | 卒業年        | 出身学部（出身大学）                   | 在任期間                      | 経歴 |
| ------------------------------ | ------------- | -------------------------------------- | ----------------------------- | --- |
| 狩野直喜                       |               | 東京帝大文科大学                       | 1906年〜1928年                | 中国文学、文化勲章受章 京都支那学の創設者の一人 |
| 内藤湖南                       |               | 文学博士                               | 1907年〜1926年                | 東洋史学者、元新聞記者、内藤史学 |
| 桑原隲蔵                       | 1892年        | 第三高等学校                           | 1909年〜1930年                | 東洋史学者 |
| 三浦周行                       | 1893年        |                                        | 1907年〜1931年                | 日本史学者、日本学士院恩賜賞受賞 |
| 西田幾多郎                     | 1894年        | 文学博士                               | 1910年〜1928年                | 哲学者、西田哲学、 京都学派の祖、帝国学士院会員文化勲章受章 |
| 藤井乙男                       | 1894年        | 帝国大学国文科                         | 1909年〜1928年                | 国文学 |
| 朝永三十郎                     | 1898年        | 東京帝大文科大学                       | 1907年〜1931年                | 哲学者、朝永振一郎の父 |
| 新村出                         | 1899年        | 東京帝大文科大学博言学科               | 1909年〜1936年                | 国語学者、キリシタン資料研究、 広辞苑編者、文化功労者、文化勲章受章 |
| 波多野精一                     | 1899年        | 東京帝大哲学科                         | 1917年〜1937年                | 宗教哲学者 |
| 矢野仁一                       | 1899年        | 東京帝大文科史学科                     | 1912年〜1932年                | 東洋史学者、中国近現代史 |
| 鈴木虎雄                       | 1900年        | 東京帝大文科大学                       | 1908年〜1938年                | 中国文学、文化功労者、文化勲章受章 |
| 石橋五郎                       | 1901年        | 東京帝大文科大学                       | 1907年〜1938年                | 人文地理学 |
| 吉澤義則                       | 1902年        | 東京帝大文学部                         | 1908年〜1936年                | 訓詁学、 『源氏物語』の現代語訳を学者として初めて行う、 短歌、書などの著作 |
| 濱田耕作                       | 1905年        | 東京帝大文科大学史学科                 | 1909年〜1938年                | 考古学、日本近代考古学の開祖 総長 |
| 小島祐馬                       | 1907年 1912年 | 法学部 文学部                          | 1920年〜1941年                | 中国哲学者、中国社会思想史、日本学士院会員 |
| 羽田亨                         | 1907年        | 東京帝大文科大学史学科                 | 1909年〜1945年                | 東洋史、総長 フランス共和国レジオンドヌール勲章シュバリエ章受章 文化功労者、文化勲章受章                                                                                                |
| 田邊元                         | 1908年        | 文学博士                               | 1919年〜1945年                | 哲学者、京都学派、田辺哲学、 日本学士院会員、文化功労者、文化勲章受章 |
| 田中秀央                       | 1909年        | 東京帝大文科大学                       | 1920年〜1946年                | 西洋古典学、ギリシア、ラテン語 |
| 羽溪了諦                       | 1909年        | 京都帝大文科大学哲学科                 | 〜1943年9月                   | 仏教学者、浄土真宗僧侶 龍谷大学学長・名誉教授、京都女子大学名誉教授 紫綬褒章、勲三等旭日中綬章受勲                                                                                      |
| 西田直二郎                     | 1910年        | 文学博士                               | 1915年〜1946年                | 日本史学、「文化史学」・「文化史観」の提唱 |
| 天野貞祐                       | 1912年        | 文学部                                 | 1926年〜1944年                | 哲学者、倫理学、京都学派、 文部大臣（第3次吉田内閣）、元第一高等学校校長 獨協大学創立者、元日本学生野球協会会長、 文化功労者                                                            |
| 和辻哲郎                       | 1912年        | 東京帝大文科大学哲学科                 | 1925年〜1933年                | 元東京大学教授、哲学者、倫理学、京都学派、和辻倫理学、 日本学士院会員文化功労者、文化勲章受章                                                                                           |
| 太宰施門                       | 1913年        | 東京帝大文学部仏文科                   | 1921年〜1949年                | フランス文学 |
| 山内得立                       | 1914年        | 京都帝大文科大学                       | 1931年〜1953年                | 哲学者、京都学派 文化功労者、京都学芸大学（現：京都教育大学）学長 |
| 澤瀉久孝                       | 1915年        | 京都帝大文科大学                       | 1922年〜1951年                | 万葉学 朝日賞 |
| 那波利貞                       | 1915年        | 京都帝大文科大学                       | 1921年〜1953年                | 東洋史学、中国中世史 |
| 久松真一                       | 1915年        | 京都帝大文科大学                       | 1935年〜1949年                | 仏教学者、京都学派 |
| 梅原末治                       |               | 文学博士                               | 〜1956年                      | 東洋考古学者 朝日賞受賞、文化功労者、従三位勲二等旭日重光章 |
| 深瀬基寛                       | 1916年        | 第三高等学校                           | 1932年〜1958年                | 元第三高等学校教授、英文学者 |
| 原随園                         | 1917年        | 東京帝大文学部                         | 1930年〜1957年                | 古代ギリシア史 京大図書館長、文学部長 |
| 西谷啓治                       | 1924年        | 文学部                                 | 1932年〜1947年 1952年〜1963年 | 哲学者、宗教学、京都学派 戦後公職追放・後に復帰 文化功労者、ゲーテ・メダル受賞、日本学士院会員                                                                                          |
| 伊吹武彦                       | 1925年        | 東京帝大文学部                         | 〜1964年                      | 近現代フランス文学 |
| 宮崎市定                       | 1925年        | 文学部                                 | 1943年〜1965年                | 東洋史学者 文化功労者、フランス学士院ジュリアン賞受賞、銀杯一組 |
| 臼井二尚                       | 1926年        | 文学部                                 | 1929年〜1963年                | 社会学者 日本社会学会会長 |
| 島芳夫                         | 1926年        | 文学部                                 | 〜1966年                      | 倫理学、関西倫理学会初代委員長 |
| 吉川幸次郎                     | 1926年        | 文学部                                 | 1938年〜1967年                | 中国文学 芸術院会員、文化功労者、朝日賞受賞 |
| 田中美知太郎                   | 1926年        | 文学部選科                             | 1947年〜1965年                | 哲学者、西洋古代哲学 文化功労者、文化勲章受章 |
| 足利惇氏                       | 1927年        | 同志社大学文学部                       | 1930年〜1965年                | インド・ペルシア学、文学部長、 東海大学学長、日本オリエント学会会長 |
| 高田三郎                       | 1927年        | 文学部                                 | 1947年〜1966年                | 西洋哲学史、西洋中世哲学、スコラ哲学 橘女子大学初代学長 |
| 中西信太郎                     | 1927年        | 文学部                                 | 1934年〜1967年                | 英文学者、シェイクスピア『ソネット集』を完訳 関西大学教授、甲南女子大学教授 |
| 泉井久之助                     | 1928年        | 文学部                                 | 〜1969年                      | 言語学者、印欧語、紫綬褒章、日本言語学会会長 |
| 大山定一                       | 1928年        | 文学部                                 | 〜1969年                      | ドイツ文学者 ゲーテやリルケなど多数を翻訳 |
| 小葉田淳                       | 1928年        | 文学部                                 | 〜1969年                      | 国史学者、貨幣史・鉱山史・貿易史 日本学士院賞受賞、学士院会員、文化功労者 |
| 生島遼一                       | 1929年        | 文学部                                 | 1947年〜1968年                | フランス文学者、文芸評論家 日本芸術院賞受賞 |
| 田村実造                       | 1929年        | 文学部                                 | 1940年〜1968年                | 東洋史学、勲二等瑞宝章受章 |
| 井上智勇                       | 1930年        | 文学部                                 | 1935年〜1970年                | 西洋古代史 奈良教育大学学長 |
| 遠藤嘉基                       | 1930年        | 文学部                                 | 1935年〜1969年                | 国語学、国語史 叙勲三等授旭日中綬章 |
| 坂田吉雄                       | 1930年        | 文学部                                 | 1930年〜1970年                | 日本近世史学者 |
| 吉田次郎                       | 1930年        | 文学部                                 | 1949年〜1973年                | ドイツ文学 |
| 赤松俊秀                       | 1931年        | 文学部                                 | 1951年〜1971年                | 歴史学者、日本史、紫綬褒章受章 |
| 有光教一                       | 1931年        | 文学部                                 | 1931年〜1971年                | 考古学者、朝鮮考古学 奈良県立橿原考古学研究所所長、高麗美術館研究所所長 |
| 長尾雅人                       | 1931年        | 文学部                                 | 〜1971年                      | 仏教学、チベット学 |
| 井嶋勉                         | 1932年        | 文学部                                 | 1932年〜1972年                | 西洋芸術哲学・芸術史 京都市美術館館長、日本美術教育学会会長、京都府文化芸術会館理事長                                                                                                   |
| 上野照夫                       | 1932年        | 文学部                                 | 1932年〜1972年                | インド美術、ヒンドゥー教美術 |
| 小川環樹                       | 1932年        | 文学部                                 | 1950年〜1974年                | 中国文学者、日本学士院会員 |
| 織田武雄                       | 1932年        | 文学部                                 | 1947年〜1971年                | 戦後京大地理学教室を再建。 人文地理学会初代会長、日本地理学会会長 |
| 小林行雄                       | 1932年        | 神戸高等工業学校（現：神戸大学工学部） | 1935年〜1975年                | 考古学者 朝日賞、日本学士院恩賜賞受賞 |
| 重澤俊郎                       | 1932年        | 文学部                                 | 〜1970年                      | 中国哲学 |
| 野田又夫                       | 1933年        | 文学部                                 | 1947年〜1974年                | 哲学者、哲学史、西洋近世哲学、紫綬褒章 |
| 野間光辰                       | 1933年        | 文学部                                 | 1949年〜1973年                | 近世日本文学、井原西鶴研究 |
| 野上素一                       | 1934年        | 文学部                                 | 1946年〜                      | イタリア文学者 |
| 藤枝晃                         | 1934年        | 東京帝大文学部                         | 1948年〜1975年                | 中国史学者、日本学士院会員、フランス学士院ジュリアン賞受賞 |
| 伊藤義教                       | 1935年        | 文学部                                 | 〜1972年                      | 梵語梵文学、イラン学 |
| 佐伯富                         | 1935年        | 文学部                                 |                               | 中国史学者、日本学士院恩賜賞受賞 |
| 前川貞次郎                     | 1935年        | 文学部                                 | 1949年〜1975年                | 西洋史学者、フランス近代史 甲南大学教授、帝塚山大学教授 |
| 入矢義高                       | 1936年        | 文学部                                 | 〜1974年                      | 中国古典文学、名古屋大学名誉教授 勲二等瑞宝章受章 |
| 武内義範                       | 1936年        | 文学部                                 | 〜1976年                      | 浄土教思想、原始仏教 紫綬褒章受章、仏教伝道文化賞 |
| 池田義祐                       | 1938年        | 大谷大学文学部                         | 1954年〜1978年                | 社会学 |
| 松平千秋                       | 1938年        | 文学部                                 | 〜1979年                      | 西洋古典学、ギリシア文学 勲二等旭日重光章受章 |
| 佐藤長                         | 1939年        | 文学部                                 | 1954年〜1978年                | 東洋史学、チベット学 |
| 菅泰男                         | 1939年        | 文学部                                 | 1949年〜1979年                | 英米文学者、英語学英文学、シェイクスピア研究 |
| 谷友幸                         | 1939年        | 文学部                                 | 〜1975年                      | ドイツ文学者、ライナー・マリア・リルケの研究 |
| 浜田敦                         | 1939年        |                                        | 1956年〜1977年                | 日本語学者、国語学主任教授 |
| 御輿員三                       | 1939年        | 文学部                                 | 1951年〜1980年                | 英文学者 |
| 今津晃                         | 1941年        | 文学部                                 | 1953年〜1981年                | アメリカ合衆国史学者、西洋史学 |
| 島田虔次                       | 1941年        | 文学部                                 | 〜1981年                      | 東洋史学、中国近世・近代思想史 日本学士院会員 |
| 武藤一雄                       | 1941年        | 文学部                                 | 〜1977年                      | キリスト教学、宗教哲学、セーレン・キェルケゴールの研究 |
| 樋口隆康                       | 1943年        | 文学部                                 | 〜1983年                      | 考古学 京大学術調査隊に参加して仏教遺跡を調査 泉屋博古館館長、奈良県立橿原考古学研究所長、シルクロード学研究センター所長                                                                |
| 岸俊男                         | 1944年        | 文学部                                 | 〜1984年                      | 国史学者、古代史 奈良県立橿原考古学研究所所長 |
| 森口美都男                     |               | 文学部                                 | 1965年〜1985年                | 倫理学、イギリス思想、フランス思想 |
| 山田晶                         | 1944年        | 文学部                                 | 1965年〜1985年                | 西洋中世哲学者、アウグスティヌスの研究 日本学士院会員 |
| 辻村公一                       | 1946年        | 文学部                                 | 〜1982年                      | 哲学、マルティン・ハイデッガーの研究・翻訳 |
| 萩原淳平                       | 1946年        | 文学部                                 | 〜1982年                      | 東洋史学者 立正大学教授 |
| 服部正明                       |               | 文学部                                 | 1961年〜1988年                | 仏教学者、インド哲学史、紫綬褒章受章 |
| 清水茂                         |               | 文学部                                 | 1952年〜1989年                | 中国文学者 |
| 越智武臣                       | 1948年        | 文学部                                 | 〜1987年                      | 西洋史学者、近代イギリス史 京都橘女子大学学長 |
| 梶山雄一                       | 1948年        | 文学部                                 | 1956年〜1988年                | 仏教学 |
| 谷川道雄                       | 1948年        | 文学部                                 | 1968年〜1989年                | 東洋史学者 |
| 上田閑照                       | 1949年        | 文学部                                 | 1963年〜1989年                | 哲学者、宗教学、西欧神秘思想、京都学派の研究 日本学士院会員 |
| 清水純一                       | 1949年        | 文学部                                 | 1968年〜1988年                | イタリア文学者 |
| 本田実信                       | 1949年        | 東京帝大文学部                         | 1975年〜1986年                | 西南アジア史学、モンゴル帝国史、イラン中世史 |
| 酒井修                         | 1950年        | 文学部                                 | 1955年〜1989年                | 哲学史、西洋近世哲学 |
| 林巳奈夫                       | 1950年        | 文学部                                 | 1957年〜1989年                | 考古学者、日本学士院会員 |
| 西田龍雄                       | 1951年        | 文学部                                 | 1956年〜1992年                | 東洋言語学 チベット・ビルマ諸語の研究、西夏文字の解読 日本学士院会員、文化功労者 |
| 藤沢令夫                       | 1951年        | 文学部                                 | 1963年〜1989年                | ギリシア哲学者、日本学士会アカデミア賞受賞 元京都国立博物館館長 |
| 佐竹昭広                       | 1952年        | 文学部                                 | 1960年〜1985年                | 国文学者、紫綬褒章受章 |
| 岡照雄                         | 1953年        | 文学部                                 | 〜1993年                      | イギリス文学者、文学部長 |
| 竺沙雅章                       | 1953年        | 文学部                                 | 1958年〜1993年                | 東洋史学、中国史 |
| 中川久定                       | 1953年        | 文学部                                 | 1971年〜1994年                | フランス文学、ドゥニ・ディドロの研究 京都国立博物館長 |
| 中久郎                         | 1953年        | 文学部                                 | 1966年〜1991年                | 社会学理論、社会学史、社会病理学 愛知新城大谷大学初代学長 |
| 平井俊夫                       | 1953年        | 文学部                                 | 〜1990年                      | ドイツ文学 |
| 藤縄謙三                       | 1953年        | 文学部                                 | 1970年〜1993年                | 西洋史学、古代ギリシア思想史 京都女子大学教授 |
| 松尾尊兊                       | 1953年        | 文学部                                 | 1953年〜1993年                | 近現代史学者 |
| 朝尾直弘                       | 1954年        | 文学部                                 | 〜1995年                      | 日本史学者、近世史 紫綬褒章受章、文化功労者 |
| 河内良弘                       | 1954年        | 文学部                                 | 1987年〜1992年                | 東洋史学者、東北アジア史 天理大学名誉教授 |
| 青木次生                       | 1955年        | 信州大学教育学部                       | 1964年〜1991年                | 英文学、ヘンリー・ジェイムズの後期三部作を翻訳 |
| 岡道男                         | 1955年        | 文学部                                 | 〜1994年                      | 西洋古典文学者 |
| 野田宣雄                       | 1956年        | 文学部                                 | 〜1997年                      | ドイツ史学者 |
| 岩倉具忠                       | 1957年        | 文学部                                 | 1975年〜1997年                | イタリア語史・ダンテ研究・比較文化史 |
| 大山喬平                       | 1957年        | 文学部                                 | 1971年〜1997年                | 中世農村史 |
| 服部春彦                       | 1957年        | 文学部                                 | 1975年〜1993年                | 西洋史学、フランス近代史 京都橘女子大学教授 |
| 水垣渉                         | 1957年        | 文学部                                 | 1971年〜1998年                | キリスト教学、教父思想研究 |
| 安田章                         | 1957年        | 文学部                                 | 1971年〜2005年                | 日本語学者 |
| 山口巌                         | 1957年        | 文学部                                 | 〜1998年                      | 言語学者・ロシア語学者 鳥取大学教授、公立鳥取環境大学名誉教授 |
| 喜志哲雄                       | 1958年        | 文学部                                 | 1964年〜1999年                | 英米演劇 ハロルド・ピンターなどの現代英米演劇を翻訳 |
| 清水善三                       | 1958年        | 文学部                                 | 〜1995年                      | 仏教美術史学 |
| 薗田坦                         | 1959年        | 文学部                                 | 〜2000年                      | 哲学史、西洋近世哲学、宗教学 仁愛大学学長 |
| 山口知三                       |               | 文学部                                 | 〜2000年                      | ドイツ文学者 |
| 応地利明                       | 1960年        | 文学部                                 | 1973年〜2000年                | 人文地理学 |
| 礪波護                         | 1960年        | 文学部                                 | 1975年〜2001年                | 東洋史学者、大谷大学教授 京大人文科学研究所名誉所員 |
| 長谷正當                       | 1960年        | 文学部                                 | 〜2009年                      | 宗教学、ベルクソン研究、浄土教研究 |
| 興膳宏                         | 1961年        | 文学部                                 | 1974年〜2000年                | 中国文学者 京都国立博物館長、財団法人東方学会理事長 |
| 間野英二                       | 1961年        | 文学部                                 | 1972年〜2003年                | 西南アジア史、中央アジア史、中国近世・朝鮮史、ムガル帝国史 史学研究会理事長、東洋史研究会会長                                                                                           |
| 石原潤                         | 1962年        | 文学部                                 | 1996年〜2003年                | 地理学者、人文地理学、特に農村地理学 名古屋大学名誉教授、奈良大学学長・名誉教授 |
| 日野龍夫                       | 1962年        | 文学部                                 | 1977年〜2003年                | 日本文学者、近世文学、日本古典文学会賞・角川源義賞受賞 |
| 加藤尚武                       | 1963年        | 東大文学部                             | 1994年〜2001年                | 哲学者、生命倫理学 公立鳥取環境大学名誉学長（初代学長） |
| 廣田昌義                       |               | 東大文学部                             | 〜2001年                      | フランス文学者、17世紀の文学・哲学 |
| 豊田昌倫                       |               | 岡山大学法文学部                       | 〜2004年                      | 英語文体論 関西外国語大学名誉教授、国際文化研究所所長 |
| 山本耕平                       |               |                                        | 〜2001年                      | 中世キリスト教神学 |
| 内井惣七                       | 1965年 1967年 | 工学部 文学部                          | 1967年〜2006年                | 科学哲学者、倫理学 |
| 佐々木丞平                     | 1965年        | 文学部                                 | 1991年〜2005年                | 美学美術史学、江戸時代後期の美術 国華賞、日本学士院賞、フンボルト賞、京都市文化功労者                                                                                                   |
| 中村紘一                       | 1965年        | 文学部                                 | 1976年〜2005年                | 英語学英文学、アメリカ文学 |
| 宝月誠                         | 1966年        | 教育学部 院文                          | 1980年〜2005年                | 社会学、逸脱研究、シカゴ学派の社会理論研究 |
| 内山勝利                       | 1967年        | 文学部                                 | 1988年〜2005年                | 哲学史、西洋古代哲学、ギリシア哲学 毎日出版文化賞受賞 |
| 片柳栄一                       | 1967年        | 文学部                                 | 1998年〜2008年                | キリスト教学、宗教哲学、アウグスティヌス研究 |
| 岩城見一                       | 1968年        | 文学部                                 | 〜2006年                      | 美学者 |
| 紀平英作                       | 1969年        | 文学部                                 | 〜2010年                      | 現代史学、アメリカ現代史 |
| 金田章裕                       | 1969年        | 文学部                                 | 〜2007年                      | 人文地理学、研究科長・学部長 副学長、理事 人文地理学会会長 |
| 小林道夫                       | 1969年        | 文学部                                 | 2004年〜2010年                | 科学哲学、西洋中世哲学 |
| 中務哲郎                       | 1969年        | 文学部                                 | 2004年〜2010年                | 西洋古典学、古代ギリシア文学 |
| 御牧克己                       | 1969年        | 文学部                                 | 1975年〜2010年                | チベット仏教 |
| 庄垣内正弘                     | 1969年        | 大阪外国語大学外国語学部               | 1996年〜2006年                | 言語学 日本言語学会会長 |
| 斎藤泰弘                       |               |                                        | 〜2010年                      | イタリア文学 |
| 藤井譲治                       | 1970年        | 文学部                                 | 1975年〜2012年                | 日本近世史 石川県立歴史博物館館長 |
| 吉川一義                       | 1970年        | 東大文学部                             | 〜2013年                      | フランス文学者、マルセル・プルースト研究 |
| 池田秀三                       | 1971年        | 文学部                                 | 1975年〜2013年                | 中国哲学史学 |
| 苧阪直行                       | 1971年        | 京都教育大学教育学部                   | 1987年〜2010年                | 認知科学、社会脳科学、ワーキングメモリ 文学部長 日本色彩学会会長、日本ワーキングメモリ学会会長                                                                                          |
| 勝山清次                       | 1971年        | 文学部                                 | 1998年〜2013年                | 日本中世史 |
| 川合康三                       | 1971年        | 文学部                                 | 1987年〜2012年                | 中国古典文学、中唐の詩の研究 |
| 夫馬進                         | 1971年        | 文学部                                 | 1974年〜2013年                | 中国社会史 |
| 藤田正勝                       | 1972年        | 文学部                                 | 1991年〜2015年                | 日本哲学史 日本哲学史フォーラム代表、日本シェリング協会会長 |
| 若島正                         | 1972年        | 理学部                                 | 1987年〜2018年                | 現代アメリカ小説、翻訳家、日本人初のチェス・プロブレム解答国際マスター |
| 伊藤邦武                       | 1973年        | 文学部                                 | 〜2014年                      | 分析哲学、アメリカ哲学、パースの研究 |
| 上原真人                       | 1973年        | 文学部                                 | 1996年〜2015年                | 歴史考古学 濱田青陵賞受賞、辰馬考古資料館館長 |
| 服部良久                       | 1973年        | 文学部                                 | 1990年〜2016年                | 西洋中世史 |
| 大谷雅夫                       | 1974年        | 文学部                                 | 1992年〜2017年                | 万葉集・江戸漢詩・和漢比較文学 角川源義賞受賞 |
| 杉山正明                       | 1974年        | 文学部                                 | 1979年〜2017年                | 内陸アジア史 司馬遼太郎賞受賞、紫綬褒章受章、日本学士院賞受賞 |
| 永井和                         | 1974年        | 文学部                                 | 1995年〜2016年                | 日本近代史 |
| 石川義孝                       | 1975年        | 文学部                                 | 〜2018年                      | 計量地理学、人口移動 日本地理学会賞、国際地理学連合桂冠名誉賞 人文地理学会会長、地理学連携機構代表、帝京大学経済学部教授                                                                |
| 氣多雅子                       | 1975年        | 文学部                                 | 2000年〜2018年                | 宗教哲学 日本宗教学会賞受賞、宗教哲学会会長 |
| 田窪行則                       | 1975年        | 文学部                                 | 2000年〜2016年                | 理論言語学、韓国語、琉球語 国立国語研究所所長、日本言語学会会長 日本認知科学会論文賞受賞                                                                                                |
| 赤松明彦                       | 1976年        | 文学部                                 | 2001年〜2018年                | インド文学 |
| 伊藤公雄                       | 1976年        | 文学部                                 | 〜2017年                      | 文化社会学、メディア研究、ジェンダー論、日本で初めて男性学を提唱 大阪大学名誉教授 |
| 天野恵                         | 1976年        | 文学部                                 | 〜2018年                      | イタリア文学・文化 イタリア学会会長、財団法人日本イタリア京都会館理事長 |
| 櫻井芳雄                       | 1976年        | 東京教育大学文学部                     | 1996年〜2015年                | 心理学 |
| 林晋                           | 1976年        | 立教大学理学部                         | 2005年〜2019年                | 情報学、数学 |
| 福谷茂                         |               | 東京教育大学文学部                     | 1997年〜2019年                | 西洋近代哲学史 |
| 藤田和生                       | 1976年        | 理学部                                 | 1987年〜2019年                | 認知科学 |
| 横田冬彦                       | 1976年        | 文学部                                 | 2012年〜2018年                | 日本近世史 |
| 吉田豊                         | 1977年        | 文学部                                 | 2006年〜2020年                | 言語学 |
| 川添信介                       | 1978年        | 文学部                                 | 1996年〜2020年                | 西洋中世哲学史 京大理事・副学長 福知山公立大学学長 |
| 南川高志                       | 1979年        | 文学部                                 | 1984年〜2021年                | 古代ローマ史 |
| 板倉昭二                       | 1983年        | 横浜国立大学 教育学部                  | 2000年〜2019年                | 心理学者、発達科学 同志社大学赤ちゃん学研究センター長 |
| 杉本淑彦                       |               | 文学部                                 | 2002年〜2020年                | フランス史 |
| 芦名定道                       | 1980年        | 理学部                                 | 1992年〜2021年                | キリスト教学 |
| 落合恵美子                     | 1980年        | 東大学文学部                           | 2003年〜2023年                | 家族社会学 ジェンダー論 福祉社会学 アジア研究 |
| 松田素二                       |               | 文学部                                 | 〜2021年                      | 人類学 |
| 教養部                         |               |                                        |                               | |
| 氏名                           | 卒業年        | 出身学部（出身大学）                   | 在任期間                      | 経歴 |
| 植田寿蔵                       | 1911年        | 京都帝大文科大学                       | 〜1946年                      | 美学者、美術史 |
| 上野益三                       | 1926年        | 理学部                                 | 1929年〜1963年                | 生物学・昆虫学・陸水学、京大大津臨湖実験所所長 水生生物相の先駆的な業績、動物分類学会名誉会員                                                                                           |
| 柴田實                         | 1930年        | 文学部                                 | 1930年〜1969年                | 日本史学、日本文化史、教養部長 |
| 川畑愛義                       | 1931年        | 医学部                                 | 〜1969年                      | 公衆衛生学・健康学 日本水質保健研究所所長、日本生活医学研究所所長 |
| 保田清                         | 1935年        | 文学部                                 | 1950年〜1977年                | 倫理学 |
| 渡辺明正                       | 1935年        | 東京帝大文学部                         | 1949年〜1976年                | フランス文学者 |
| 川田周雄                       | 1937年        | 文学部                                 | 〜1974年                      | イギリス文学者 |
| 山内邦臣                       | 1938年        | 文学部                                 | 〜1974年                      | 英米文学、ユージン・オニールの研究 奈良女子大学学長事務代理・文学部部長 |
| 阪倉篤義                       | 1941年        | 文学部                                 | 〜1981年                      | 国文学、国語学 |
| 足利末男                       |               | 経済学部                               | 〜1981年                      | 社会統計学 福山大学名誉教授 |
| 尾形敏彦                       | 1947年        | 文学部                                 |                               | アメリカ文学者 |
| 作田啓一                       | 1948年        | 文学部                                 | 1959年〜1985年                | 社会学者 |
| 筧田知義                       | 1948年        | 文学部                                 | 1966年〜                      | 教育学、旧制高等学校、幼児教育研究 |
| 植野修司                       | 1949年        | 文学部                                 | 1949年〜1989年                | ロシア文学者 瑞宝中綬章 |
| 生田耕作                       | 1950年        | 文学部                                 | 1951年〜1980年                | フランス文学者 |
| 上田正昭                       | 1950年        | 文学部                                 |                               | 歴史学・日本古代史 南方熊楠賞受賞、元大阪女子大学学長 |
| 酒井幸三                       | 1950年        | 文学部                                 | 〜1991年                      | 英文学者 |
| 永野芳郎                       | 1950年        | 文学部                                 | 1969年〜1990年                | 英文学、比較言語学 桃山学院大学教授 |
| 森毅                           | 1950年        | 東大数学科                             | 1957年〜1991年                | 数学者、作家 |
| 乾由明                         | 1951年        | 文学部                                 | 〜1991年                      | 美術史 金沢美術工芸大学名誉教授、兵庫陶芸美術館名誉館長 |
| 高木久雄                       | 1951年        | 文学部                                 | 〜1988年                      | ドイツ文学 |
| 浮田典良                       | 1952年        | 文学部                                 | 〜1990年                      | 人文地理学者 人文地理学会会長、日本地理学会会長 |
| 富岡次郎                       | 1952年        | 文学部                                 | 〜1992年                      | 歴史学者、西洋史、特に中世英国史 |
| 芦津丈夫                       | 1953年        | 文学部                                 | 〜1994年                      | ドイツ文学者 |
| 松下千吉                       | 1953年        | 島根大学文理学部                       | 〜1992年                      | イギリス文学、18-19世紀のイギリス・ロマン主義詩人 |
| 山本誠作                       | 1953年        | 文学部                                 | 1959年〜1993年                | 哲学研究者 |
| 前川道郎                       | 1954年        | 工学部                                 | 〜1982年                      | 西洋建築史、建築学 九州大学名誉教授 |
| 川端善明                       | 1955年        | 文学部                                 | 1974年〜2005年                | 日本語学、国文学 |
| 田中礼                         | 1960年        | 文学部                                 | 〜1995年                      | 英文学者、日本近代文学研究者 |
| 総合人間学部                   |               |                                        |                               | |
| 氏名                           | 卒業年        | 出身学部（出身大学）                   | 在任期間                      | 経歴 |
| 上横手雅敬                     | 1953年        | 文学部                                 | 1958年〜1994年                | 歴史学者、歴史学、日本中世政治史 |
| 西村三郎                       | 1953年        | 理学部                                 | 〜1994年                      | 生物地理学・生物海洋学・博物学 大佛次郎賞、和辻哲郎文化賞 |
| 長谷川年光                     | 1953年        | 文学部                                 | 1966年〜1993年                | 英文学・比較文学、20世紀のイギリスおよびアイルランドの文学・演劇 |
| 米山俊直                       | 1954年        | 三重大学農学部                         | 〜1994年                      | 文化人類学者、大手前女子大学学長 紫綬褒章受章 |
| 竹市明弘                       |               | 文学部                                 | 〜1997年                      | 哲学、人間・環境学研究科初代研究科長 人間環境大学初代学長 |
| 吉田忠                         | 1957年        | 農学部                                 | 1973年〜1997年                | 経済・農業統計学者 |
| 児嶋眞平                       | 1959年        | 工学部                                 | 〜1997年                      | 有機化学者、環境化学 福井大学学長 |
| 渡辺久義                       | 1959年        | 文学部                                 | 〜1997年                      | 英文学者 創造デザイン学会代表 |
| 高橋三郎                       |               |                                        | 〜2001年                      | 社会学 |
| 相良直彦                       | 1960年        | 農学部                                 | 1966年〜                      | 菌類学 |
| 薗田稔                         | 1960年        | 東大文学部                             | 1991年〜2003年                | 神道研究、日本宗教史 神道国際学会会長、インターナショナル・シントウ・ファウンデーション会長                                                                                             |
| 海原徹                         | 1961年        | 教育学部                               | 1974年〜1999年                | 教育学、歴史学、日本教育史 |
| 三好郁朗                       | 1962年        | 文学部                                 | 1981年〜2001年                | フランス文学、学部長、副学長 京都嵯峨芸術大学学長 |
| 有福孝岳                       |               | 文学部                                 | 1977年〜2003年                | ドイツ哲学、道元禅 |
| 池田浩士                       | 1963年        | 慶大文学部                             | 1968年〜2004年                | ドイツ文学者、評論家 |
| 田口貞善                       |               | 金沢大学教育学部                       | 〜2007年                      | 体育学 |
| 宮本盛太郎                     | 1965年        | 中央大学法学部                         |                               | 政治思想史、近代日本政治思想史 総合人間学部長、名城大学教授 |
| 愛宕元                         | 1967年        | 文学部                                 | 〜2007年                      | 中国史 帝京大学教授 |
| 丹羽隆昭                       | 1967年        | 南山大学文学部                         | 〜2008年                      | アメリカ文学 |
| 北畠能房                       | 1968年        | 一橋大学社会学部                       |                               | 環境問題、宗教法人小松天満宮代表役員 |
| 四日谷敬子                     | 1968年        | 国際基督教大学教養学部                 | 〜2008年                      | 哲学 |
| 福岡和子                       |               | 文学部                                 | 〜2010年                      | アメリカ文学者 |
| 鈴木雅之                       | 1969年        | 新潟大学人文学部                       | 1990年〜2009年                | 英文学者 |
| 足立幸男                       | 1970年        | 法学部                                 | 1985年〜2008年                | 政治学者、公共政策学 日本公共政策学会会長 |
| 大木充                         | 1970年        | 愛知県立大学外国語学部                 | 〜2012年                      | フランス語学 |
| 金坂清則                       | 1970年        | 文学部                                 | 1996年〜2012年                | 地理学 |
| 松田清                         | 1970年        | 名大文学部                             | 1974年〜2012年                | 文化環境学（日本洋学史、日欧知識交流史、書誌学、江戸のモノづくり） 新村出賞受賞 |
| 内田賢徳                       | 1971年        | 文学部                                 | 1986年〜2011年                | 国語学・国文学 |
| 中西輝政                       | 1971年        | 法学部                                 | 1995年〜2012年                | 現代文明論講座、国際政治学、文明史学 石橋湛山賞、山本七平賞、毎日出版文化賞、正論大賞受賞                                                                                               |
| 山梨正明                       | 1971年        | カリフォルニア大学言語学科             | 〜2012年                      | 認知言語学、意味論、語用論、記号論 日本認知言語学会会長、日本語用論学会会長 |
| 押川文子                       |               |                                        | 2006年〜2015年                | インド近代社会史 |
| 佐伯啓思                       | 1972年        | 東大経済学部                           | 1993年〜2015年                | 国際文明学、文明論 京大こころの未来研究センター特任教授 『表現者』顧問、『京の発言』主幹、総合文藝誌『ひらく』を刊行。                                                                  |
| 松井正文                       | 1972年        | 信州大学繊維学部                       | 1975年〜2015年                | 両生類研究 日本爬虫両棲類学会会長 |
| 間宮陽介                       | 1972年        | 東大経済学部                           | 1993年〜2013年                | 社会経済学、経済理論、経済思想 |
| 菅原和孝                       | 1973年        | 理学部                                 | 1988年〜2015年                | 人類学 |
| 森谷敏夫                       | 1973年        | 中京大学体育学部                       | 〜2016年                      | 京大式ダイエットを提唱 |
| 稲垣直樹                       | 1974年        | 東大教養学部                           | 1982年〜2017年                | フランス文学 日本翻訳文化賞 |
| 杉万俊夫                       | 1974年        | 九州大学教育学部                       | 1988年〜2017年                | 社会心理学（集団力学） 人間・環境学研究科長、総合人間学部長 京都大学理事・副学長 |
| 高橋由典                       | 1974年        | 文学部                                 | 1984年〜2016年                | 社会学 |
| 西山良平                       | 1974年        | 文学部                                 | 1980年〜2017年                | 日本古代・中世の社会史 |
| 丸橋良雄                       | 1974年        | 京都府立大学文学部                     | 〜2016年                      | 演劇学 |
| 阿辻哲次                       | 1975年        | 文学部                                 | 〜2017年                      | 東アジア文化論、中国文学、言語学 |
| 篠原資明                       | 1975年        | 文学部                                 | 〜2016年                      | 哲学、美学、あいだ哲学と交通論 高松市美術館長 |
| 新宮一成                       | 1975年        | 医学部                                 | 1981年〜2016年                | 精神分析学、精神科医、ラカン研究者 サントリー学芸賞（思想・歴史部門）受賞 |
| 田村類                         | 1975年        | 北海道大学理学部                       | 1997年〜2018年                | 有機化学 |
| 東郷雄二                       | 1975年        | 文学部                                 | 1980年〜2017年                | フランス語学、言語学、機能的統語論、意味論、談話理論 |
| 冨田恭彦                       | 1975年        | 文学部                                 | 1987年〜2017年                | 科学哲学 |
| 前川玲子                       | 1975年        | 立教大学文学部                         | 1991年〜2017年                | アメリカ文学 |
| 道籏泰三                       | 1976年        | 文学部                                 | 1985年〜2015年                | ドイツ文学・哲学 |
| 岡田温司                       | 1978年        | 文学部                                 | 1991年〜2020年                | 西洋美術史 ピーコ・デッラ・ミランドラ賞、吉田秀和賞、読売文学賞受賞 |
| 元木泰雄                       | 1978年        | 文学部                                 | 1997年〜2020年                | 日本中世政治史 |
| 鎌田浩毅                       | 1979年        | 東大理学部                             | 1997年〜2021年                | 火山学、地球変動学、科学教育、アウトリーチ 京大レジリエンス実践ユニット特任教授 (2021 - )                                                                                               |
| 藤田耕司                       | 1980年        | 大阪外国語大学外国語学部               | 1998年〜2023年                | 理論言語学、生成文法、生物言語学、進化言語学 |
| 加藤幹郎                       | 1981年        | 筑波大学比較文化学類                   | 1987年〜2015年                | 映画学者、映画批評家 吉田秀和賞受賞、日本映画学会を設立・初代会長 |
| 田地野彰                       |               | ランカスター大学言語学部               | 〜2018年                      | 教育言語学 |
| 合田昌史                       | 1982年        | 文学部                                 | 〜2024年                      | 海事史、科学史、スペイン史、ポルトガル史 |
| 廣野由美子                     | 1982年        | 文学部                                 | 2000年〜2024年                | 英文学、19世紀イギリス小説 日本ジョージ・エリオット協会会長 |
| 岡真理                         | 1985年        | 東京外国語大学外国語学部               | 〜2023年                      | 現代アラブ文学、パレスチナ問題、第三世界フェミニズム |
| 経済学部                       |               |                                        |                               | |
| 氏名                           | 卒業年        | 出身学部（出身大学）                   | 在任期間                      | 経歴 |
| 田島錦治                       | 1894年        | 帝国大学法科大学                       | 1900年〜1927年                | 経済理論、財政学、初代経済学部長、 立命館大学学長 |
| 神戸正雄                       | 1900年        | 東京帝大法科大学                       | 1902年〜1937年                | 財政学者 関西大学学長、京都市長 文化功労者、日本学士院恩賜賞 |
| 山本美越乃                     | 1903年        | 京都帝大法科大学                       | 1912年〜1934年                | 経済学、経済学部長、総長事務取扱 |
| 作田荘一                       | 1905年        | 東京帝大法科大学                       | 1923年〜1938年                | 満洲建国大学初代副総長 |
| 高田保馬                       | 1910年        | 京都帝大文科大学                       | 1929年〜1944年                | 経済学・社会学者、経済学部長 大阪大学名誉教授、文化功労者 |
| 本庄栄治郎                     | 1913年        | 京都帝大法科大学                       | 〜1942年                      | 日本経済史学者、学部長、大阪商科大学第2代学長、 大阪府立大学名誉教授、文化功労者 |
| 石川興二                       | 1917年        | 京都帝大法科大学                       | ～1945年                      | 経済哲学、学部長 |
| 穂積文雄                       | 1926年        | 経済学部                               | 1939年～1966年                | 経済思想史、社会思想史、名古屋学院大学教授 |
| 柴田敬                         | 1927年        | 経済学部                               |                               | 理論経済学者 |
| 豊崎稔                         | 1927年        | 東北帝大法文学部                       | 1946年～1965年                | 経済学、経済学部長 |
| 中谷實                         | 1928年        | 経済学部                               | ～1968年                      | 財政学、金融論、京都学園大学学長 |
| 田杉競                         | 1932年        | 経済学部                               | ～1972年                      | 経営学、経営管理・組織論、京都学園大学・京都文化短期大学学長 |
| 出口勇蔵                       | 1933年        | 経済学部                               | ～1972年                      | 経済哲学、経済学史、名城大学教授、京都薬科大学教授 |
| 島恭彦                         | 1934年        | 経済学部                               | 1946年～1974年                | 財政学、専修大学教授 |
| 大橋隆憲                       | 1935年 1940年 | 東京帝大文学部 経済学部                | 〜1975年                      | 統計学、経済学部長 |
| 堀江英一                       | 1937年        | 経済学部                               | ～1976年                      | 経済史、資本主義発達史、名城大学教授 |
| 木原正雄                       | 1941年        | 立命館大学経済学科                     | 1949〜1981年                  | 社会主義経済、経済学部長 |
| 大野英二                       | 1945年        | 経済学部                               | 1946年〜1986年                | ドイツの社会経済史（金融資本、資本主義、ナチズム） |
| 平田清明                       | 1947年        | 東京商科大学                           | 1978年〜1986年                | 経済学部長、名古屋大学教授 神奈川大学教授、鹿児島経済大学学長 |
| 小野一一郎                     | 1949年        | 経済学部                               | 1951年〜1989年                | |
| 菱山泉                         | 1949年        | 経済学部                               |                               | 理論経済学者 鹿児島経済大学学長 |
| 伊東光晴                       | 1951年        | 東京商科大学                           | 1985年〜1991年                | 経済学部長、紫綬褒章受章 |
| 橋本勲                         | 1951年        | 東京商科大学                           | 1962年〜1989年                | 経済学部長、中京大学教授 |
| 山田浩之                       | 1953年        | 経済学部                               | 〜1995年                      | 経済学部長 大阪商業大学名誉教授、羽衣国際大学学長・名誉教授 |
| 中村哲                         | 1955年        | 文学部                                 | 1969年〜1995年                | 経済史学者、経済学部長、福井県立大学名誉教授 |
| 池上惇                         | 1956年        | 経済学部                               | 1964年〜                      | 経済学部長、福井県立大学名誉教授、京都橘大学教授 |
| 瀬地山敏                       | 1960年        | 経済学部                               | 1969年〜2000年                | 理論経済学者、経済学部長、総長特別補佐 鹿児島国際大学学長 |
| 菊池光造                       | 1961年        | 経済学部                               | 1977年〜2000年                | 労使関係 経済学部長 |
| 木崎喜代治                     | 1963年        | 香川大学経済学部                       | 1977年〜1995年                | 経済思想史 |
| 近藤文男                       | 1963年        | 香川大学経済学部                       | 1985年〜2003年                | 日本企業のグローバルマーケティング 京都橘大学文化政策学部教授 |
| 中野一新                       | 1964年        | 経済学部                               | 1969年〜2004年                | 農業経済学、アグリビジネス論、大妻女子大学教授 |
| 赤岡功                         | 1965年        | 神戸商科大学商経学部                   | 1967年〜2005年                | 副学長 県立広島大学長 |
| 本山美彦                       | 1965年        | 経済学部                               | 1977年〜2006年                | 経済学部長、経済学者、福井県立大学教授 元日本国際経済学会会長 |
| 橘木俊詔                       | 1967年        | 小樽商科大学                           | 1979年〜2007年                | 労働経済学、経済学部教授、 日本経済学会会長、エコノミスト賞、石橋湛山賞受賞 |
| 下谷政弘                       | 1968年        | 金沢大学法文学部                       | 1980年〜2008年                | 日本経済論・日本経済史・企業組織理論・持株会社論 |
| 西村周三                       | 1969年        | 経済学部                               | 1981年〜2010年                | 医療経済学 国立社会保障・人口問題研究所所長、医療経済研究機構所長 医療経済学会初代会長                                                                                                  |
| 森棟公夫                       | 1969年        | 経済学部                               | 〜2010年                      | 計量経済学、統計学 椙山女学園大学学長・名誉教授 |
| 西村和雄                       | 1970年        | 東大農学部                             | 1987年〜2011年                | 複雑系経済学、ミクロ経済学 日本経済学会会長 |
| 八木紀一郎                     | 1971年        | 東大文学部                             | 1984年〜2010年                | 進化経済学、制度経済学、オーストリア学派 摂南大学学長 |
| 今久保幸生                     |               | 長崎大学                               | 〜2012年                      | 経済政策、比較経済政策システム |
| 上總康行                       | 1972年        | 立命館大学経営学部                     | 1995年〜2007年                | 管理会計 |
| 田中秀夫                       | 1972年        | 滋賀大学経済学部                       | 1990年〜2013年                | 経済思想史、社会思想 愛知学院大学経済学部教授 |
| 日置弘一郎                     | 1972年        | 経済学部                               | 〜2015年                      | 組織論・経営人類学 公立鳥取環境大学経営学部教授、就実大学経営学部教授 |
| 植田和弘                       | 1975年        | 工学部                                 | 1998年〜2017年                | 環境経済学 環境経済・政策学会会長 |
| 堀和生                         | 1975年        | 龍谷大学文学部                         | 〜2017年                      | 東アジア経済史 |
| 成生達彦                       | 1976年        | 横浜国立大学経済学部                   | 1981年〜2017年                | 理論経済学 日本応用経済学会会長 |
| 岡田知弘                       | 1978年        | 経済学部                               | 1990年〜2019年                | 地域経済学、農業経済学 日本地域経済学会会長 |
| 末松千尋                       | 1979年        | 東工大工学部                           | 2001年〜2021年                | IT、事業創成 |
| 大西広                         | 1980年        | 経済学部                               | 1991年〜2012年                | マルクス経済学、統計学 慶應義塾大学経済学部教授 |
| 法学部                         |               |                                        |                               | |
| 氏名                           | 卒業年        | 出身学部（出身大学）                   | 在任期間                      | 経歴 |
| 千賀鶴太郎                     |               | ベルリン大学法科                       | 1899年〜                      | ローマ法、京都法政専門学校（現：立命館大学）、関西法律学校教授を兼任 従三位勲二等 |
| 織田萬                         |               | （東京大学）                           | 1899年〜1931年                | 行政法学者、関西大学学長、常設国際司法裁判所判事 貴族院議員、帝国学士院会員 |
| 仁保亀松                       | 1893年        | 東京帝大法科大学                       | 1900年〜1929年                | 政府の法典起草補助委員として民法起草に加わる。 京都帝大法科大学学長（現在の法学部長）として、教授会自治の確立に尽力。                                                                   |
| 市村光恵                       | 1902年        | 東京帝大法科大学                       | 1903年〜1927年                | 憲法学 京都市長 |
| 佐々木惣一                     | 1903年        | 京都帝大法科大学                       | 1903年〜1934年                | 憲法学、行政法 貴族院議員（勅選）、立命館大学学長 京都市名誉市民、文化功労者、文化勲章、贈正三位、贈勲一等瑞宝章                                                                        |
| 竹田省                         | 1906年        | 法学部                                 | 1908年〜1932年                | 商学 国内で大学に依らない法学専門雑誌『民商法雑誌』を末川博とともに創刊。 実務家 |
| 牧健二                         | 1921年        | 法学部                                 |                               | 法制史学者 |
| 渡辺宗太郎                     | 1922年        | 法学部                                 | 〜1945年                      | 法学者 岡山大学教授、帝塚山大学学長 |
| 田岡良一                       | 1922年        | 法学部                                 | 〜1960年                      | 国際法学者 関西学院大学教授、大阪産業大学学長、大阪経済法科大学教授 |
| 猪熊兼繁                       | 1928年        | 法学部                                 | 〜1966年                      | 法学者、日本法制史 |
| 大隅健一郎                     | 1928年        | 法学部                                 | 1928年〜1966年                | 法学者、文化功労者、文化勲章受章 元最高裁判所判事、神戸学院大学名誉教授 |
| 大石義雄                       | 1929年        | 法学部                                 | 〜1966年                      | 憲法学者 |
| 於保不二雄                     | 1932年        | 法学部                                 | 〜1971年                      | 民法学者、文化功労者 |
| 田畑茂二郎                     | 1934年        | 法学部                                 |                               | 国際法学者、日本学士会アカデミア賞受賞 元京都府立大学学長、文化功労者、日本学士院会員                                                                                                   |
| 加藤新平                       | 1936年        | 法学部                                 | 〜1975年                      | 法学者、法理学・法哲学 日本法哲学会理事長 |
| 猪木正道                       | 1937年        | 東京帝大経済学部                       | 1949年〜1970年                | 政治学者、元防衛大学校校長、文化功労者 |
| 磯村哲                         | 1939年        | 法学部                                 | 1939年〜1978年                | ドイツ私法、民法、法社会学 神戸学院大学法学部教授 |
| 平場安治                       | 1940年        | 法学部                                 |                               | 刑法学者、日本学士院会員 |
| 杉村敏正                       | 1941年        | 法学部                                 |                               | 行政法 |
| 上柳克郎                       | 1943年        | 法学部                                 | 〜1985年                      | 商法学者、日本学士院会員 |
| 溜池良夫                       | 1946年        | 法学部                                 | 1946年〜1985年                | 国際私法学者 |
| 片岡曻                         | 1948年        | 法学部                                 | 1952年〜1989年                | 労働法 |
| 福島徳壽郎                     | 1949年        | 法学部                                 | 1957年〜1986年                | 政治学 日本政治学会理事、奈良産業大学法学部長 |
| 勝田吉太郎                     | 1951年        | 法学部                                 | 1951年〜1991年                | ロシア政治思想史学者 奈良県立商科大学名誉教授、鈴鹿国際大学名誉学長 |
| 阿部照哉                       | 1953年        | 法学部                                 | 1953年〜1993年                | 憲法学者 大阪学院大学名誉教授、近畿大学学長 |
| 上山安敏                       | 1953年        | 法学部                                 | 1956年〜1989年                | 西洋法制史・法社会史・法思想史 奈良産業大学法学部教授 |
| 川又良也                       | 1953年        | 法学部                                 | 1953年〜1994年                | 商法・アメリカ海事法 国際私法学会理事長 |
| 太寿堂鼎                       | 1953年        | 法学部                                 | 1953年〜1990年                | 国際法学者、姫路獨協大学教授 |
| 中山研一                       | 1953年        | 法学部                                 | 1955年〜1982年                | 刑法学者 大阪市立大学法学部長・名誉教授、北陸大学法学部教授 |
| 奥田昌道                       | 1955年        | 法学部                                 | 1955年〜1996年                | 民法学者 最高裁判所判事、鈴鹿国際大学名誉教授 |
| 北川善太郎                     | 1956年        | 法学部                                 | 1961年〜1996年                | 民法学者、国際高等研究所副所長、マールブルク大学名誉法学博士 名城大学法学部教授、元法学部長・法学研究科長 ジーボルト賞受賞、紫綬褒章受章                                                |
| 龍田節                         | 1956年        | 法学部                                 | 1956年〜                      | 商法学者、日本学士院会員 |
| 高坂正堯                       | 1957年        | 法学部                                 | 1957年〜                      | 政治学者、国際政治学、ヨーロッパ外交史、評論家 |
| 谷口安平                       | 1957年        | 法学部                                 | 1959年〜1998年                | 民事訴訟法、弁護士 倒産法分野の第一人者、「コップの中の嵐」理論 |
| 柴田光蔵                       | 1959年        | 法学部                                 | 1959年〜2000年                | ローマ法・比較法文化論 |
| 佐藤幸治                       | 1961年        | 法学部                                 | 1962年〜2001年                | 憲法学者 |
| 鈴木茂嗣                       | 1961年        | 法学部                                 | 〜2001年                      | 刑事訴訟法学者 近畿大学大学院法務研究科長 |
| 村松岐夫                       | 1962年        | 法学部                                 | 1962年〜2003年                | 学習院大学教授、行政学者、サントリー学芸賞（政治・経済部門）受賞 |
| 杉原高嶺                       | 1964年        | 学習院大学政経学部                     | 1993年〜2005年                | 国際法学者 北海道大学名誉教授 |
| 田中成明                       | 1964年        | 法学部                                 | 1964年〜2005年                | 法哲学者 |
| 大嶽秀夫                       | 1966年        | 法学部                                 | 1992年〜2007年                | 政治学者、政治過程論・日本政治 東北大学名誉教授、紫綬褒章 |
| 木村雅昭                       | 1966年        | 法学部                                 | 1968年〜2006年                | 政治学者、比較政治学、インド政治 京都産業大学教授 |
| 中森喜彦                       | 1967年        | 法学部                                 | 1967年〜2008年                | 刑法学者、政治過程論・日本政治 法学研究科長・法学部長、法学研究科法曹養成専攻長、京都大学副学長（法務・安全管理担当） 近畿大学法科大学院教授、東北大学名誉教授、紫綬褒章                |
| 櫻田嘉章                       | 1968年        | 法学部                                 | 1985年〜2004年                | 法学者、国際私法、弁護士 甲南大学法科大学院教授 |
| 西村健一郎                     | 1968年        | 法学部                                 | 1972年〜2008年                | 社会保障法・労働法 同志社大学大学院司法研究科教授 |
| 吉岡一男                       | 1968年        | 法学部                                 | 〜2009年                      | 刑事学・犯罪学 |
| 河上倫逸                       |               | 法学部                                 |                               | 法学者、西洋法制史 |
| 芝池義一                       | 1969年        | 法学部                                 | 1974年〜2009年                | 行政法者 関西大学名誉教授、民主主義科学者協会法律部会理事 |
| 森本滋                         | 1969年        | 法学部                                 | 1969年〜2007年                | 商法者 京大評議員（1997年〜1999年）/総長補佐（2001年〜2003年）/法学研究科長（2005年〜2007年） 同志社大学法科大学院教授                                                                  |
| 初宿正典                       | 1971年        | 法学部                                 | 1984年〜2012年                | 憲法学、比較憲法学、基本権、信教の自由 |
| 位田隆一                       | 1972年        | 法学部                                 | 1976年〜2012年                | 国際法、国際生命倫理法 滋賀大学学長 |
| 岡村周一                       |               | 法学部                                 |                               | 行政法 |
| 小野紀明                       | 1973年        | 法学部                                 | 〜2015年                      | 政治学、西洋政治思想史、マルティン・ハイデッガーの政治思想 |
| 林信夫                         | 1973年        | 東北大学法学部                         | 2001年〜2013年                | 西洋法制史 法学研究科長/副学長 |
| 伊藤之雄                       | 1976年        | 文学部                                 | 1994年〜2018年                | 政治学、歴史学、日本政治外交史 京都市政史編さん委員会代表、『昭和天皇伝』で第15回司馬遼太郎賞を受賞                                                                                     |
| 山本豊                         | 1976年        | 東北大学法学部                         | 2004年〜2018年                | 民法 日本クレジット協会会長 |
| 高木光                         | 1977年        | 法学部                                 | 2007年〜2020年                | 行政法 |
| 松岡久和                       | 1979年        | 法学部                                 | 1999年〜2017年                | 民法 立命館大学大学院法務研究科教授 |
| 新川敏光                       | 1980年        | 東北大学法学部                         | 2003年〜2018年                | 政治学、政治過程論、比較福祉国家研究 法政大学法学部教授 |
| 真渕勝                         | 1980年        | 法学部                                 | 1999年〜2018年                | 政治学、行政学、公共政策分析 サントリー学芸賞（政治・経済部門）受賞、立命館大学政策科学部教授                                                                                           |
| 村中孝史                       | 1981年        | 法学部                                 | 1986年〜2023年                | 労働法 |
| 岡村忠生                       | 1982年        | 法学部                                 | 1987年〜2023年                | 租税法 |
| 山本克己                       | 1982年        | 法学部                                 | 1984年〜2023年                | 民事手続法 |
| 佐久間毅                       | 1986年        | 法学部                                 | 1998年〜2017年                | 民刑事法、民法、財産管理論、信頼保護法理 同志社大学大学院司法研究科教授 |
| 教育学部                       |               |                                        |                               | |
| 氏名                           | 卒業年        | 出身学部（出身大学）                   | 在任期間                      | 経歴 |
| 下程勇吉                       | 1930年        | 文学部                                 | 1947年〜1968年                | 教育人間学を提唱 松蔭女子学院大学学長 |
| 鰺坂二夫                       | 1932年        | 文学部                                 | 1959年〜1972年                | 甲南女子大学学長、文部省教育職員養成審議会会長 |
| 姫岡勤                         | 1933年        | 文学部                                 | 1949年〜1970年                | 社会学、文化人類学 |
| 相良惟一                       | 1934年        | 東京帝大法学部                         | 1955年〜1972年                | 教育行政学 国際大学都市日本館長、聖心女子大学学長 |
| 小倉親雄                       | 1936年        | 文学部                                 | 〜1977年                      | 図書館学者 |
| 蜂屋慶                         | 1941年        | 文学部                                 | 1975年〜1983年                | 教育学、教育心理学 |
| 苧阪良二                       | 1943年        | 東京帝大文学部                         | 1950年〜1975年                | 心理学 京大教育学部視聴覚教育講座初代主任教授、名古屋大学環境医学研究所航空心理学講座初代主任教授 名大名誉教授                                                                          |
| 梅本堯夫                       | 1948年        | 文学部                                 | 〜1985年                      | 教育心理学 甲南女子大学教授 |
| 河合隼雄                       | 1952年        | 理学部                                 | 1972年〜1992年                | 国際日本文化研究センター名誉教授・元所長、教育心理学者 文化庁長官、文化功労者、朝日賞受賞、紫綬褒章受章                                                                                 |
| 稲葉宏雄                       | 1954年        | 教育学部                               | 1972年〜1995年                | 教育学部長 近畿大学生物理工学部教授、龍谷大学文学部教授 |
| 柴野昌山                       | 1956年        | 教育学部                               | 〜1995年                      | 教育社会学者 早稲田大学教育学部教授 |
| 上杉孝實                       | 1959年        | 教育学部                               | 1978年〜1999年                | 社会教育、教育社会学 |
| 天野正輝                       | 1965年        | 教育学部                               | 1980年〜2002年                | 教育課程論、教育評価論 龍谷大学文学部教授 |
| 江原武一                       | 1965年        | 東大教育学部                           | 1984年〜2006年                | |
| 竹内洋                         | 1965年        | 教育学部                               | 〜2005年                      | 教育社会学者 関西大学名誉教授、日本教育社会学会会長 |
| 東山紘久                       | 1965年        | 教育学部                               | 1969年〜                      | 臨床心理学 |
| 山中康裕                       | 1966年        | 名市大医学部                           | 1980年〜2005年                | 教育学部長、臨床心理学 |
| 伊藤良子                       | 1968年        | 神戸女学院大学                         | 〜2009年                      | 心理学者、臨床心理学 臨床心理士、学習院大学文学部教授 |
| 藤原勝紀                       | 1968年        | 九州大学教育学部                       | 〜2008年                      | 臨床心理学 |
| やまだようこ                   | 1970年        | 名大文学部                             | 1997〜2012年                  | 心理学 |
| 子安増生                       | 1973年        | 教育学部                               | 1988年〜2016年                | 教育心理学 |
| 辻本雅史                       | 1973年        | 文学部                                 | 1995年〜2012年                | 思想史家、教育学者 |
| 川崎良孝                       | 1974年        | 教育学部                               | 1995年〜2015年                | 図書館情報学 |
| 松木邦裕                       | 1975年        | 熊本大学医学部                         | 2010年〜2016年                | 精神分析家、精神科医 |
| 矢野智司                       | 1977年        | 教育学部                               | 1992年〜2020年                | 教育学 |
| 桑原知子                       | 1979年        | 教育学部                               | 1999年〜2021年                | 臨床心理学 |
| 西平直                         | 1979年        | 信州大学人文学部                       | 2007年〜2022年                | 教育哲学 |
| 鈴木晶子                       | 1980年        | 上智大学文学部                         | 1997年〜2022年                | 教育哲学、歴史人類学 |
| 角野善宏                       | 1986年        | 愛媛大学医学部                         | 2003年〜2014年                | 心理学 |
| 工学部                         |               |                                        |                               | |
| 氏名                           | 卒業年        | 出身学部（出身大学）                   | 在任期間                      | 経歴 |
| 田辺朔郎                       |               | （工部大学校）                         | 1900年〜1923年                | 土木工学者 琵琶湖疏水や関門海底トンネルなど多数の土木事業を指導 |
| 大藤高彦                       | 1894年        | 帝大工科大学土木工学科                 | 1900年〜1923年                | 構造工学者、京都帝大工科大学長 八百津発電所技術顧問 |
| 青柳栄司                       | 1898年        | 東京帝大工科大学電気工学科             | 1898年〜1933年                | 電気工学者 半真空電球やタングステンアーク灯などを発明、窒素バリウムの製法と適用法を確立 電気工学講習所などを設立                                                                        |
| 天沼俊一                       | 1902年        | 東京帝大工科大学建築学科               | 1920年〜1936年                | 建築史、古建築調査 |
| 喜多源逸                       | 1906年        | 東京帝大工科大学応用化学科             | 1916年〜1943年                | 工業化学、化学研究所長、工学部長、 浪速大学初代学長 |
| 鳥養利三郎                     | 1912年        | 京都帝大理工科大学電気工学科           | 1912年〜1951年                | 電気工学者 高電圧過渡現象の測定、高周波焼入に関する研究 総長、電気学会会長、大学基準協会副会長                                                                                          |
| 武居高四郎                     | 1917年        | 京都帝大工科大学土木工学科             | 1926年〜1956年                | 土木工学者、都市計画家、金沢大学教授（併任） |
| 阿部清                         | 1918年        | 京都帝大工科大学電気工学科             | 1926年〜1955年                | 電気工学者 |
| 森田慶一                       | 1920年        | 東京帝大工科大学建築学科               | 1911年〜1958年                | 東大同窓の新進建築家ら6人で「分離派建築会」を結成。 ウィトルウィウスの研究や邦訳、古典主義的な建築の設計など。 京大楽友会館、農学部表門・門衛所、基礎物理学研究所湯川記念館などを設計。 |
| 坂静雄                         | 1921年        | 東京帝大工科大学建築学科               | 1922年〜1959年                | 鉄筋コンクリート工学 プレストレストコンクリート技術協会賞を設立、 第1回日本建築学会学術賞                                                                                               |
| 桜田一郎                       | 1926年        | 工学部                                 | 1934年〜1967年                | 応用化学、高分子化学 ビニロンを共同開発 文化功労者、文化勲章受章 |
| 福山敏男                       | 1927年        | 工学部                                 | 1959年〜1968年                | 日本建築史学者、朝日賞受賞、日本学士院恩賜賞受賞 |
| 堀尾正雄                       | 1928年        | 工学部                                 | 1938年〜1969年                | 高分子化学、京大化学研究所所長 文化功労者 |
| 前田憲一                       | 1932年        | 工学部                                 | 1953年〜1973年                | 電波工学者 |
| 西山夘三                       | 1933年        | 工学部                                 | 1941年〜1974年                | 都市計画・住宅問題 ダイニングキッチンの創始 |
| 前田敏男                       | 1935年        | 工学部                                 | 〜1973年                      | 建築環境工学・熱環境工学 工学部長、総長、日本建築学会会長 |
| 岡村誠三                       | 1937年        | 工学部                                 | 1939年〜1977年                | 高分子化学 京大原子炉実験所所長 日本放射線化学会長 |
| 奥島啓弐                       | 1937年        | 工学部                                 | 1937年〜1977年                | 切削工学 摂南大学名誉教授 |
| 横尾義貫                       | 1939年        | 工学部                                 | 〜1977年                      | 建築構造学 豊橋技術科学大学副学長・名誉教授、日本建築学会会長 |
| 伊藤一郎                       | 1941年        | 工学部                                 | 〜1979年                      | 資源工学者 |
| 福井謙一                       | 1941年        | 工学部                                 | 1943年〜1982年                | 化学者、フロンティア軌道理論を提唱 ノーベル化学賞受賞（アジアで初） 京都工芸繊維大学学長・名誉教授                                                                                      |
| 河合弘廸                       | 1943年        | 東工大                                 | 〜1983年                      | 高分子化学者 日本化学会賞 繊維学会会長 |
| 熊田誠                         | 1943年        | 工学部                                 | 1962年〜1983年                | 有機化学者 日本学士院恩賜賞受賞、アメリカ化学会kipping賞受賞 |
| 野崎一                         | 1943年        | 工学部                                 |                               | 有機合成化学者、日本学士院会員 |
| 大野豊                         | 1946年        | 東京帝大工学部                         | 1972年〜1988年                | 情報工学 京大情報処理教育センターを創設、初代センター長 紫綬褒章、正四位 |
| 合田健                         | 1947年        | 工学部                                 | 1950年〜1975年                | 衛生工学、水質工学 |
| 坂井利之                       | 1947年        | 工学部                                 | 1953年〜1988年                | 情報基礎学者、文化功労者 |
| 川上貢                         | 1949年        | 工学部                                 | 〜1988年                      | 建築史学者、日本の寝殿造から書院造に到る変遷を解明 |
| 萩原宏                         | 1950年        | 工学部                                 | 1957年〜1990年                | 電子工学 京都情報大学院大学初代学長 |
| 岩佐義朗                       | 1951年        | 工学部                                 | 1953年〜1992年                | 水工学、河川工学 水理委員会委員長、土木学会会長 |
| 宇尾光治                       | 1952年        | 工学部                                 | 1966年〜1988年                | 物理学者（核融合・プラズマ物理学）、ヘリオトロン核融合 紫綬褒章 |
| 林宗明                         | 1952年        | 工学部                                 | 1955年〜1991年                | 電力工学 |
| 松浦邦男                       | 1952年        | 工学部                                 | 1955年〜1990年                | 建築環境工学（光環境） 国際照明委員会賞、日本建築学会賞受賞 |
| 金多潔                         | 1953年        | 工学部                                 | 1959年〜1994年                | 耐震工学・鉄骨構造学、文化財建造物の保存修復・復元技術を高度化 BCS賞、日本建築学会賞大賞受賞                                                                                            |
| 巽和夫                         | 1953年        | 工学部                                 | 〜1993年                      | 建築社会システム（建築生産論・ハウジング論） 日本建築学会賞 福山大学名誉教授、都市住宅学会初代会長                                                                                      |
| 西川幸治                       | 1954年        | 工学部                                 | 1959年〜1994年                | 都市史、京大埋蔵文化財研究センター長 滋賀県立大学名誉教授・学長 |
| 梅村勲                         | 1955年        | 名大理学部                             | 1965年〜1995年                | 素粒子論 |
| 川崎清                         | 1955年        | 工学部                                 | 〜1996年                      | 建築学 日本万国博覧会美術館、栃木県立美術館、京大文学部博物館などを設計。 |
| 川端季雄                       | 1955年        | 京都工芸繊維大学工芸学部               | 1960年〜1994年                | 有機化学 滋賀県立大学名誉教授 |
| 木村磐根                       | 1955年        | 工学部                                 | 1960年〜1996年                | 電気工学 地球電磁気・地球惑星圏学会会長、大阪工業大学名誉教授 |
| 人見勝人                       | 1955年        | 工学部                                 | 1979年〜1996年                | 生産システム工学 龍谷大学教授 |
| 沖野教郎                       | 1956年        | 工学部                                 | 〜1997年                      | 生産システムの情報化/知能化 北海道大学名誉教授、滋賀県立大学名誉教授 |
| 中村恒善                       | 1956年        | 工学部                                 |                               | 建築構造学 日本建築学会会長、日本建築学会賞大賞 |
| 長谷川利治                     | 1957年        | 阪大工学部                             | 1965年〜1998年                | システム工学 日本オペレーションズ・リサーチ学会会長、京都情報大学院大学学長 |
| 三村浩史                       | 1957年        | 工学部                                 | 1961年〜1997年                | 都市計画、千里ニュータウンの計画に携わる 関西福祉大学教授 |
| 加藤邦男                       | 1958年        | 工学部                                 | 1964年〜1999年                | 建築史・建築論・建築設計 日本建築学会賞（論文）、レジオンドヌール勲章シュバリエ受章 |
| 朝木善次郎                     | 1959年        | 京都工芸繊維大学工芸学部               | 1962年〜1999年                | プロセス工学 |
| 上田睆亮                       | 1959年        | 工学部                                 | 1964年〜2000年                | 非線形力学、電気工学 世界で初めてカオス・アトラクタを発見（ウエダ・アトラクタ） |
| 長尾真                         | 1959年        | 工学部                                 | 1967年〜2003年                | 言語処理学者、元総長、日本国際賞受賞 フランス共和国レジオンドヌール勲章シュバリェ章受章、文化功労者                                                                                     |
| 山邊時雄                       | 1959年        | 工学部                                 | 1964年〜2000年                | 化学者 リチウムイオン二次電池やリチウムイオンキャパシタの負極材料を理論設計 日本化学会賞受賞、長崎総合科学大学学長                                                                      |
| 植村榮                         | 1963年        | 工学部                                 | 1968年〜2004年                | 有機化学、合成化学 岡山理科大学工学部教授 |
| 小林四郎                       | 1964年        | 工学部                                 | 1972年〜2005年                | 高分子合成化学 紫綬褒章受章、京都工芸繊維大学バイオベースマテリアル研究センター特任教授                                                                                                 |
| 吉川恒夫                       | 1964年        | 工学部                                 | 1969年〜2005年                | ロボット工学、可操作性（マニピュラビリティ）や位置と力の動的ハイブリッド制御を提唱 |
| 芹澤昭示                       | 1966年        | 工学部                                 | 1974年〜2006年                | 原子力工学 日本原子力学会長、日本混相流学会会長 |
| 宗本順三                       | 1968年        | 工学部                                 | 1995年〜2009年                | 建築学者 マーブル芸術賞受賞、京都美術工芸大学教授・工芸学部長 |
| 檜山爲次郎                     | 1969年        | 工学部                                 | 〜2010年                      | 有機合成・有機化学・有機金属化学 野崎・檜山・岸反応（NHK反応）、檜山カップリング 中央大学研究開発機構教授                                                                               |
| 松重和美                       | 1970年        | 九州大学理学部                         | 1993年〜2012年                | 応用物理学・電気電子工学、副学長 高分子学会賞受賞 四国大学学長 |
| 松久寛                         | 1970年        | 工学部                                 | 1976年～2012年                | 機械力学、振動工学 |
| 落合庄治郎                     | 1971年        | 工学部                                 | 〜2012年                      | 材料工学 日本金属学会会長 |
| 高松伸                         | 1971年        | 工学部                                 | 1997年〜2013年                | 建築設計学、建築家 |
| 西島安則                       | 1971年        | 工学部                                 | 1964年〜1991年                | 高分子化学、第21代総長 京都市立芸術大学名誉教授、京都市産業技術研究所所長 |
| 岸和郎                         | 1973年 1975年 | 電気工学科 建築学科                    | 2010年〜2016年                | 生活空間設計学、建築家 京都工芸繊維大学名誉教授 日本建築学会賞受賞 |
| 松岡俊文                       | 1973年        | 東京理科大学理工学部                   | 1998年〜2015年                | 物理探査学 物理探査学会会長 |
| 伊藤秋男                       | 1974年        | 埼玉大学理工学部                       | 1992年〜2016年                | 原子核工学 |
| 北川進                         | 1974年        | 工学部                                 | 1998年〜2014年                | 無機化学 |
| 澤本光男                       | 1974年        | 工学部                                 | 1994年〜2017年                | 高分子化学、紫綬褒章 |
| 中條善樹                       | 1975年        | 工学部                                 | 1986年〜2018年                | 重合化学、高分子学会賞、日本化学会学術賞受賞、紫綬褒章 |
| 吉田潤一                       | 1975年        | 工学部                                 | 1994年〜2018年                | 有機合成化学、有機活性種化学、マイクロ合成化学 日本化学会学術賞、フンボルト賞受賞 |
| 竹山聖                         | 1977年        | 工学部                                 | 1992年〜2020年                | 建築学 |
| 吉田英生                       | 1978年        | 東工大工学部                           | 1999年〜2021年                | 熱工学、エネルギー工学 国際伝熱会議アセンブリー (AIHTC) 会長 |
| 江口浩一                       | 1979年        | 九州大学工学部                         | 2000年〜2022年                | 化学工学 石油学会会長、触媒学会会長 |
| 小林哲生                       | 1979年        | 北海道大学工学部                       | 2004年〜2022年                | 生体医工学 |
| 田畑修                         | 1979年        | 名工大工学部                           | 2003年〜2019年                | 計測工学 |
| 竹脇出                         | 1980年        | 工学部                                 | 1982年～2023年                | 建築構造学 |
| 椹木哲夫                       | 1981年        | 工学部                                 | 1986年～2023年                | システム工学、メカトロニクス |
| 松野文俊                       | 1981年        | 名工大工学部                           | 2009年～2023年                | ロボット工学、制御工学 |
| 秋吉一成                       | 1985年        | 九州大学工学部                         | 2010年～2023年                | 高分子化学 |
| 理学部                         |               |                                        |                               | |
| 氏名                           | 卒業年        | 出身学部（出身大学）                   | 在任期間                      | 経歴 |
| 村岡範為馳                     |               |                                        | 1897年〜1913年                | 物理学者 東京数学物理学会（現：日本数学会および日本物理学会）の初代会長 |
| 大幸勇吉                       | 1892年        | 帝国大学理科大学化学科                 | 1903年〜1927年                | 化学者 池田菊苗と共に物理化学の基礎を構築 |
| 新城新蔵                       | 1895年        | 帝国大学理科大学物理学科               | 1900年〜1933年                | 物理学者・東洋学者、宇宙物理学・中国古代暦術 1918年京大に宇宙物理学教室を設立、理学部長、第8代総長 (1929-1933)                                                                          |
| 小川琢治                       | 1897年        | 東京帝大理科大学地質学科               | 1907年〜1930年                | 地質学者、地理学者、貝塚茂樹・湯川秀樹・小川環樹の父 |
| 志田順                         | 1901年        | 東京帝大理科大学物理学科               | 1909年〜1936年                | 地震学者、日本学士院恩賜賞受賞 |
| 郡場寛                         | 1907年        | 東京帝大理科大学植物学科               | 1917年〜1942年                | 植物生理生態学講座初代教授 京都府立植物園初代園長 理学部長 日本に初めて生物測定学を導入                                                                                                 |
| 桑田義備                       | 1908年        | 東京帝大植物学科                       | 〜1942年                      | 植物細胞学、文化功労者、文化勲章受章 |
| 園正造                         | 1910年        | 京都帝大理工科大学                     | 1921年〜1945年                | 代数学 文化功労者、西京大学（現：京都府立大学・京都府立大学女子短期大学部）初代学長 |
| 堀場信吉                       | 1910年        | 京都帝大理工科大学                     | 1913年〜1947年                | 物理化学者、帝国学士院恩賜賞、文化功労者 大阪府立大学学長 |
| 松山基範                       | 1911年        | 京都帝大理工科大学                     | 1922年〜1944年                | 地球物理学者、地球磁場の反転を世界で初めて発見、松山期にその名を残す。 |
| 上田穣                         | 1916年        | 東京帝大理科大学                       | 1931年〜1955年                | 天文学者、花山天文台長、生駒山太陽観測所長 京都女子大学教授、生駒山天文博物館長、日本暦法協会長                                                                                         |
| 野津龍三郎                     | 1916年        | 京都帝大理工科大学                     | 1921年〜1955年                | 有機化学者、化学研究所所長 甲南大学理学部長 |
| 荒勝文策                       | 1918年        | 理学部                                 | 1936年〜1950年                | 原子核物理学者、原子核人工変換実験に成功、サイクロトロンの建造に尽力 甲南大学初代学長、紫綬褒章受章                                                                                     |
| 槇山次郎                       | 1920年        | 東京帝大理学部                         | 1921年〜1959年                | 古生物学、地質学、貝類学 日本貝類学会名誉会長、日本古生物学会会長、日本地質学会会長 ナウマンゾウを命名                                                                                  |
| 石橋雅義                       | 1921年        | 理学部                                 | 〜1959年                      | 分析化学、海水中の微量元素を27種発見 日本化学会桜井褒賞、日本学士院賞 金沢大学長、奈良大学長                                                                                            |
| 荒木俊馬                       | 1923年        | 理学部                                 | 1929年〜1945年                | 天文学者、ポーランド最高功労十字勲章受章 京都産業大学初代総長 |
| 宮地伝三郎                     | 1925年        | 東京帝大理学部動物学科                 | 1925年〜1964年                | 動物生態学者、瀬戸臨海実験所所長 日本生態学会会長、日本モンキーセンター所長、淡水生物研究所所長                                                                                         |
| 秋月康夫                       | 1926年        | 理学部                                 |                               | 代数幾何学 2人のフィールズ賞受賞者（広中平祐、森重文）を輩出 群馬大学学長 |
| 今西錦司                       | 1928年        | 農学部                                 | 1933年〜1965年                | 人類学者、文化功労者、文化勲章受章 |
| 湯川秀樹                       | 1929年        | 理学部                                 |                               | 基礎物理学研究所初代所長、物理学者、文化功労者、文化勲章受章 日本学士院恩賜賞受賞、日本人初のノーベル賞受賞                                                                             |
| 北村四郎                       | 1931年        | 理学部                                 | 1938年〜1970年                | 植物学 キク科植物の分類 |
| 後藤良造                       | 1931年        | 理学部                                 | 〜1970年                      | 有機化学 日本学術会議会員、日本化学会副会長 日本化学会賞受賞 |
| 森主一                         | 1935年        | 理学部                                 | 〜1976年                      | 生態学・時間生物学 滋賀大学・静岡女子大学名誉教授 |
| 宮本正太郎                     | 1936年        | 理学部                                 | 1936年〜1976年                | 天文学者、附属花山天文台長 惑星気象学を開拓 |
| 林忠四郎                       | 1942年        | 東京帝大理学部物理学科                 | 1954年〜1984年                | 天体核物理学、日本学士院会員、朝日賞受賞、文化功労者 文化勲章受章、日本学士院恩賜賞受賞、ブルース賞受賞 エディントンメダル受賞（日本人で唯一）                                          |
| 森本信男                       | 1946年        | 東京帝大理学部鉱物学科                 | 1978年〜1987年                | 鉱物学者 阪大名誉教授 日本鉱物学会会長、日本結晶学会会長 |
| 溝畑茂                         | 1947年        | 理学部                                 | 〜1988年                      | 数学者、偏微分方程式論 |
| 山口昌哉                       | 1947年        | 理学部                                 | 1948年〜1988年                | 数学者、複雑系 |
| 亀井節夫                       | 1949年        | 東大理学部                             | 1963年〜1989年                | 古生物学者 徳島県立博物館館長 |
| 岡田節人                       | 1950年        | 理学部                                 | 〜1985年                      | 発生生物学者、文化勲章受章、文化功労者 元岡崎国立共同研究機構基礎生物学研究所所長 |
| 竹内郁夫                       | 1950年        | 阪大理学部                             | 1967年〜1989年                | 発生生物学者、細胞性粘菌 岡崎国立共同研究機構機構長、日本植物学会会長 南方熊楠賞受賞 |
| 永田雅宜                       | 1950年        | 名大理学部数学科                       | 〜1989年                      | 数学者、ヒルベルト第14問題を解決 |
| 伊谷純一郎                     | 1951年        | 理学部                                 | 1962年〜1990年                | 人類学者、霊長類学者 トーマス・ハックスリー記念賞受賞（日本人で唯一） |
| 小関治男                       | 1952年        | 農学部                                 | 1969年〜1989年                | 日本で最初に分子生物学という看板を掲げた。 紫綬褒章授章 |
| 日高敏隆                       | 1952年        | 東大理学部動物学科                     | 1975年〜1993年                | 動物行動学者 滋賀県立大学長、総合地球環境学研究所名誉教授、日本動物行動学会初代会長 南方熊楠賞受賞                                                                                      |
| 大西俊一                       | 1953年        | 阪大理学部                             | 〜1993年                      | 生物物理学者 日本生物物理学会会長、龍谷大学教授 |
| 黒岩澄雄                       | 1953年        | 東京都立大学理学部                     | 1960〜1990年                  | 動物生態学者 |
| 恒藤敏彦                       | 1953年        | 理学部                                 | 〜1994年                      | 物理学者 龍谷大学教授 |
| 川那部浩哉                     | 1955年        | 理学部                                 | 1960年〜1996年                | 元生態学研究センター長、生態学者 日本学士院エジンバラ公賞受賞、滋賀県立琵琶湖博物館館長                                                                                                 |
| 鎮西清高                       | 1956年        | 横浜国立大学学芸学部                   | 1986年〜1997年                | 地質学・古生物学者 大阪学院大学名誉教授 日本古生物学会会長、日本第四紀学会会長 |
| 加藤正二                       | 1958年        | 東大物理学科                           | 1975年〜1998年                | 天文学者 降着円盤振動論を創始。 |
| 渡辺信三                       | 1958年        | 理学部                                 | 〜1999年                      | 数学者、確率論、立命館大学教授 |
| 佐藤文隆                       | 1960年        | 理学部                                 | 1971年〜2001年                | 宇宙物理学者、ブラックホールのトミマツ・サトウ解を発見 |
| 石黒武彦                       | 1961年        | 工学部                                 | 1988年〜2002年                | 低次元物質物性学 同志社大学ヒューマン・セキュリティ研究センター専任フェロー |
| 尾池和夫                       | 1963年        | 理学部                                 | 1963年〜2008年                | 地震学者、第24代総長 国際高等研究所所長、京都造形芸術大学学長、静岡県公立大学法人理事長                                                                                                 |
| 蔵本由紀                       | 1964年        | 理学部                                 | 1971年〜2004年                | 物理学者、非線形動力学・非平衡統計力学 Kuramoto-Sivashinsky方程式を導出 北海道大学特任教授、朝日賞受賞                                                                                  |
| 舞原俊憲                       | 1964年        | 理学部                                 | 〜2006年                      | 天文学者、赤外線天文学 |
| 由佐悠紀                       | 1964年        | 理学部                                 | 1966年〜2004年                | 地球物理学、温泉資源の保護と適正利用 日本温泉科学会長、大分県知事表彰、環境大臣表彰、日本温泉科学会功労賞                                                                               |
| 井川満                         | 1965年        | 理学部                                 | 1999年〜2006年                | 偏微分方程式論 |
| 竹本修三                       | 1965年        | 理学部                                 | 1965年〜2006年                | 固体地球物理学、測地学 日本測地学会会長 |
| 堀内昶                         | 1965年        | 東大理学部物理学科                     | 1970年〜2006年                | 原子核物理学、紫綬褒章受章 |
| 齋藤軍治                       | 1967年        | 北海道大学理学部                       | 1989年〜2008年                | 化学 |
| 今福道夫                       | 1968年        | 東京農工大学農学部                     | 1979年〜2008年                | 動物行動学 |
| 上野健爾                       | 1968年        | 東大数学科                             | 1976年〜2009年                | 複素多様体論 四日市大学関孝和数学研究所長、法政大学大学院工学研究科教授 |
| 小山勝二                       | 1968年        | 理学部                                 | 1991年〜2009年                | 宇宙物理学、エックス線天文学 朝日賞受賞、紫綬褒章受章 |
| 片山一道                       | 1969年        | 農学部                                 | 1982年〜2009年                | 先史人類学・骨考古学 霊長類研究所教授 |
| 佐藤矩行                       | 1969年        | 弘前大学理学部                         | 1973年〜2009年                | 発生生物学 沖縄科学技術大学院大学教授 |
| 戸部博                         | 1970年        | 東北大学理学部                         | 1986年〜2012年                | 植物分類学 京都府立植物園園長、日本植物学会会長 |
| 林民生                         | 1970年        | 工学部                                 | 〜2012年                      | 有機金属化学、有機合成化学 日本IBM科学賞、Thomson Scientific Research Front Award 受賞、紫綬褒章受章                                                                                    |
| 小貫明                         | 1971年        | 東大理学部                             | 〜2012年                      | 相転移ダイナミクス、ソフトマター物理学 |
| 藤吉好則                       | 1971年        | 名大理学部                             | 1996〜2012年                  | 生物物理学 |
| 中村卓史                       | 1973年        | 理学部                                 | 1981年〜2016年                | 宇宙物理学 |
| 山口孝男                       |               |                                        | 2014年〜2021年                | 微分幾何学、大域リーマン幾何学 |
| 七田芳則                       | 1974年        | 阪大理学部                             | 1979年〜2017年                | 生物学 |
| 酒井治孝                       |               |                                        | 2007年〜2018年                | 地質学 |
| 青山秀明                       | 1976年        | 理学部                                 | 1988年〜2019年                | 素粒子論、経済物理学、数理物理学 京大大学院総合生存学館（思修館）特任教授、アジア太平洋研究所 (APIR) 上席研究員                                                                         |
| 重川一郎                       | 1976年        | 理学部                                 | 1989年〜2019年                | 確率論 |
| 土山明                         |               | 東北大学理学部                         | 1985年〜2019年                | 地球科学 日本鉱物科学会会長 |
| 柴田一成                       | 1977年        | 理学部                                 | 1999年〜2020年                | 宇宙電磁流体力学 日本天文学会会長 |
| 矢持秀起                       | 1979年        | 神戸大学理学部                         | 1990年〜2022年                | 化学 |
| 農学部                         |               |                                        |                               | |
| 氏名                           | 卒業年        | 出身学部（出身大学）                   | 在任期間                      | 経歴 |
| 菊池秋雄                       | 1908年        | 東京帝大農科大学農学科                 | 1926年〜1943年                | 京大園芸学教室初代教授、農学部長 新高梨や菊水梨など数多くの梨を交配 |
| 関口鍈太郎                     | 1912年        | 東京帝大農学部                         | 1924年〜1959年                | 第一次世界大戦前後のドイツの公園・緑地の飛躍的発展を紹介、日本内外の都市公園・緑地の造成に寄与                                                                                          |
| 木原均                         | 1918年        | 北海道帝大農科大学                     | 1920年〜1956年                | 遺伝学者、国立遺伝学研究所所長 文化功労者、文化勲章受章、日本学士院恩賜賞受賞 |
| 大槻正男                       | 1921年        | 東京帝大農学部                         | 〜1955年                      | 農業経済学 東京農業大学教授、農地審議会委員、米価審議会委員など |
| 片桐英郎                       | 1922年        | 東京帝大農学部                         | 〜1960年                      | 発酵化学 日本農芸化学会会長 |
| 西山市三                       | 1927年        | 農学部                                 | 〜1965年                      | 遺伝学者、細胞遺伝学 |
| 奥田東                         | 1929年        | 農学部                                 | 1940年〜1969年                | 肥料学者、日本学士会アカデミア賞受賞 文化功労者、元総長 |
| 岡崎文彬                       | 1931年        | 農学部                                 | 1931年〜1972年                | 造園家、造園研究者、林学者 |
| 柏祐賢                         | 1933年        | 農学部                                 | 1936年〜1971年                | 農学者、日本学士会アカデミア賞受賞、京都産業大学学長 |
| 神崎博愛                       | 1934年        | 農学部                                 | 1936年〜1971年                | 農業経営学 |
| 四手井綱英                     | 1937年        | 農学部                                 | 1954年〜1975年                | 森林生態学者、「里山」の呼び名を初めて用いる 京都府立大学学長、南方熊楠賞受賞 |
| 塚本洋太郎                     | 1937年        | 農学部                                 | 〜1975年                      | 花卉園芸学 |
| 満田久輝                       | 1937年        | 農学部                                 | 〜1978年                      | 食糧科学者 甲子園大学学長 紫綬褒章、文化功労者、文化勲章受章 |
| 沢田敏男                       | 1942年        | 農学部                                 | 1950年〜1985年                | 農業土木学者、元総長、国際高等研究所所長 日本学士院会員、文化功労者、文化勲章受章 |
| 石井象二郎                     | 1946年        | 農学部                                 | 1963年〜1978年                | 昆虫生理学者 日本応用動物昆虫学会会長、日本昆虫学会会長 |
| 葛西善三郎                     |               | 農学部                                 | 〜1985年                      | 京都大学食糧科学研究所、1956年日本土壌肥料学会賞 |
| 瀧本敦                         | 1950年        | 農学部                                 | 〜1991年                      | 花成生理学 |
| 坂本慶一                       | 1951年        | 農学部                                 | 〜1989年                      | 農業経済学、福井県立大学学長 |
| 頼平                           | 1951年        | 農学部                                 |                               | 農業経済学、農政学 |
| 入谷明                         | 1953年        | 農学部                                 | 1976年〜1992年                | 家畜繁殖学 |
| 中村一                         | 1953年        | 農学部                                 |                               | 造園学 |
| 三好正喜                       | 1953年        | 東大農学部                             | 〜1990年                      | 農業経済学 |
| 阪本寧男                       | 1954年        | 農学部                                 | 1974年〜1994年                | 龍谷大学教授 |
| 浅田浩二                       | 1956年        | 農学部                                 | 1958年〜1997年                | 農芸化学（植物生理・分子、機能生物化学）、京都大学食糧科学研究所教授、福山大学生命工学部教授（生命工学科）、日本植物生理学会会長                                                        |
| 野口昌巳                       | 1957年        | 農学部                                 | 〜1992年                      | 森林学、シロアリのポータブル検出器の実用化 |
| 山田康之                       | 1957年        | 農学部                                 | 1967年〜1994年                | 植物分子細胞生物学、日本学士院会員 全米科学アカデミー外国人会員、奈良先端科学技術大学院大学学長                                                                                         |
| 北村貞太郎                     |               | 農学部                                 | 〜1997年                      | 農業土木学、農村計画学 |
| 渡辺弘之                       | 1961年        | 高知大学農学部                         | 1966年〜2002年                | 森林生態学 |
| 上野民夫                       | 1962年        | 農学部                                 | 1969年〜2001年                | 天然物有機化学 |
| 祖田修                         | 1963年        | 農学部                                 | 〜2003年                      | 農業経済学、福井県立大学学長 |
| 稲本志良                       | 1964年        | 大阪府立大学農学部                     | 〜2003年                      | 農業経済学 |
| 熊谷英彦                       | 1964年        | 農学部                                 | 1969年〜2004年                | 農芸化学（醗酵学・応用微生物学・酵素工学）、石川県立大学学長、2013年イグノーベル賞化学賞                                                                                                |
| 佐々木義之                     | 1965年        | 農学部                                 | 1974年〜2006年                | 畜産学・草地学、応用動物科学、基礎獣医学・基礎畜産学 |
| 三野徹                         | 1966年        | 農学部                                 | 〜2007年                      | 環境学 |
| 太田誠一                       |               | 名大院農                               | 2002年〜2013年                | 森林土壌 農林水産省林業試験場研究官、森林総合研究所北海道支所土壌研究室長、森林環境部立地環境科長などを歴任 国際緑化推進センター技術顧問                                                |
| 西田律夫                       | 1972年        | 三重大学農学部                         | 〜2015年                      | 化学生態学 |
| 伏木亨                         | 1975年        | 農学部                                 | 1980年〜2015年                | 食品・栄養化学 油脂やダシのおいしさのメカニズムを解明、おいしさの客観的評価手法を開発。 紫綬褒章                                                                                        |
| 金本龍平                       | 1976年        | 京都府立大学農学部                     | 2012年〜2018年                | 食品科学 |
| 三上文三                       | 1976年        | 神戸大学農学部                         | 〜2019年                      | 農芸化学 |
| 冨永達                         | 1978年        | 京都府立大学農学部                     | 2005年〜2021年                | 雑草学 日本雑草学会会長 |
| 村上章                         | 1978年        | 農学部                                 | 1982年〜2021年                | 農業土木学 地盤工学会会長、農業農村工学会会長 |
| 神﨑護                         |               | 東京農工大学農学部                     | 1999年〜2022年                | 森林生態学 |
| 北山兼弘                       | 1981年        | 東京農工大学農学部                     | 2000年〜2023年                | 森林生態学 |
| 医学部                         |               |                                        |                               | |
| 氏名                           | 卒業年        | 出身学部（出身大学）                   | 在任期間                      | 経歴 |
| 荒木寅三郎                     | 1882年        | 東京大学医学部                         | 1904年〜1925年                | 生化学 京都帝大医科大学長、京都帝大で初めて公選により総長に就任、学習院院長 グラン・オフィシエ・ドラゴン・ド・ランナン勲章（フランス）受章                                              |
| 猪子止戈之助                   | 1882年        | 東京大学医学部                         | 1904年〜1925年                | 外科医 附属病院初代院長 大津事件で負傷したロシア皇太子（後のニコライ2世）を治療 |
| 伊藤隼三                       | 1890年        | 帝大医科大学                           | 1900年〜1924年                | 医者、附属病院長 因幡病院（現：鳥取県立中央病院）初代院長 |
| 足立文太郎                     | 1894年        | 帝大医科大学                           | 1904年〜1925年                | 解剖学者 日本人と欧米人の解剖学的差異を解明 帝国学士院恩賜賞、 大阪医科大学初代学長 |
| 松本信一                       | 1909年        | 医学部                                 | 〜1944年                      | 皮膚科学者、文化功労者 シャウディン-ホフマン賞受賞（日本人で唯一） |
| 荻生規矩夫                     | 1922年        | 医学部                                 | 〜1958年                      | 薬理学 関西医科大学学長・名誉教授・理事長 |
| 前川孫二郎                     | 1926年        | 医学部                                 | 1932年〜1965年                | 理論心電図学、循環器学、免疫およびアレルギー学、神経病学 日本循環器学会初代理事長、アジア太平洋心臓学協会会長                                                                           |
| 岡本耕造                       | 1931年        | 医学部                                 | 〜1972年                      | 病理学、医学部長、近畿大学医学部長 |
| 岡本道雄                       | 1941年        | 医学部                                 | 1959年〜                      | 元総長、脳神経解剖学 勲一等旭日大綬章受章、ドイツ功労勲章大功労十字星章受章 |
| 早石修                         | 1942年        | 大阪帝大医学部                         | 1958年〜1983年                | 日本学士院会員、朝日賞受賞、文化功労者 文化勲章受章、ウルフ賞受賞 |
| 菅原努                         | 1944年 1950年 | 医学部 阪大理学部                      | 1961年〜1985年                | 放射線基礎医学 放射能基礎医学教室初代教授、同放射線生物研究センター長、医学部長 |
| 大橋博司                       | 1946年        | 医学部                                 |                               | 失語症を中心とする神経心理学 国立京都病院（現：国立病院機構京都医療センター）院長 |
| 沼正作                         | 1952年        | 医学部                                 | 〜1992年                      | 生化学者、文化功労者、朝日賞受賞、ジーボルト賞受賞 |
| 井村裕夫                       | 1954年        | 医学部                                 | 〜1997年                      | 内分泌代謝病学・糖尿病学、総長 |
| 木村敏                         | 1955年        | 医学部                                 | 1986年〜1994年                | 精神病理学 シーボルト賞 |
| 糸川嘉則                       | 1959年        | 医学部                                 | 〜1997年                      | 栄養医学 福井県立大学教授、仁愛大学学長、ベルツ賞受賞 |
| 今村貞夫                       | 1959年        | 医学部                                 | 1972年〜1997年                | 皮膚科学 |
| 吉田修                         | 1960年        | 医学部                                 | 1961年〜1997年                | 泌尿器科学、iPSアカデミアジャパン株式会社代表取締役社長、奈良県立医科大学学長、天理医療大学学長・名誉教授 紫綬褒章受章                                                                  |
| 篠山重威                       | 1964年        | 医学部                                 | 〜2001年                      | 京大内科学第3講座（循環病態学講座） 同志社大学生命医科学部チェアプロフェッサー教授 |
| 本庶佑                         | 1966年        | 医学部                                 |                               | 免疫ゲノム医学、医学部長 2018年ノーベル生理学・医学賞受賞、文化功労者、日本学士院恩賜賞受賞                                                                                             |
| 野間昭典                       | 1969年        | 広島大学医学部                         | 1993年〜2008年                | 心筋生理学 立命館大学生命科学部教授 |
| 中畑龍俊                       | 1970年        | 信州大学医学部                         | 1999年〜                      | 小児科学 |
| 林拓二                         | 1970年        | 医学部                                 | 2001年〜2009年                | 臨床精神病理学、非定型精神病の精神生理・画像診断学的研究 豊郷病院附属臨床精神医学研究所所長                                                                                             |
| 藤井信吾                       | 1971年        | 医学部                                 | 〜2007年                      | 婦人科腫瘍学 日本産科婦人科学会会長、国立病院機構京都医療センター院長、北野病院院長 |
| 芹川忠夫                       | 1972年        | 大阪府立大学農学部                     | 1973年〜2013年                | 獣医師 |
| 山根寛                         | 1972年        | 広島大学工学部                         | 1989年〜2016年                | 作業療法学、作業機能適応学 |
| 櫻庭繁                         | 1973年        | 明治学院大学社会学部                   | 2004年〜2011年                | 精神看護学、精神保健 日本看護医療学会会長 |
| 西川伸一                       | 1973年        | 医学部                                 | 〜2003年                      | 分子生物学、理化学研究所、発生・再生科学総合研究センター副センター長 ジーボルト賞受賞                                                                                                   |
| 中尾一和                       | 1973年        | 医学部                                 | 1984年〜2013年                | 内科学 |
| 光山正雄                       | 1973年        | 九州大学医学部                         | 1998年〜2013年                | 免疫学 |
| 我部山キヨ子                   | 1974年        | 東京大学医学部附属助産婦学校           | 2004年〜2017年                | 助産学 |
| 宮地良樹                       | 1977年        | 医学部                                 | 1998年〜2014年                | 皮膚科学 |
| 小池薫                         | 1981年        | 慶應義塾大学医学部                     | 2006年〜2021年                | 救急医学 国立病院機構京都医療センター院長 |
| 福原俊一                       | 1983年        | 北海道大学医学部                       | 〜2020年                      | 循環器内科 日本臨床疫学会初代理事長 |
| 別所和久                       | 1984年        | 東日本学園大学歯学部                   | 1992年〜2023年                | 顎顔面口腔外科 |
| 十一元三                       | 1989年        | 医学部                                 | 2004年〜2023年                | 児童・青年精神科 |
| 薬学部                         |               |                                        |                               | |
| 氏名                           | 卒業年        | 出身学部（出身大学）                   | 在任期間                      | 経歴 |
| 藤多哲朗                       | 1953年        | 医学部薬学科                           | 1963年〜1994年                | 天然物化学 多発性硬化症経口治療薬フィンゴリモドを開発。 |
| 赤池昭紀                       | 1974年        | 薬学部                                 | 1994年〜2017年                | 中枢神経薬理学 日本薬学会教育賞 名古屋大学大学院創薬科学研究科教授 |
| 岡村均                         | 1979年        | 京都府立医大医学部                     | 2007年〜2018年                | 時間生物学 神戸大学名誉教授 |
| 情報学研究科                   |               |                                        |                               | |
| 氏名                           | 卒業年        | 出身学部（出身大学）                   | 在任期間                      | 経歴 |
| 池田克夫                       | 1960年        | 工学部                                 | 1988年〜200年                 | 情報工学、京大院情報学研究科長 筑波大学・大阪工業大学名誉教授 |
| 茨木俊秀                       | 1963年        | 工学部                                 | 〜2004年                      | 計算機科学、京大院情報学研究科長 京都情報大学院大学学長 |
| 英保茂                         | 1964年        | 工学部                                 | 〜2005年                      | イメージプロセッシング（画像処理・表示） 工学部教授 京都情報大学院大学副学長、システム制御情報学会会長                                                                                  |
| 佐藤雅彦                       | 1971年        | 東大理学部                             | 1998年〜2012年                | ソフトウェア基礎論 |
| 乾敏郎                         | 1974年        | 阪大基礎工学部                         | 〜2015年                      | 認知科学、認知神経科学 |
| 髙橋豊                         | 1975年        | 工学部                                 | 〜2021年                      | 奈良先端科学技術大学院大学教授、京都情報大学院大学教授 |
| 石田亨                         | 1976年        | 工学部                                 | 〜2019年                      | 計算機科学、自律エージェント・マルチエージェントシステム 早稲田大学理工学術院教授 |
| 生命科学研究科                 |               |                                        |                               | |
| 氏名                           | 卒業年        | 出身学部（出身大学）                   | 在任期間                      | 経歴 |
| 柳田充弘                       | 1964年        | 東大理学部                             | 1971年〜2011年                | 分子生物学 紫綬褒章、文化功労者、文化勲章受章 沖縄科学技術大学院大学教授 |
| 竹市雅俊                       | 1966年        | 名大理学部                             | 1970年〜2002年                | 細胞生物学 理化学研究所CDBチームリーダー、日本学士院会員、文化功労者、朝日賞受賞、日本国際賞受賞                                                                                        |
| 稲葉カヨ                       | 1973年        | 奈良女子大学理学部                     | 1978年〜                      | 免疫学 京都大学理事・副学長 紫綬褒章 |
| 竹安邦夫                       | 1973年        | 神戸大学農学部                         | 1995年〜2016                  | 分子情報解析学 |
| 佐藤文彦                       | 1975年        | 農学部                                 | 1979年〜2018年                | 国立研究開発法人科学技術振興機構戦略的国際共同研究プログラム (SICORP) 研究主幹 |
| アジア・アフリカ地域研究研究科 |               |                                        |                               | |
| 氏名                           | 卒業年        | 出身学部（出身大学）                   | 在任期間                      | 経歴 |
| 坪内良博                       | 1960年        | 文学部                                 | 1966年〜2001年                | 社会学者 甲南女子大学学長 |
| 加藤剛                         | 1966年        | 一橋大学社会学部                       | 1979年〜2005年                | 社会学者 |
| 島田周平                       | 1971年        | 東北大学理学部                         | 1997年〜2012年                | 人文地理学 名古屋外国語大学世界共生学部教授 |
| 杉島敬志                       | 1975年        | 明治大学政治経済学部                   | 2001年〜2018年                | 文化人類学、地域研究 |
| 岩田明久                       | 1978年        | 東京水産大学水産学部                   | 〜2020年                      | 水産学 |
| 木村大治                       | 1983年        | 理学部                                 | 1997年〜2020年                | 人類学、京大アフリカ地域研究資料センター長 |
| 小杉泰                         | 1983年        | アズハル大学イスラム学部               | 1998年〜2019年                | イスラム研究 |
| 玉田芳史                       | 1981年        | 法学部                                 | 1990年〜2023年                | タイ地域研究 |
| エネルギー科学研究科           |               |                                        |                               | |
| 氏名                           | 卒業年        | 出身学部（出身大学）                   | 在任期間                      | 経歴 |
| 松本英治                       |               | 工学部                                 | 〜2013年                      | 先進材料の動的挙動・非破壊評価技術 |
| 宅田裕彦                       | 1978年        | 理学部                                 | 1980年〜2021年                | 鉄鋼製造過程・高温固体金属の水冷却機構 |
| 公共政策大学院                 |               |                                        |                               | |
| 氏名                           | 卒業年        | 出身学部（出身大学）                   | 在任期間                      | 経歴 |
| 田尾雅夫                       | 1970年        | 文学部                                 | 1987年〜2011年                | 社会心理学者、経営管理論、組織心理学、NPO論 愛知学院大学経営学部教授 |
| 経営管理大学院                 |               |                                        |                               | |
| 氏名                           | 卒業年        | 出身学部（出身大学）                   | 在任期間                      | 経歴 |
| 川北英隆                       | 1974年        | 経済学部                               | 2006年〜2016年                | 証券投資論、証券市場分析 |
| 小林潔司                       | 1976年        | 工学部                                 | 〜2019年                      | 土木工学、計画・マネジメント論 土木学会会長 |
| 河野広隆                       |               | 東工大工学部                           | 2006年〜2020年                | コンクリート工学 |
| 徳賀芳弘                       | 1978年        | 九州大学経済学部                       | 2002年〜2021年                | 会計学 日本会計研究学会会長、企業会計審議会会長 |
| 地球環境学堂                   |               |                                        |                               | |
| 氏名                           | 卒業年        | 出身学部（出身大学）                   | 在任期間                      | 経歴 |
| 小川侃                         | 1969年        | 文学部                                 | 1991年〜2008年                | 現象学 人間環境大学学長、甲子園大学学長 |
| 高野裕久                       |               | 京都府立医科大学医学部                 | 〜2023年                      | 環境医工学 |
| ウイルス研究所                 |               |                                        |                               | |
| 氏名                           | 卒業年        | 出身学部（出身大学）                   | 在任期間                      | 経歴 |
| 東昇                           | 1938年        | 医学部                                 | 1938年〜1976年                | ウイルス学者 電子顕微鏡国産第一号を製作。 紫綬褒章受章 |
| 日沼頼夫                       | 1950年        | 東北大学医学部                         | 1980年〜1988年                | 病理学者、熊本大学名誉教授 文化功労者、日本学士院恩賜賞受賞 |
| 畑中正一                       | 1958年        | 医学部                                 | 1980年〜1997年                | ウイルス学者、腫瘍ウイルス 塩野義製薬代表取締役副社長 |
| 下遠野邦忠                     | 1976年        | 東北大学理学部                         | 1996年〜2006年                | ウイルス学、分子生物学 |
| 小柳義夫                       | 1981年        | 熊本大学医学部                         | 2004年〜2022年                | ウイルス学、分子生物学、免疫学 |
| 影山龍一郎                     | 1982年        | 医学部                                 | 1989年〜2012年                | 医化学者 理化学研究所脳神経科学研究センター長 |
| 松岡雅雄                       | 1982年        | 熊本大学医学部                         | 1999年〜2020年                | 熊本大学病院中央検査部長 |
| 眞貝洋一                       | 1984年        | 山形大学理学部                         | 1998年〜                      | 分子生物学、細胞生物学 |
| 再生医科学研究所               |               |                                        |                               | |
| 氏名                           | 卒業年        | 出身学部（出身大学）                   | 在任期間                      | 経歴 |
| 筏義人                         | 1958年        | 工学部                                 | 1963年〜1999年                | 高分子化学者、再生医化学者、手術用縫合糸を日本で初めて開発 |
| 永田和宏                       | 1971年        | 理学部                                 | 〜2010年                      | 細胞内タンパク質の品質管理 歌人、講談社エッセイ賞受賞 |
| 中辻憲夫                       | 1972年        | 理学部                                 | 1999年〜2015年                | 医学者 |
| 坂口志文                       | 1976年        | 医学部                                 | 1999年〜2010年                | 免疫学者、過剰な免疫反応を抑える制御性T細胞の発見と免疫疾患における意義を解明。 大阪大学栄誉教授                                                                                        |
| 化学研究所                     |               |                                        |                               | |
| 氏名                           | 卒業年        | 出身学部（出身大学）                   | 在任期間                      | 経歴 |
| 田代仁                         | 1940年        | 東工大                                 | 1942年〜1981年                | ガラス科学 |
| 大井龍夫                       | 1947年        | 名古屋帝大理学部                       | 1968年〜1988年                | 日本の大学で初めて生体分子を用いた生物物理学を研究。 日本生物物理学会会長 京都女子大学家政学部食物学科教授、京都女子大学図書館長                                                        |
| 倉田道夫                       | 1947年        | 東工大工学部                           | 〜1988年                      | 高分子物理学 日本レオロジー学会会長、従三位 |
| 梶慶輔                         | 1963年        | 神戸大学工学部                         | 1977年〜2002年                | 高分子物理学 高分子学会賞、繊維学会功績賞 |
| 杉浦幸雄                       | 1964年        | 薬学部                                 | 1965年〜2005年                | 医薬分子機能学 同志社女子大学薬学部特任教授 |
| 玉尾皓平                       | 1965年        | 工学部                                 | 1970年〜2005年                | 有機ケイ素化学 日本化学会会長、豊田理化学研究所所長 |
| 倉田博基                       | 1980年        | 名古屋工業大学工学部                   | 〜2023年                      | 結晶化学、電子顕微鏡 |
| 基礎物理学研究所               |               |                                        |                               | |
| 氏名                           | 卒業年        | 出身学部（出身大学）                   | 在任期間                      | 経歴 |
| 荒木源太郎                     | 1932年        | 東京文理科大学文理学部                 | 1943年〜1966年                | 量子化学（原子分子） 京都産業大学名誉教授 |
| 西島和彦                       | 1948年        | 東大理学部                             | 1986年〜1990年                | 東大理学部長、所長、「中野・西島・ゲルマンの法則」を発見 |
| 牧二郎                         | 1952年        | 東京文理科大学文理学部                 | 1966年〜1992年                | 元所長、素粒子物理学者、ニュートリノ振動を理論的に予測 |
| 益川敏英                       | 1962年        | 名大理学部                             | 1980年〜2002年                | 素粒子物理学、文化功労者、文化勲章受章 朝日賞受賞、ノーベル物理学賞受賞 |
| 九後汰一郎                     | 1971年        | 理学部                                 | 1978年〜2013年                | 素粒子論、所長 仁科記念賞受賞 |
| 経済研究所                     |               |                                        |                               | |
| 氏名                           | 卒業年        | 出身学部（出身大学）                   | 在任期間                      | 経歴 |
| 岸本誠二郎                     | 1925年        | 東京帝大経済学部                       | 1946年〜1966年                | 理論経済学、初代所長 「分配と価格」に関する基本原理を構築 |
| 青山秀夫                       | 1932年        | 経済学部                               | 〜1971年                      | ミクロ経済学、経済社会学、所長 勲二等旭日重光章、日本学士院会員、従三位 |
| 宮崎義一                       | 1943年        | 東京商科大学                           | 1975年〜1983年                | 経済政策 経済研究所長、日本学士院会員 『複合不況』でベストセラー、1992年新語・流行語大賞                                                                                                |
| 尾上久雄                       | 1947年        | 東京帝大経済学部                       | 1966年〜1986年                | 経済政策、所長 滋賀大学学長（2期）・名誉教授、国際公共経済学会初代会長 |
| 杉本昭七                       |               |                                        | 1975年〜1995年                | 所長 阪南大学教授 |
| 福地崇生                       | 1953年        | 東大経済学部                           | 1987年〜1995年                | 応用計量経済学、経済計画・開発論、所長 筑波大学名誉教授、経済企画庁経済研究所所長 |
| 森口親司                       | 1956年        | 経済学部                               | 1962年〜                      | 数量経済政策 阪大名誉教授 |
| 青木昌彦                       | 1962年        | 東大経済学部                           | 1969年〜1991年                | 比較制度分析 スタンフォード大学名誉教授、経済産業研究所所長 サントリー学芸賞（政治・経済部門）、日本学士院賞受賞                                                                        |
| 佐和隆光                       | 1965年        | 東大経済学部                           | 1975年〜1983年                | 計量経済学、統計学、滋賀大学学長、 紫綬褒章受章 |
| 藤田昌久                       | 1966年        | 工学部                                 | 1995年〜2001年                | 都市経済学、空間経済学 経済産業研究所所長 元ペンシルベニア大学教授、アジア経済研究所所長                                                                                                |
| 若杉隆平                       | 1971年        | 東大経済学部                           | 1975年〜1983年                | 国際経済学、産業経済学 横浜国立大学名誉教授、新潟県立大学理事長・学長 |
| 三野和雄                       | 1973年        | 関西学院大学経済学部                   | 〜2015年                      | マクロ経済学 同志社大学経済学部特別客員教授、日本経済学会会長 |
| 小佐野広                       | 1978年        | 経済学部                               | 1996年〜2020年                | コーポレート・ファイナンス 甲南大学経済学部経済学科特任教授 日経・経済図書文化賞 |
| 溝端佐登史                     | 1979年        | 大阪外国語大学外国語学部               | 1991年〜2021年                | 所長 |
| 梶井厚志                       | 1986年        | 一橋大学経済学部                       | 2003年〜2019年                | |
| 数理解析研究所                 |               |                                        |                               | |
| 氏名                           | 卒業年        | 出身学部（出身大学）                   | 在任期間                      | 経歴 |
| 伊藤清                         | 1938年        | 東京帝大                               | 1952年〜1979年                | 確率論における伊藤の補題を提唱 ウルフ賞（1987年）、第1回ガウス賞（2006年、日本人で唯一）を受賞 文化功労者、日本学士院恩賜賞受賞                                                         |
| 一松信                         | 1947年        | 東大数学科                             | 1969年〜1989年                | 公開鍵暗号、数値解析 日本数学会出版賞 日本数学検定協会名誉会長 |
| 広中平祐                       | 1954年        | 理学部                                 | 1975年〜1988年                | コロンビア大学教授、フィールズ賞受賞 日本学士院会員、朝日賞受賞、文化功労者、文化勲章受章、京都市名誉市民 フランス共和国レジオン・ドヌール勲章シュバリェ章受章 山口大学学長             |
| 荒木不二洋                     | 1955年        | 理学部                                 | 〜1996年                      | 数理物理学者、作用素環論、朝日賞受賞 ポアンカレ賞受賞（日本人で唯一） |
| 中西襄                         | 1955年        | 理学部                                 | 1966年〜1996年                | 数理物理学者、場の量子論 |
| 佐藤幹夫                       |               | （東京大学）                           | 1970年〜1992年                | 朝日賞受賞、文化功労者、文化勲章受章、ウルフ賞受賞 |
| 伊原康隆                       | 1961年        | 東大数学科                             | 〜2002年                      | 整数論 東大名誉教授 |
| 森正武                         | 1961年        | 東大工学部                             | 〜2009年                      | 数値解析、応用数学、所長 |
| 齋藤恭司                       | 1967年        | 東大数学科                             | 1979年〜2008年                | 所長、複素解析幾何学 カブリ数物連携宇宙研究機構主任研究員 岡潔賞 (2016) |
| 河合隆裕                       | 1968年        | 東大数学科                             | 1970年〜2005年                | 代数解析学、偏微分方程式、数理物理学 |
| 柏原正樹                       | 1969年        | 東大数学科                             |                               | 所長、国際数学連合 (IMU) 副総裁 |
| 森重文                         | 1973年        | 理学部                                 |                               | 代数幾何学 フィールズ賞受賞、コール賞受賞、国際数学連合元総裁 |
| 中島啓                         | 1985年        | 東大数学科                             | 1997年〜                      | 表現論、複素幾何学 カブリ数物連携宇宙研究機構教授、国際数学連合総裁予定 コール賞受賞 |
| 熊谷隆                         | 1989年        | 理学部                                 |                               | 確率論 早稲田大学理工学術院基幹理工学部教授 フンボルト賞 |
| 防災研究所                     |               |                                        |                               | |
| 氏名                           | 卒業年        | 出身学部（出身大学）                   | 在任期間                      | 経歴 |
| 小堀鐸二                       | 1945年        | 早大理工学部                           | 1951年〜1984年                | 建築構造学者 「制震理論」を提唱し、高層建築にアクティブ制震を世界で初めて適用 日本建築学会賞大賞受賞                                                                                    |
| 若林實                         | 1946年        | 東京帝大第二工学部                     | 〜1985年                      | 建築構造学者、脆性構造耐震、鉄骨鉄筋コンクリート構造 日本建築学会賞大賞受賞 |
| 奥田節夫                       | 1948年        | 阪大理学部                             | 1963年〜1988年                | 地球物理学者 土石流の観測の研究 |
| 光田寧                         | 1956年        | 理学部                                 | 1960年〜1997年                | 気象学者 超音波風速温度計を開発、日中共同研究HEIFEを推進、標準計画台風の概念を導入 |
| 今本博健                       | 1961年        | 工学部                                 | 1965年〜2001年                | 河川工学者 水工技術研究所代表 |
| 入倉孝次郎                     | 1963年        | 理学部                                 | 1968年〜2004年                | 地震学者、日本地震学会会長 強震動予測のための入倉レシピを考案 |
| 亀田弘行                       | 1963年        | 工学部                                 | 1968年〜2004年                | 防災学者 地域安全学会会長 |
| 河田恵昭                       | 1969年        | 工学部                                 | 1974年〜2009年                | 河川工学・自然災害・防災システム 日本自然災害学会会長、災害情報学会会長 |
| 田中哮義                       | 1971年        | 工学部                                 | 1997年〜2012年                | 防災工学 日本火災学会会長 |
| 中島正愛                       | 1975年        | 工学部                                 | 1992年〜2017年                | 防災工学 日本建築学会会長 |
| 大志万直人                     | 1978年        | 東京理科大学理学部                     | 2001年〜2020年                | 地球電磁気学、元所長 国立大学附置研究所・センター長会議会長 |
| 釜井俊孝                       | 1979年        | 筑波大学自然学類                       | 2000年〜                      | 応用地質学（地すべり） |
| 松浦純生                       | 1979年        | 名大農学部                             | 2010年〜2021年                | 斜面変動学 |
| 複合原子力科学研究所           |               |                                        |                               | |
| 氏名                           | 卒業年        | 出身学部（出身大学）                   | 在任期間                      | 経歴 |
| 木村毅一                       | 1929年        | 理学部                                 | 1964年〜1983年                | 実験原子核物理学 アジアで初の加速器（コッククロフト・ウォルトン型）を建設、大阪府立放射線中央研究所・原子炉実験所を発足                                                                 |
| 林竹男                         | 1943年        | 理学部                                 | 1964年〜1983年                | 原子核物理学、所長 大阪工業大学教授 |
| 柴田俊一                       | 1949年        | 阪大工学部                             | 1974年〜1987年                | 所長 近畿大学原子力研究所長、文部省科学官、日本学術会議原子力特別委員長、同研究連絡委員長、原子力委員会参与                                                                             |
| 岡本朴                         | 1951年        | 理学部                                 | 1957年〜1992年                | 中性子工学、所長 |
| 神田啓治                       | 1961年        | 国際基督教大学教養学部                 | 1961年〜1966年                | エネルギー政策学 |
| 井上信                         | 1963年        | 理学部                                 | 1985年〜2003年                | 原子核物理学、加速器物理学、所長 京大タンデム加速器、大阪大学核物理研究センターサイクロトロン加速器、京大化学研究所イオン線形加速器などを設計・建設。                                   |
| 中込良廣                       | 1966年        | 東北大学理学部                         | 1968年〜2007年                | 原子核物理学 |
| 代谷誠治                       | 1969年        | 工学部                                 | 1974年〜2003年                | 原子炉物理学・原子炉工学、所長 原子力安全委員会委員 |
| 渡邉正己                       | 1971年        | 金沢大学薬学部                         | 2005年〜2012年                | 放射線生物学 |
| 福永俊晴                       | 1973年        | 名工大工学部                           | 1998年〜2016年                | 金属工学 |
| 森山裕丈                       | 1973年        | 工学部                                 | 1978年〜2015年                | 核材料工学・放射化学、所長 核燃料安全専門審査会会長 |
| 藤井紀子                       | 1974年        | 明治大学農学部                         | 1998年〜                      | 生化学 |
| 釜江克宏                       | 1976年        | 名工大工学部                           | 1983年〜2018年                | 地震工学、耐震工学 |
| 山名元                         | 1976年        | 東北大学工学部                         | 1996年〜                      | アクチニド元素の放射化学、核燃料サイクル工学 国際廃炉研究開発機構理事長、原子力損害賠償・廃炉等支援機構理事長                                                                           |
| 大槻勤                         |               |                                        | 〜2020年                      | 核化学 |
| 中島健                         |               |                                        | 〜2023年                      | 原子力工学 |
| エネルギー理工学研究所         |               |                                        |                               | |
| 氏名                           | 卒業年        | 出身学部（出身大学）                   | 在任期間                      | 経歴 |
| 西川禕一                       | 1955年        | 工学部                                 | 1960年〜1996年                | システム工学、工学部長、所長 大阪工業大学学長、公益財団法人応用科学研究所理事長、システム制御情報学会名誉会員・理事、京都高度技術研究所第4代理事長                                      |
| 尾形幸生                       | 1971年        | 工学部                                 | 1989年〜2013年                | 電気化学、元所長 |
| 木村晃彦                       | 1976年        | 東北大学工学部                         | 1997年〜2019年                | 材料工学 |
| 生存圏研究所                   |               |                                        |                               | |
| 氏名                           | 卒業年        | 出身学部（出身大学）                   | 在任期間                      | 経歴 |
| 樋口隆昌                       | 1950年        | 名大理学部                             | 1968年〜1991年                | 木材研究所所長、日本大学農獣医学部教授 |
| 松本紘                         | 1965年        | 工学部                                 | 1967年〜                      | 総長、生存圏研究所所長、プラズマ物理学者、宇宙物理学者 元国際電波科学連合会長、元地球電磁気・地球惑星圏学会会長 英国王立天文学協会外国人名誉会員、ガガーリンメダル受賞 紫綬褒章受章     |
| 小松幸平                       | 1972年        | 京都府立大学農学部                     | 1996年〜2013年                | 木質構造建築物の構造性能研究 |
| 金山公三                       |               |                                        | 2015年〜2020年                | 材料工学 |
| 霊長類研究所                   |               |                                        |                               | |
| 氏名                           | 卒業年        | 出身学部（出身大学）                   | 在任期間                      | 経歴 |
| 近藤四郎                       | 1943年        | 東京帝大理学部                         | 1967年〜1993年                | 初代所長、人類学、ヒトの直立二足歩行への進化過程 |
| 河合雅雄                       | 1952年        | 理学部                                 | 〜1987年                      | 霊長類学者、日本学士院エジンバラ公賞受賞 |
| 江原昭善                       | 1954年        | 東大理学部                             | 1970年〜1991年                | 人類学者、理学博士・医学博士 椙山女学園大学学長 |
| 大島清                         | 1957年        | 東大医学部                             | 1971年〜1990年                | 性科学者、脳生理学者 |
| 杉山幸丸                       | 1958年        | 東京教育大学理学部                     | 1978年〜1999年                | 霊長類学 |
| 加納隆至                       | 1963年        | 理学部                                 | 1987年〜2001年                | 霊長類学 チンパンジーとボノボを調査。 |
| 渡邊邦夫                       | 1970年        | 東北大学理学部                         | 1982年〜2013年                | 霊長類社会生態学 |
| 平井啓久                       | 1976年        | 高知大学教育学部                       | 1992年〜2018年                | 所長、生物学 |
| 人文科学研究所                 |               |                                        |                               | |
| 氏名                           | 卒業年        | 出身学部（出身大学）                   | 在任期間                      | 経歴 |
| 塚本善隆                       | 1922年        | 宗教大学                               | 1949年〜1960年                | 仏教学者、中国仏教 勲二等瑞宝章 京都国立博物館館長、華頂短期大学学長、日中友好仏教協会会長                                                                                              |
| 桑原武夫                       | 1928年        | 文学部                                 | 1948年〜1968年                | 仏文学者、朝日賞受賞、文化功労者、文化勲章受章 |
| 貝塚茂樹                       | 1928年        | 文学部                                 | 1949年〜1968年                | 中国史学者、朝日賞受賞、文化功労者、文化勲章受章 |
| 薮内清                         | 1929年        | 理学部                                 | 1929年〜1969年                | 中国科学史、日本天文学会副理事長、龍谷大学教授 紫綬褒章、朝日賞、アメリカ科学史会ジョージ・サートン・メダル、勲二等瑞宝章                                                               |
| 清水盛光                       | 1931年        | 九州帝大法文学部                       | 〜1968年                      | 社会学 |
| 小野川秀美                     | 1933年        | 文学部                                 | 〜1973年                      | 東洋史 |
| 藤枝晃                         | 1934年        | 文学部                                 | 〜1975年                      | 東洋史学者、フランス学士院ジュリアン賞受賞 |
| 井上清                         | 1936年        | 東京帝大文学部                         | 〜1977年                      | 日本史学者 |
| 日比野丈夫                     | 1936年        | 文学部                                 | 1948年〜1977年                | 中国史学者、大手前女子大学学長、日本学士院賞受賞 |
| 田中謙二                       | 1937年        | 文学部                                 | 〜1977年                      | 中国古典文学・戯曲 |
| 林屋辰三郎                     | 1938年        | 文学部                                 | 1970年〜1978年                | 歴史学者、元京都国立博物館館長 |
| 河野健二                       | 1940年        | 経済学部                               | 〜1981年                      | 西洋思想史学者、元京都市立芸術大学学長 フランス共和国パルム・アカデミーク勲章受章 |
| 会田雄次                       | 1940年        | 文学部                                 | 〜1979年                      | 歴史学者 |
| 飯沼二郎                       | 1941年        | 農学部                                 | 1952年〜1981年                | 農業経済学者、京都ベ平連 |
| 福永光司                       | 1942年        | 文学部                                 | 1961年〜1982年                | 元所長、中国思想史学者 |
| 上山春平                       | 1943年        | 文学部                                 | 1954年〜1984年                | 哲学者、文化功労者、元京都国立博物館館長 元京都市立芸術大学学長 |
| 梅棹忠夫                       | 1943年        | 理学部                                 |                               | 文化人類学者、元国立民族学博物館館長・名誉教授 フランス共和国パルム・アカデミーク勲章コマンドール章受章 朝日賞受賞、文化功労者、文化勲章受章                                            |
| 吉田光邦                       | 1945年        | 理学部                                 | 1949年〜1985年                | 科学技術史 |
| 和崎洋一                       | 1945年        | 理学部                                 |                               | 人類学 富山大学人文学部教授、中部大学国際関係学部教授 |
| 柳田聖山                       | 1948年        | 大谷大学                               | 1976年〜1986年                | 中国禅宗史 花園大学国際禅学研究所所長 |
| 多田道太郎                     | 1949年        | 文学部                                 | 1949年〜1988年                | 仏文学者 |
| 荒井健                         |               |                                        | 〜1994年                      | 中国文学者 |
| 山下正男                       | 1953年        | 文学部                                 | 1968年〜1995年                | 哲学、論理と数理の比較思想史的研究 |
| 古屋哲夫                       | 1953年        | 東京大学法学部                         | 1971年〜1994年                | 日本近代史、政治学 |
| 山田慶児                       | 1955年        | 理学部                                 | 〜1989年                      | 東アジア科学史 国際日本文化研究センター名誉教授 |
| 谷泰                           | 1956年        | 文学部                                 | 〜1997年                      | 西洋史、社会人類学 滋賀県立大学人間文化学部教授、大谷大学文学部教授 |
| 飛鳥井雅道                     | 1957年        | 文学部                                 | 1958年〜1998年                | 日本近代史・文化史 |
| 梅原郁                         | 1957年        | 文学部                                 | 〜1997年                      | 中国史 |
| 永田英正                       | 1957年        | 文学部                                 | 〜1997年                      | 東洋史学、中国古代史、制度史、簡牘学 |
| 荒牧典俊                       | 1959年        | 文学部                                 | 〜2000年                      | 仏教学者 京都光華女子大学真宗文化研究所所長 |
| 吉川忠夫                       | 1959年        | 文学部                                 | 〜2000年                      | 元所長、中国史学者、日本学士院会員 |
| 阪上孝                         | 1961年        | 経済学部                               | 〜2003年                      | 社会思想史学、フランスの社会思想 |
| 狭間直樹                       | 1961年        | 文学部                                 | 1977年〜2001年                | 歴史学者、中国近現代史 財団法人孫中山記念会副理事長 |
| 勝村哲也                       | 1963年        | 神戸大学文学部                         | 1998〜2000年                  | 中国文献学者 |
| 小南一郎                       | 1964年        | 文学部                                 | 〜2005年                      | 中国文学者、中国史 泉屋博古館名誉館長 |
| 佐々木克                       | 1964年        | 立教大学文学部                         | 1977年〜2004年                | 歴史学者、日本近代政治史 明治維新史学会会長 |
| 宇佐美斉                       | 1965年        | 文学部                                 | 1980年〜2009年                | 仏文学者、フランス詩 和辻哲郎文化賞 |
| 田中淡                         | 1969年        | 横浜国立大学工学部                     | 1974年〜2010年                | 建築史 |
| 高田時雄                       | 1972年        | 文学部                                 | 1983年〜2014年                | 文献学 |
| 水野直樹                       | 1974年        | 文学部                                 | 1991年〜2016年                | 元所長、朝鮮近代史（植民地朝鮮）、東アジア関係史 |
| 大浦康介                       | 1975年        | 文学部                                 | 〜2017年                      | フランス文学・文学理論 フランス教育功労章シュヴァリエ受章 |
| 井波陵一                       |               | 文学部                                 | 〜2018年                      | 中国文学 |
| 岩井茂樹                       | 1978年        | 文学部                                 | 1996〜2021年                  | 中国近世財政史 |
| 田中雅一                       | 1978年        | 東北大学文学部                         | 1988年〜2019年                | 文化人類学 国際ファッション専門職大学教授 |
| 竹沢泰子                       | 1981年        | 筑波大学比較文化学類                   | 1999年〜2023年                | 文化人類学 |
| 東南アジア研究所               |               |                                        |                               | |
| 氏名                           | 卒業年        | 出身学部（出身大学）                   | 在任期間                      | 経歴 |
| 岩村忍                         | 1929年        | トロント大学社会学部                   | 1950年〜1969年                | 東洋史学者、京大東南アジア研究センター初代所長 日本モンゴル学会初代会長 |
| 石井米雄                       |               | 法学博士                               | 1965年〜1990年                | タイ史学者 神田外語大学学長・名誉教授、人間文化研究機構機構長、国立公文書館アジア歴史資料センター長 文化功労者、紫綬褒章受章                                                            |
| 市村真一                       | 1949年        | 経済学部                               | 1968年〜1988年                | 経済学者、元国際東アジア研究センター所長 |
| 渡部忠世                       | 1949年        | 農学部                                 | 1972年〜1987年                | 農学者 |
| 高谷好一                       | 1958年        | 理学部                                 | 1967年〜1995年                | 生態学者 滋賀県立大学名誉教授、聖泉大学総合研究所所長 |
| 立本成文                       | 1959年        | 文学部                                 | 1969年〜2002年                | 文化人類学者、元人間文化研究機構機構長 総合地球環境学研究所名誉教授 紫綬褒章 |
| 白石隆                         | 1972年        | 東大教養学部                           | 1996年〜2005年                | 東南アジア地域研究、政策研究大学院大学学長 アジア経済研究所所長 |
| 西渕光昭                       | 1976年        | 広島大学水畜産学部                     | 1988年〜2019年                | 病原細菌学 日本熱帯医学会賞 |
| 林行夫                         | 1979年        | 龍谷大学文学部                         | 1993年〜2017年                | 文化人類学 |
| 総合生存学館（思修館）         |               |                                        |                               | |
| 氏名                           | 卒業年        | 出身学部（出身大学）                   | 在任期間                      | 経歴 |
| 大石眞                         | 1974年        | 東北大学法学部                         | 1991年〜2017年                | 公法・憲法学・議会法・宗教法・憲法史 |
| 寶馨                           | 1979年        | 工学部                                 | 1981年〜                      | 京大防災研究所教授を長年歴任。 洪水防御計画のための我が国の水文頻度解析手法を改良。 日本高等学校野球連盟会長                                                                            |
| 河合江理子                     | 1981年        | ハーバード大学                         | 2012年〜                      | 異文化コミュニケーション、グローバル人材育成、資産運用 |
| 総合博物館                     |               |                                        |                               | |
| 氏名                           | 卒業年        | 出身学部（出身大学）                   | 在任期間                      | 経歴 |
| 山中一郎                       | 1968年        | 文学部                                 | 1984年〜2009年                | 先史考古学、館長 |
| 中坊徹次                       | 1973年        | 農学部                                 | 1967年〜2015年                | 館長、大学院農学研究科教授を兼任、さかなクンと共に絶滅したとされていたクニマスを再発見。                                                                                                |
| 瀬戸臨海実験所                 |               |                                        |                               | |
| 氏名                           | 卒業年        | 出身学部（出身大学）                   | 在任期間                      | 経歴 |
| 森下正明                       | 1935年        | 農学部                                 | 1965年〜1976年                | 日本で個体群生態学を牽引、森下のIδ指数、Cλ指数を考案 勲三等旭日中綬章叙勲 |
| 時岡隆                         | 1936年        | 理学部                                 | 〜1977年                      | 動物系統分類学、所長 毛顎動物、有櫛動物、尾索動物といった海洋生物に関する論文多数、 時岡の名を冠した動物は1ダース以上                                                                   |
| その他                         |               |                                        |                               | |
| 氏名                           | 卒業年        | 出身学部（出身大学）                   | 在任期間                      | 経歴 |
| 秋宗秀夫                       | 1955年        | 浪速大学工学部                         | 1977年〜1993年                | 京大ヘリオトロン核融合研究センター教授、核融合 |
| 飯吉厚夫                       | 1960年        | 慶大工学部                             | 1970年〜1988年                | 京大ヘリオトロン核融合研究センター長 総合研究大学院大学名誉教授、核融合科学研究所名誉教授、未来エネルギー研究協会名誉会長                                                               |
| 和田英太郎                     | 1962年        | 東京教育大学理学部                     | 1991年〜2001年                | 京大生態学研究センター教授、地球化学 |
| 村瀬哲司                       | 1968年        | 一橋大学商学部                         | 1999年〜2008年                | 京大国際交流センター教授、経済学 |
| 金澤正憲                       | 1969年        | 工学部                                 | 〜2009年                      | 京大学術情報メディアセンター教授 |
| 椿宜高                         | 1971年        | 九州大学理学部                         | 2006年〜2013年                | 京大生態学研究センター教授 個体群生態学会長 |
| 森純一                         | 1973年        | 一橋大学経済学部                       | 2004年〜2016年                | 京大国際交流センター教授、開発経済学 |
| 鎌田東二                       | 1975年        | 國學院大學文学部                       | 2008年〜2016年                | 京大こころの未来研究センター教授 哲学・宗教学・神道研究 |
| 大串隆之                       | 1976年        | 農学部                                 | 1998年〜2017年                | 京大生態学研究センター教授 個体群生態学会長、日本生態学会賞 |
| 山下洋                         | 1978年        | 九州大学農学部                         | 2002年〜2020年                | 京大フィールド科学教育研究センター長、生態学 水産海洋学会会長 |
| 吉岡崇仁                       | 1979年        | 阪大理学部                             | 2007年〜2021年                | 京大フィールド科学教育研究センター長、生物地球化学 生物地球化学研究会会長、全国大学演習林協議会会長、芦生地域有害鳥獣対策協議会会長                                                     |
| 川村孝                         | 1980年        | 名古屋大学医学部                       | 1999年〜2020年                | 京大保健管理センター所長、内科学（特に循環器病学）・疫学・予防医学、 内科医、労働衛生コンサルタント うがいの有効性を初めて科学的に証明。                                                |
| 幸島司郎                       |               | 理学部                                 | 2008年〜2021年                | 京大野生動物研究センター長 |
| 高林純示                       | 1980年        | 京都工芸繊維大学繊維学部               | 1987年〜2022年                | 京大生態学研究センター長 |
| 伊谷原一                       |               |                                        | 2007年〜2023年                | 京大野生動物研究センター長 |
| 河合俊雄                       |               |                                        | 1995年〜2023年                | 京大こころの未来研究センター教授 臨床心理学 |

## 卒業生
※卒業年順

### 政界・官界・地方自治体首長
- 瀬戸山清彦（1890三高） 医師、日向銀行頭取、衆議院議員
- 濱口雄幸（1891三高） 内閣総理大臣、立憲民政党初代総裁
- 幣原喜重郎（1891三高） 内閣総理大臣
- 永田秀次郎（1899三高） 拓務大臣、鉄道大臣
- 岡八（1903法） 衆議院議員、弁護士、弁理士
- 長尾景徳（1903法） 台湾総督府法務部長
- 潮見茂樹（1904法） 大日本帝国海軍法務官
- 池田宏（1905法） 都市計画家、内務官僚、京都府知事、神奈川県知事
- 上村耕作（1905法） 大韓帝国財務官兼農工銀行監理官、東洋拓殖参事、奈良銀行監査役、豊国火災保険支配人、千日土地建物取締役、衆議院議員
- 片山秀太郎（1905法） 台湾総督府官僚、弁護士、衆議院議員、日露協会学校長、専修大学教授
- 吉木陽（1905工） 旭電気会長等を歴任、衆議院議員
- 山崎達之輔（1906法） 農商務大臣、翼賛政治会常任総務
- 朝倉毎人（1906法） 衆議院議員、実業家、竹田市名誉市民
- 河本文一（1907法） 大蔵官僚、会計検査院長、枢密顧問官
- 飯田精太郎（1907理工） 鉄道技術者、貴族院男爵議員、参議院議員
- 片山哲（1908三高） 内閣総理大臣
- 有田邦敬（1908法） 大阪市助役、京阪電気鉄道社長
- 清瀬一郎（1908法） 衆議院議長、文部大臣
- 石井淳雄（1909法） 甲府市長、弁護士
- 大森吉五郎（1909法） 内務・警察官僚、山口県知事、京都市長
- 秋月種英（1910法） 華族、実業家、政治家
- 井阪豊光（1910法） 衆議院議員、外務政務次官、大阪府岸和田市長、弁護士
- 片岡直方（1910法） 貴族院勅選議員、実業家
- 高橋保（1910理） 昭和電工副社長
- 池田長康（1911法） 貴族院男爵議員
- 内海忠司（1911法） 内務・台湾総督府官僚、台北市尹、新竹州知事、高雄州知事
- 瀧正雄（1911法） 法制局長官、企画院総裁
- 安藤袈裟一（1912法） 内務・朝鮮総督府官僚、京城市尹、咸興北道知事
- 内山新之助（1912理工） 都市計画家、大阪府都市計画課長、大阪市水道部長
- 麻生久（1913三高） 政治家、労働運動家、無産政党・社会大衆党党首
- 益谷秀次（1914法） 衆議院議長、建設大臣
- 近藤博夫（1914工） 大阪市長（1947〜1950年、初代公選市長）
- 赤松小寅（1915法） 内務・警察官僚、官選高知県知事、内務省土木局長、官選福岡県知事、官選京都府知事
- 織田信恒（1915法） 子爵、貴族院議員、農林政務次官
- 加々美武夫（1915法） 大阪市長（1935〜1936年）
- 木戸幸一（1915法） 内大臣、初代厚生大臣 / 「木戸幸一日記」
- 木村惇（1915法） 内務・外務官僚、官選/公選京都府知事
- 原田熊雄（1915法） 貴族院議員、西園寺公望秘書
- 綾部健太郎（1916法） 運輸大臣、衆議院議長、日本鉄道建設公団社長
- 川崎末五郎（1916法） 内務官僚、福島県知事、衆議院議員
- 原口忠次郎（1916工） 神戸市長（1949〜1969年）
- 一戸二郎（1917法） 農商務・内務官僚、官選愛媛県知事、官選奈良県知事
- 稲垣潤太郎（1917法） 内務官僚
- 大村清一（1917法） 内務大臣、防衛庁長官
- 沖貞男（1917法） 貴族院男爵議員、中野高等無線電信学校長
- 近衛文麿（1917法） 内閣総理大臣
- 後藤亮一（1917文） 衆議院議員
- 樋貝詮三（1918法） 衆議院議長、国務大臣
- 林譲治（1918法） 衆議院議長、副総理
- 酒井忠正（1918法） 農林大臣
- 竹田儀一（1918法） 厚生大臣、国務大臣
- 荒木義夫（1919法） 内務官僚、徳島県知事、台湾総督府警務局長
- 伊礼肇（1919法） 衆議院議員、三和相互銀行（現：沖縄銀行）頭取
- 大岡忠綱（1919法） 貴族院子爵議員
- 小笹耕作（1919法） 衆議院議員、兵庫県三日月町長
- 金井正夫（1919法） 和歌山県知事、衆議院議員、裁判官、弁護士
- 後藤隆之助（1919法） 昭和研究会設立、近衛文麿ブレーン、大政翼賛会組織局長
- 高山義三（1919法） 京都市長（1950〜1966年）、国立京都国際会館長
- 田万清臣（1919法） 弁護士、労働運動家、衆議院議員
- 赤司貫一（1919工） 都市計画家、土木技師
- 稲内清二（1920法） 内務官僚、千葉県市川市長
- 金原舜二（1920法） 衆議院議員
- 鈴木義伸（1920法） 高松市長
- 当間重剛（1920法） 琉球政府行政主席
- 広瀬経一（1920法） 大蔵省神戸税関長、北海道拓殖銀行頭取
- 綾小路護（1920経） 貴族院子爵議員
- 菅野和太郎（1920経） 経済企画庁長官、通商産業大臣、大阪経済大学名誉教授
- 水谷長三郎（1921法） 商工大臣
- 村田保定（1921法） 貴族院議員
- 植場鉄三（1921経） 拓務官僚、呉羽紡績株式会社社長、東洋パルプ株式会社社長
- 増田甲子七（1922法） 運輸大臣、内閣官房長官、自由民主党全国国会議員会会長
- 水谷秀雄（1922法） 長野県総務部長
- 江島鐡雄（1922工） 下関市参事会員
- 井田完二（1923法） 内務官僚
- 金子辰太郎（1923法） 台湾総督府官僚
- 蜷川虎三（1923経） 京都府知事（1950年4月20日〜1978年4月15日）
- 山本勝市（1923経） 経済学者、政治家、和歌山高等商業学校教授
- 日高第四郎（1923文） 教育学者、文教官僚
- 岡田信次（1923工） 土木工学者、鉄道官僚、運輸官僚、参議院議員
- 金丸冨夫（1924法） 鉄道官僚、参議院議員（2期）、日本通運社長
- 左藤義詮（1924文） 大阪府知事（1959年4月25日〜1971年4月22日）、防衛庁長官
- 稲浦鹿蔵（1924工） 土木工学者、内務官僚、建設事務次官、参議院議員
- 鎌田銓一（1924工） 第一復員省連絡部長
- 池田勇人（1925法） 内閣総理大臣
- 伊藤完二（1925法） 台湾総督府官僚
- 梅溪通虎（1925法） 華族、実業家、貴族院子爵議員
- 江藤昌之（1925法） 台湾総督府官僚
- 岡本茂（1925法） 内務官僚、官選県知事、衆議院議員
- 朝倉昇（1925経） 朝鮮総督府官僚
- 荒木万寿夫（1925経） 文部大臣
- 志村茂治（1925経） 衆議院議員
- 内田敏雄（1926法） 貴族院男爵議員
- 桜井三郎（1926法） 熊本県知事（1946〜1959年、初代公選知事）
- 鎌田栄（1926経） 坂出市長
- 青木重臣（1927法） 内務・警察官僚、初代愛媛県知事（1期）
- 大塚正（1927法） 台湾総督府官僚、陸軍司政官、大阪府堺市長
- 小原謙太郎（1927法） 貴族院男爵議員
- 羽根盛一（1927経） 福井県知事（1955〜1959年）
- 伊藤郷一（1927文） 衆議院議員（日本自由党、7期）
- 小川喜一（1927農） 内務官僚、栃木県知事（1955〜1959年）
- 秋山龍（1928法） 運輸官僚
- 江藤夏雄（1928経） 衆議院議員
- 柴田等（1928農） 千葉県知事（1950〜1962年）
- 宇田耕一（1929法） 経済企画庁長官、淀川製鋼所社長
- 大野勝巳（1929経） 外務事務次官、帝国ホテル社長
- 江藤智（1929工） 運輸大臣、参議院議員
- 鈴木俊一（1930三高） 東京都知事（1979年4月23日〜1995年4月22日）
- 熊谷太三郎（1930経） 熊谷組社長、科学技術庁長官
- 和田耕作（1930経） 衆議院議員、民社党代議士会長
- 川村和嘉治（1930農） 高知県知事（1947年、1951〜1955年、初代公選知事）
- 鹿野彦吉（1931法） 衆議院議員（5期）
- 水田三喜男（1931法） 通商産業大臣、大蔵大臣〈3回〉
- 勝間田清一（1931農） 衆議院副議長、日本社会党委員長
- 飯島連次郎（1932農） 農業技術者、衆議院議員、群馬県邑楽郡多々良村長
- 仲原善一（1932農） 農林技官、参議院議員
- 根本龍太郎（1932農） 満州国官吏、衆議院議員、農林大臣、内閣官房長官、建設大臣
- 斎藤寿夫（1933法） 静岡県知事（1951〜1967年）、衆議院議員・参議院議員
- 田部長右衛門 (23代)（1933経） 島根県知事（1959〜1971年）、衆議院議員
- 大炊御門経輝（1933理） 貴族院侯爵議員
- 中田吉雄（1933農） 参議院議員（1950年〜1965年）
- 足立篤郎（1934法） 農林水産大臣、科学技術庁長官
- 舩橋求己（1934経） 京都市長（1971〜1981年）
- 森田義衛（1934経） 参議院議員、衆議院議員、名古屋臨海鉄道会社初代社長
- 大賀小四郎（1934文） 外交官、東京大学教養学部教授、ケルン日本文化会館初代館長
- 大沼康（1934農） 宮城県知事（1956〜1959年）
- 安井謙（1935経） 参議院議長、自治大臣
- 伊藤龍太郎（1935工） 兵庫県川西市長（6選）
- 宮崎淳臣（1935医） 千葉県血清製造所長
- 細川護貞（1936法） 近衛文麿首相秘書官、細川護煕の父
- 伊東祐淳（1936経） 貴族院子爵議員
- 谷藤正三（1936工） 北海道開発事務次官
- 山手満男（1937法） 労働大臣
- 岩野見斉（1938法） 四日市市長
- 上田稔（1938工） 環境庁長官
- 森清（1938理） 総理府総務長官
- 飯田忠雄（1939法） 公明党衆議院議員（2期）、参議院議員（1期）、神戸学院大学法学部教授、俳人
- 岩動道行（1939法） 大蔵官僚、衆議院議員（自由民主党、1期）、参議院議員（4期）、科学技術庁長官
- 加藤静雄（1939法） 衆議院議員、焼津水産取締役社長
- 佐々木良作（1939法） 民社党委員長
- 渡海元三郎（1939法） 自治大臣、建設大臣
- 浅野賢澄（1940法） 郵政事務次官、フジテレビジョン社長
- 池田正辰（1940経） 鹿児島県姶良郡蒲生町長（3期）
- 岩上二郎（1940法） 茨城県知事、参議院議員、清真学園高等学校・中学校初代理事長
- 三治重信（1940農） 参議院議員・民社党副委員長、労働事務次官
- 折小野良一（1941法） 延岡市長（2期）、衆議院議員（2期）
- 武市恭信（1941法） 徳島県知事（1965年10月9日〜1981年10月4日）
- 中馬辰猪（1941法） 建設大臣
- 大島友治（1941農） 科学技術庁長官
- 梶木又三（1941農） 環境庁長官
- 中西陽一（1942法） 石川県知事（1963年2月20日〜1994年2月2日）、知事在任年数歴代1位
- 田川亮三（1942農） 三重県知事（1972年〜1995年）
- 野崎欣一郎（1943法） 滋賀県知事（1966〜1974年）
- 梶原清（1943法） 運輸省職員、役員、参議院議員
- 井出一太郎（1943農） 衆議院議員、郵政大臣
- 荒木修（1944法） 熊本県菊池市長、菊池女子高等学校創立者、熊本県私立学校審議会長
- 沢田一精（1944法） 熊本県知事（1971〜1983年）、参議院議員
- 木田宏（1944法） 文部事務次官、国立教育研究所長、日本学術振興会理事長、獨協学園理事長
- 粟山明（1944農） 衆議院議員
- 左藤恵（1945法） 郵政省松山郵政局長、郵政大臣、法務大臣、国土庁長官
- 池田正晴（1945理） 新潟県新井市長
- 川崎寛治（1946法） 衆議院議員
- 井上孝（1946工） 建設事務次官、国土庁長官
- 仮谷志良（1947法） 和歌山県知事（1975〜1995年）
- 竹下虎之助（1947法） 広島県知事（1981年11月29日〜1993年11月28日）
- 恒松制治（1947経） 島根県知事（1975〜1987年）、獨協大学学長
- 林信太郎（1947経） 通商産業省公害保安局長、ジャスコ副会長
- 遠藤保成（1948法） 神奈川県総務部長、テレビ神奈川社長
- 大下勝正（1948法） 東京都町田市長
- 竹岡勝美（1948法） 防衛庁調達実施本部長
- 太田大三（1948農） 盛岡市長
- 村田敬次郎（1949法） 通産大臣、自治大臣兼国家公安委員会委員長
- 吉田之久（1949文） 衆議院議員・参議院議員、民社党副委員長
- 西尾武喜（1949工） 名古屋市長（1985〜1997年）、（財）名古屋都市センター理事長
- 本島等（1949工） 長崎市長（1979〜1995年）
- 卜部亮吾（1949農） 侍従、菊葉文化協会常務理事
- 西尾正也（1950法） 大阪市長（1987〜1995年）
- 塩田晋（1950経） 衆議院議員
- 武藤嘉文（1951法） 自治政務次官、農林水産大臣、通商産業大臣、外務大臣、総務庁長官兼中央省庁改革等担当大臣、自民党行政改革推進本部長
- 橋本敦（1951法） 参議院議員、弁護士
- 刀祢館正也（1952法） 衆議院議員
- 大谷藤郎（1952医） 厚生官僚（テクノクラート）、国際医療福祉大学初代学長、レオン・ベルナール賞受賞
- 梅沢節男（1953法） 国税庁長官、公正取引委員会委員長
- 岡野裕（1953法） 郵政省人事局長、参議院議員、労働大臣
- 上田哲（1954法） 衆議院議員、NHK労組委員長
- 中島忠能（1954法） 自治庁職員、福井県総務部税務課長、地方課長、群馬県総務部県民生活部長、総務部長、消防庁職員、自治省行政局公務員第1課長、行政局公務員部長、人事院事務総局職員、給与局長、第12代人事院事務総長、人事院総裁、瑞宝大綬章（史上30人目）
- 井上章平（1954工） 建設事務次官、参議院議員（自由民主党）
- 大崎仁（1955法） 文部官僚、筑波大学の構想者、東京国立近代美術館館長
- 四方修（1955法） 大阪府警察本部長（グリコ森永事件時）、マイカル社長、一富士債権回収社長
- 小林元（1955法） 参議院議員、茨城県教育長
- 梶原拓（1956法） 岐阜県知事、全国知事会会長
- 矢野絢也（1956経） 公明党委員長
- 陣内孝雄（1956工） 建設省河川局長、参議院議員、元法務大臣
- 的場順三（1957経） 内閣官房副長官、国土事務次官、大和総研理事長、大蔵官僚
- 冨金原俊二（1958経） 経済企画事務次官、大蔵官僚
- 田中一昭（1959教） 総務庁行政監察局長、道路関係四公団民営化推進委員会委員長代理、拓殖大学名誉教授
- 檜垣正已（1959法） 東京都副知事、東京都財務局長
- 芦尾長司（1959法） 自治官僚、参議院議員（1期）
- 加地和（1959法） 衆議院議員、京都市会議員、弁護士、税理士
- 伊吹文明（1960経） 大蔵官僚、衆議院議員、労働大臣、国家公安委員会委員長、文部科学大臣、財務大臣
- 岩井國臣（1960工） 建設省河川局長、参議院議員、国土交通副大臣
- 田中史（1960法） 大蔵省大臣官房審議官
- 藤原良一（1960農） 国土事務次官、本州四国連絡橋公団総裁
- 文田久雄（1961教） 総理府次長
- 木村操（1961法） 運輸省航空局次長、名古屋鉄道社長・会長
- 野田実（1961農） 衆議院議員、帝京大学教授、AIG最高顧問
- 田村秀昭（1961院工） 空将、航空自衛隊幹部学校長、参議院議員
- 井上幸彦（1962法） 警視総監（第80代、1995-1997）
- 津野修（1962法） 内閣法制局長官（1999年8月24日〜2002年8月8日）、最高裁判所判事、大蔵官僚
- 前田武志（1962工） 建設官僚、衆議院議員、参議院議員
- 松下忠洋（1962農） 建設省河川局砂防部長、衆議院議員、内閣府副大臣（規制改革、男女共同参画、国民生活、栄典）、経済産業副大臣、金融担当大臣
- 麻生渡（1963法） 福岡県知事、特許庁長官、全国知事会会長（初の公選による選出）
- 角田義一（1963法） 参議院副議長、民主党参院議員会長、弁護士
- 志方俊之（1963院工） 軍事アナリスト、北部方面総監、帝京大学名誉教授
- 佐藤禎一（1964法） 文部事務次官、日本学術振興会理事長、ユネスコ日本政府代表部大使、東京国立博物館長
- 獅山向洋（1964法） 滋賀県彦根市長
- 竹本直一（1964法） 国土庁長官官房審議官、衆議院議員、IT担当大臣、財務副大臣
- 堀川和洋（1964法） 警察庁職員、陸上幕僚監部職員、防衛庁防衛局調査第1課長、徳島県警察本部長、警察庁長官官房職員、刑事局保安部担当審議官、福岡県警察本部長、中国管区警察局長、姫路市長
- 本庄資（1964法） 国税不服審判所次長
- 米沢隆（1964法） 衆議院議員、民社党委員長
- 細川恒（1964経） 通商産業審議官
- 柏木征夫（1964農） 和歌山県御坊市長
- 山口務（1964農） 通商産業省九州通商産業局長、地域振興整備公団副総裁
- 坂井順行（1964院工） 運輸省港湾局長
- 羽毛田信吾（1965法） 宮内庁長官、厚生事務次官
- 石見利勝（1965理） 兵庫県姫路市長
- 西山登紀子（1966文） 日本共産党参議院議員（2期、京都府選出）
- 大前繁雄（1966法） 衆議院議員（2期）、兵庫県議会議員、高等専修学校甲英学院を創立者・理事長
- 竹内行夫（1966法） 外務事務次官、最高裁判所判事
- 林田英樹（1966法） 文化庁長官、国立科学博物館長、東宮大夫
- 田中英夫（1966経） 京都府議会議員（通算6期）、衆議院議員（1期）、京都府亀岡市長（2期）
- 大野由利子（1966薬） 公明党衆議院議員（3期）
- 金澤薫（1967法） 総務事務次官、NTT副社長
- 若林勝三（1967法） 大蔵官僚、沖縄開発事務次官、日本地震再保険会長
- 野村興児（1967経） 国税庁調査査察部長、萩市長
- 河出英治（1967経） 内閣府事務次官
- 吉井英勝（1967工） 衆議院議員
- 木下博夫（1967農） 建設官僚、国土事務次官、阪神高速道路社長
- 小野元之（1968法） 文部科学事務次官（2001年1月6日〜2003年1月10日）
- 谷本正憲（1968法） 元石川県知事
- 西川一誠（1968法） 福井県知事
- 日置敏明（1968法） 岐阜県郡上市長
- 村田吉隆（1968法） 大蔵省国際金融局調査課長、国家公安委員会委員長、内閣府特命担当大臣（防災担当）
- 川端達夫（1968工） 衆議院議員、文部科学大臣、総務大臣
- 太田昭宏（1968工） 衆議院議員、公明党代表
- 栗山正隆（1968農） 亀岡市長
- 段本幸男（1968農） 農林省中国四国農政局長、参議院議員
- 小河保之（1969法） 土木技術者、大阪府副知事
- 金重凱之（1969法） 警察庁警備局長、経営コンサルタント
- 田中均（1969法） 東京大学公共政策大学院客員教授、外務審議官
- 宮本雄二（1969法） 駐中国特命全権大使
- 矢野朝水（1969法） 厚生省年金局長
- 山本庸幸（1969法） 内閣法制局長官
- 青山俊樹（1969院工） 国土交通事務次官、水資源機構理事長
- 倉澤豊哲（1970法） 警察庁近畿管区警察局長、警察庁九州管区警察局長
- 高祖憲治（1970法） 郵政省近畿郵政局長、参議院議員
- 平松賢司（1970法） 駐インド特命全権大使
- 佐藤信秋（1970工） 参議院議員、国土交通事務次官
- 桜井周（1970農） 衆議院議員、伊丹市議会議員
- 朝日俊弘（1970医） 参議院議員
- 大石久和（1970院工） 国土交通省技監
- 小池正臣（1970院工） 東京都環境局長
- 田中純（1971教） 行橋市長
- 赤阪清隆（1971法） 外交官、公益財団法人フォーリン・プレスセンター理事長、元国際連合広報担当事務次長
- 藤井秀人（1971法） 財務事務次官 / 池田勇人以来の京大出身次官として話題に。
- 吉田和男（1971経） 京都大学経営管理研究科初代部長、大蔵官僚
- 大久保寿夫（1971農） 農林官僚。栃木県小山市長（5期）
- 木下寛之（1971農） 農水官僚、農林水産審議官
- 浅田均（1972文） 日本放送協会職員、経済協力開発機構職員、大阪府議会議員、警察常任委員、自由民主党大阪府議団政務調査会長、自由民主党・ローカルパーティー、大阪維新の会大阪府議団代表、大阪維新の会政務調査会長、第107代大阪府議会議長、維新政治塾運営、維新の党政務調査会長代行、おおさか維新の会政務調査会長、日本維新の会政務調査会長
- 白浜一良（1972文） 参議院議員、公明党参議院会長
- 新庄忠夫（1972経） 食糧庁次長、雪印乳業株式会社監査役、農林官僚
- 有本建男（1972理） 文部科学省科学技術・学術政策局長、国際高等研究所副所長、政策研究大学院大学教授
- 橋川渉（1973文） 草津市長
- 岡田英樹（1973法） 外交官、タンザニア駐箚特命全権大使
- 小川洋（1973法） 通商産業省職員、外務省経済協力開発機構日本政府代表部一等書記官・一等参事官、中小企業庁計画部振興課長、産業政策局消費経済課長、基礎産業局鉄工業務課長、通商産業大臣官房、企画室長、資源エネルギー庁長官官房総務課長、近畿通商産業局長、内閣官房内閣審議官（内閣官房副長官補付）、食品安全委員会設立等準備室長、産業技術環境局長、第71代特許庁長官、三井住友海上火災保険顧問、内閣官房知的財産戦略推進事務局、経済産業省職員、第56・57代福岡県知事
- 神谷武（1973法） 駐パラグアイ特命全権大使
- 篠原孝（1973法） 衆議院議員、農林水産省農林水産政策研究所長
- 須田和博（1973法） 総務省総合通信基盤局長、郵政行政局長
- 東正和（1973法） 財務官僚
- 望月晴文（1973法） 経済産業事務次官
- 森信茂樹（1973法） 財務省財務総合政策研究所長
- 山田孝夫（1973法） 財務省横浜税関長
- 加藤秀樹（1973経） 大蔵省大臣官房企画官、「構想日本」代表、慶應義塾大学教授
- 北山啓三（1973院工）大阪市副市長
- 鬼頭達男（1973工） 総務省大臣官房技術総括審議官
- 山田敏雅（1973工） 衆議院議員
- 嘉田由紀子（1973農） 滋賀県知事
- 吉田岳志（1973農） 農林省職員、福井県農林水産部長、農林水産技術会議事務局先端技術産業研究課長、農林水産省生産局生産資材課長、農産振興課長、農林水産技術会議事務局研究総務官、東海農政局長、農林水産省大臣官房審議官、技術総括審議官
- 木村良樹（1974法） 和歌山県知事、和歌山県談合事件で逮捕
- 高松明（1974法） 駐スロバキア特命全権大使
- 米村敏朗（1974法） 警視総監
- 阿曽沼慎司（1974経） 第8代厚生労働事務次官、医政局長、社会・援護局長、老健局長、厚生労働省大臣官房長、医薬食品局長、京都大学理事
- 中西正人（1974経）大阪府副知事、大阪府住宅供給公社理事長、桃山学院教育大学学長
- 高倉成男（1974工） 特許庁審判部長
- 上田清（1975文） 大和郡山市長
- 太田昇（1975法） 京都府副知事、岡山県真庭市長（3期）
- 大山茂樹（1975法） さぬき市長（4期）
- 影山幹雄（1975法） 海上保安庁次長、気象庁次長
- 三輪昭（1975法） 近鉄グループホールディングスの特別顧問。駐ブラジル特命全権大使、関西担当特命全権大使
- 謝長廷（1975院法） 台湾（中華民国）行政院長
- 田中清剛（1975院工） 大阪府副知事、大阪市副市長
- 東博史（1976法） 外交官、初代モーリタニア駐箚特命全権大使、ポルトガル駐箚特命全権大使
- 池田克彦（1976法） 警視総監 (2010.1.18 - 2011.8.5)、初代原子力規制庁長官 (2012.9.19 - 2015.7.31)
- 小笠原倫明（1976法） 総務事務次官
- 北村隆志（1976法[1]）　第4代鉄道建設・運輸施設整備支援機構理事長、内閣官房国土強靭化推進室次長、第42代海上保安庁長官、国土交通審議官
- 西村眞悟（1976法） 衆議院議員、弁護士
- 長尾秀樹（1976法） 衆議院議員、大阪市会議員
- 広畑史朗（1976法） 栃木県警察本部長、福岡県警察本部長
- 松井一實（1976法） 広島市長
- 関厚（1976農） 鹿角市長
- 立藏義明（1976工） 茨城県土木部長
- 西村良平（1976農、1978教） 京都府南丹市長（1期）
- 松本正夫（1976院工） 総務省大臣官房技術総括審議官
- 高原寿一（1977法） 駐セルビア特命全権大使
- 奥塚正典（1977経） 大分県中津市長（2期）、大分航空ターミナル株式会社代表取締役社長
- 西嶋栄治（1977年） 滋賀県副知事
- 見波潔（1977工） 国土交通省国土技術政策総合研究所企画部評価研究官、高知県土木部長
- 山川鉃郎（1977経） 総務省情報流通行政局長、総務審議官、チェコ特命全権大使
- 足立敏之（1977工） 国土交通技監、参議院議員
- 南哲行（1977農） 国土交通省水管理・国土保全局砂防部長
- 梅田邦夫（1978法） 外交官、外務省国際協力局長、ブラジル駐箚特命全権大使、ベトナム駐箚特命全権大使
- 岡村秀人（1978法） 愛知県大府市長
- 京極務（1978法） 大阪市副市長、大阪市立大学副理事長、大阪国際平和センター代表理事
- 中尾昌弘（1978理）福岡県大牟田市長
- 中貝宗治（1978法） 豊岡市長
- 藤本昌信（1978農） 大阪市交通局長
- 林田博（1978院工） 国土交通省技術総括審議官、港湾局長
- 村木太郎（1978院工） 厚生労働省大臣官房総括審議官（国際担当）、東京労働局長
- 新井純（1979） 大阪府副知事、大阪府政策企画部長
- 石崎岳（1979文） 衆議院議員
- 伊原純一（1979法） 駐フランス特命全権大使
- 太田寛（1979法） 長野県安曇野市長、元長野県副知事
- 鍵田剛（1979法） 大阪市副市長、大阪マラソン組織委員会副会長
- 田良原政隆（1979法） 駐エルサルバドル特命全権大使
- 武藤浩（1979法） 第17代国土交通事務次官、元国土交通審議官、元国土交通省大臣官房長、元国土交通省自動車局長、元国土交通省大臣官房総括審議官、元観光庁次長
- 吉村宗一（1979経）財務省大阪税関長
- 浜田昌良（1979工） 参議院議員
- 林正之（1979工） 富山県氷見市長
- 藤本潔（1979農） 農林水産省消費・安全局長
- 村上毅（1979院工） 大阪府都市整備部長、大阪高速鉄道社長
- 大西一清（1980法） 財務省横浜税関長
- 竹内廣行（1980院工） 大阪府副知事、大阪府都市整備部長
- 伊東昭代（1981法） 宮城県教育委員会教育長
- 大野宏之（1981農） 国土交通省水管理・国土保全局砂防部長
- 川村裕（1981法） 駐ノルウェー特命全権大使
- 福嶌教輝（1981法） 駐メキシコ特命全権大使
- 藤井元生（1981工） 国土交通省九州地方整備局副局長
- 本田勝規（1981法） 奄美群島振興開発基金理事長、元鹿児島県職員
- 宮崎正信（1981工）厚生労働省水道課長、日本水道工業団体連合会専務理事
- 山田宏（1981法） 参議院議員、衆議院議員、東京都杉並区長
- 谷本光司（1981院工） 国土交通省近畿地方整備局長
- 安森智司（1982法） 京都府警察本部長
- 本郷浩二（1982農）林野庁長官
- 河谷幸生（1982院工）大阪市水道局長
- 井上哲士（1983法） 参議院議員（日本共産党）
- 片山和之（1983法） 駐ペルー特命全権大使
- 茅野牧夫（1983工） 国土交通省中部地方整備局長
- 佐藤茂樹（1983法） 衆議院議員
- 竹内譲（1983法） 衆議院議員、京都市議会議員
- 山田賢一（1983法） 越前市長、福井県副知事
- 平智之（1983工） 衆議院議員、タレント
- 日沖靖（1983農） 三重県いなべ市長
- 福島豊（1983医） 衆議院議員
- 大脇崇（1983院工） 駐パナマ特命全権大使
- 吉村庄平（1983院工） 大阪府都市整備部長、大阪モノレール社長
- 井出仁雄（1983院工） 大阪府都市整備部長、大阪モノレール社長
- 岩井文男（1984法） 駐サウジアラビア特命全権大使
- 栗田卓也（1984法） 国土交通省都市局長、総合政策局長、国土交通審議官、国土交通事務次官
- 高原剛（1984法） まち・ひと・しごと創生本部地方創生総括官
- 吉田学（1984法） 第15代厚生労働事務次官、内閣官房新型コロナウイルス感染症対策推進室長、第12代厚生労働省医政局長、初代厚生労働省子ども家庭局長、厚生労働省雇用均等・児童家庭局長
- 義本博司（1984法） 第13代文部科学事務次官、第3代文部科学省総合教育政策局長、元大学入試センター理事、元文部科学省高等教育局長、元文部科学省大臣官房総括審議官
- 大久保勉（1984経） 福岡県久留米市長、参議院議員
- 川崎稔（1984経） 参議院議員
- 溝口宏樹（1984工） 国土交通省近畿地方整備局長
- 山井和則（1984工） 衆議院議員
- 伊藤明子（1984工） 国土交通省住宅局長、消費者庁長官
- 天野邦彦（1985工） 国土技術政策総合研究所長
- 田中聡志（1985法）環境省水・大気環境局長、駐ジンバブエ大使
- 垂秀夫（1985法） 外務省領事局長、大臣官房長、駐中国大使
- 吉田眞人（1985法） 総務審議官
- 片山啓（1985経） 経産官僚、原子力規制庁長官
- 河野一郎（1985経） 財務省東北財務局長
- 高橋徹（1985院工） 大阪市副市長
- 森岡泰裕（1985院工） 国土交通省水管理・国土保全局下水道部長
- 山形浩史（1985工） 原子力規制庁緊急事態対策監
- 下司弘之（1985院工） 国土交通省港湾局長
- 小原昇（1986法） 国土交通省政策統括官
- 藤井睦子（1986教） 大阪府健康医療部長
- 岡西康博（1986法） 国土交通省国際統括官、国土交通審議官
- 四方敬之（1986法） 内閣広報官
- 露木康浩（1986法） 警察庁長官
- 前原誠司（1986法） 衆議院議員、民主党代表、国土交通大臣、外務大臣、国家戦略担当大臣兼経済財政担当大臣、民進党代表
- 土本英樹（1986経） 防衛省整備計画局長
- 神田昌幸（1986院工） 国土交通大学校副校長、東京オリンピック・パラリンピック競技大会組織委員会輸送局長
- 五道仁実（1986院工） 国土交通省水管理・国土保全局長、内閣官房国土強靭化推進室次長
- 泉田裕彦（1987法） 新潟県知事
- 田中誠二（1987法） 厚生労働省職業安定局長
- 田畑一雄（1987法） 中央労働委員会事務局長
- 西井洋史（1987農） 国土技術政策総合研究所土砂災害研究部長
- 堀地徹（1987法） 防衛省防衛医科大学校副校長
- 吉川政重（1987院法） 奈良県立医科大学事務局、奈良県庁文書学事課（奈良県職員）、行政書士、香芝市議会議員、奈良県議会議員、衆議院議員、会社員兼行政書士兼奈良産業大学客員教授兼京都大学法学修士
- 森岡武一（1987院工） 大阪府都市整備部長、大阪モノレール社長
- 赤松武（1988法） 外交官、駐南スーダン命全権大使、ストラスブール総領事
- 大賀真一（1988法） 警察庁刑事局長、警視庁副総監
- 林幸宏（1988農） 内閣府審議官、内閣府政策統括官（経済社会システム担当）、内閣府政策統括官（経済財政運営担当）[2]
- 安岡澄人（1988農） 農林水産技官、農林水産省消費・安全局長[3]
- 加藤憲一（1988法） 小田原市長（3期）
- 船越健裕（1988法） 外務事務次官、外務審議官（政務）、外務省アジア大洋州局長[4]
- 金井昭彦（1989経） 国土交通省近畿運輸局長
- 楠芳伸（1989法） 第31代警察庁長官、警察庁次長
- 高村裕平（1989工）国土交通省国土地理院長[5]
- 山田雅彦（1989経） 厚生労働審議官、厚生労働省職業安定局長、大臣官房長、雇用環境・均等局長、大臣官房総括審議官
- 中塚一宏（1989工） 衆議院議員（民主党、3期）、民主党副幹事長、内閣府副大臣、復興副大臣、内閣府特命担当大臣（金融、「新しい公共」、少子化対策、男女共同参画）
- 福島伸一郎（1989工） 経済産業省関東経済産業局資源エネルギー環境部長
- 松尾浩則（1989農）農林水産省農産局長、農林水産省大臣官房危機管理・政策立案総括審議官
- 米村猛（1989法）人事院事務総局人材局長、国家公務員倫理審査会事務局長、人事院事務総局総括審議官、人事院公務員研修所長[6]
- 井上智夫（1989院工） 国土交通省近畿地方整備局長、水管理・国土保全局長
- 小澤典明（1989院） 資源エネルギー庁次長
- 東川直正（1989院工） 国土交通省近畿地方整備局長
- 山内智生（院工） 総務省サイバーセキュリティ統括官[7]
- 足立康史（1990工） 衆議院議員
- 阿部知明（1990法） 地方公共団体情報システム機構副理事長、総務省自治行政局長[8]
- 上野賢一郎（1990法） 自治・総務官僚、衆議院議員
- 大森恵子（1990経） 環境省水・大気環境局長
- 奥達雄（1990法）　第55代国税庁長官、財務省理財局長[9]
- 貴島善子（1990法）在広州日本国総領事館総領事
- 高橋謙司（1990法）内閣府政策統括官（防災担当）、地方創生推進事務局長
- 宮澤康一（1990法） 国土交通省航空局長、海上保安庁次長、内閣府総合海洋政策推進事務局長[10]
- 吉住啓作（1990法）こども家庭庁初代支援局長、内閣府沖縄総合事務局長
- 秦康之（1990工[11]）環境省地球環境局長、環境省水・大気環境局長
- 岩田美幸（1990院工） 内閣府沖縄総合事務局次長
- 廣瀬昌由（1990院工） 第11代国土交通省水管理・国土保全局長、同省関東地方整備局長[12]
- 豊嶋基暢（1991法） 総務省情報流通行政局長[13]
- 藤巻浩之（1991院工） 第12代国土交通省水管理・国土保全局長、同省関東地方整備局長、同省九州地方整備局長[14]
- 望月明雄（1991法） 内閣官房内閣審議官、内閣官房デジタル行財政改革会議事務局長代理、総務省大臣官房地域力創造審議官、第15代内閣府沖縄振興局長[15]
- 山本巧（1991院工） 国土交通省道路局長、同省東北地方整備局長[16]
- 片岡宏一郎（1992法） 経済産業省大臣官房長[17]
- 北神圭朗（1992法） 財務官僚、衆議院議員
- 中山光輝（1992法） 内閣総理大臣秘書官
- 小浮正典（1992経） 豊明市長
- 坂巻健太（1992経） 運輸・国土交通官僚[18]
- 菊川人吾（1993農）　経産官僚[19]
- 熊田篤嗣（1993法） 衆議院議員
- 島田智明（1993工） 衆議院議員、大阪府河内長野市長
- 大西健介（1994法） 衆議院議員
- 山本香苗（1995文） 参議院議員
- 細野豪志（1995法） 衆議院議員
- 近藤和也（1995経） 衆議院議員
- 今城克啓（1995農）次期滋賀県高島市長
- 福山哲郎（1995院法） 参議院議員
- 飛田幹男（1995院理） 国土地理院長
- 西澤能之（1996法） 総務官僚、内閣官房内閣参事官（内閣総務官室）
- 谷合正明（1996農） 参議院議員
- 井坂信彦（1997総人） 衆議院議員、神戸市議会議員
- 藤野保史（1997法） 衆議院議員
- 今村岳司（1997法） 兵庫県西宮市長
- 清水久子（1997法）総務官僚、大分市副市長
- 城井崇（1998総人） 衆議院議員
- 山下真（1998法） 奈良県知事、奈良県生駒市長、弁護士
- 森章浩（1998農） 奈良県磯城郡田原本町長
- 守屋章成（1998医） 名古屋検疫所中部空港検疫所支所検疫衛生課空港検疫医療管理官
- 中村哲治（1999法） 衆議院議員、参議院議員
- 久保田崇（2000総人） 静岡県掛川市長
- 井林辰憲（2000工） 国土交通官僚、衆議院議員（5期、自由民主党）
- 鈴木健太（2000法） 秋田県知事
- 山本朋広（2000院法） 衆議院議員
- 辻清人（2003経） 衆議院議員
- 大津裕太（2005経） 京都市会議員（2期）、地域政党京都党幹事長
- 安達悠司（2006法） 参議院議員
- 石丸伸二（2006経） 広島県安芸高田市長
- 樋口高顕（2007法） 千代田区長
- 小原舞（2007院法） 海上自衛官、京都府議会議員（2期）、衆議院議員（1期）
- 岡田吉弘（2008工） 広島県三原市長
- 東修平（2011工） 外務官僚、大阪府四條畷市長（1期）
- 浜田聡（2011医） 参議院議員
- 武久顕也（2015院法）岡山県瀬戸内市長
- 松井鉄夫（法） 衆議院議員
- 奥平昌恭（法） 貴族院伯爵議員
- 柏原義則（文） 衆議院議員、文部政務次官
- 中峠国夫（文） 衆議院議員
- 江口見登留（法） 内務官僚、内閣官房副長官、警視総監、初代保安研修所長
- 加藤充（法） 衆議院議員（日本共産党）、弁護士
- 岡澤完治（法） 衆議院議員、弁護士
- 太田満保（文）島根県平田市長
- 金剛一智（工） 奈良県宇陀市長
- 加藤靖也（工） 岐阜県土岐市長（2期）
- 末次精一（工） 衆議院議員
- 城福健陽（経） 運輸安全委員会事務局長、京都府副知事
- 川畑充代（法） 総務官僚
- 横井正美（法） 国税庁次長
- 谷滋行[20]（法）警察官僚
- 川田翔子（経）京都府八幡市長
- 田中稔（工）兵庫県土木整備部長、関西高速鉄道常務執行役員

### 法曹界
- 有馬忠三郎（1904法） 弁護士、弁理士、日弁連初代会長、日本法律家協会初代会長
- 笠井健太郎（1904法） 検事、裁判官
- 三淵忠彦（1905法） 初代最高裁判所長官
- 清瀬一郎（1907法） 第49・50代衆議院議長 / 東京裁判にて主に東條英機弁護人
- 池内善雄（1911法） 台湾総督府高等法院長
- 天辰正守（1917法） 弁護士、衆議院議員（立憲政友会）
- 高山義三（1919法） 弁護士、第18代京都市長
- 天野末治（1926経） 弁護士、社会運動家
- 上原準三（1927法） 判事、弁護士
- 池谷信一（1927経） 弁護士、日本社会党衆議院議員（1期）
- 和島岩吉（1931法） 日弁連会長
- 大沢一郎（1932法） 検察官、検事総長、弁護士
- 青木英五郎（1934法） 裁判官、弁護士
- 小林為太郎（1936法） 弁護士 / 自由法曹団京都支部結成呼び掛け人、上岡龍太郎の父
- 山口良忠（1937法） 裁判官 / 終戦後、闇米を拒否して栄養失調で死亡
- 矢口洪一（1943法） 第11代最高裁判所長官
- 安藤巌（1948法） 弁護士、日本共産党衆議院議員（4期）
- 賀集唱（1950法） 裁判官、東京高等裁判所判事部総括
- 岡村泰孝（1953法） 検事総長
- 中坊公平（1953法） 日弁連会長
- 福島重雄（1953法） 裁判官、弁護士 / 長沼ナイキ訴訟第一審で自衛隊に違憲判決
- 藤永幸治（1953法） 次長検事
- 園部逸夫（1954法） 最高裁判所判事、成蹊大学教授
- 野崎幸雄（1954法） 名古屋高裁長官
- 河合伸一（1955法） 弁護士、最高裁判所判事
- 山口繁（1955法） 第14代最高裁判所長官
- 土肥孝治（1956法） 検事総長
- 根來泰周（1956法） 法務事務次官、東京高検検事長、公正取引委員会委員長（1996年〜2002年）、元プロ野球コミッショナー
- 増井清彦（1956法） 大阪高検検事長
- 井嶋一友（1957法） 次長検事、最高裁判所判事、弁護士
- 金谷利廣（1958法） 最高裁判所判事
- 堀田力（1958法） 法務大臣官房長
- 稲葉威雄（1960法） 広島高裁長官、名古屋地裁所長（1998年10月-）、東京高裁判事
- 大森政輔（1960法） 内閣法制局長官
- 泉徳治（1961法） 最高裁判所判事、東京高裁長官
- 今井功（1962法） 最高裁判所判事、弁護士、TMI総合法律事務所顧問
- 山崎正友（1962法） 弁護士、元創価学会副理事長・顧問弁護士
- 河内悠紀（1964法） 大阪高検検事長
- 村上敬一（1964法） 東京高裁判事、神戸地裁所長
- 涌井紀夫（1964法） 最高裁判事
- 近藤正昭（1965法） 岡山地裁・大阪地裁堺支部裁判官、弁護士 / 『バラエティー生活笑百科』元顧問
- 吉本徹也（1965法） 高松高裁長官、東京高裁判事、札幌地裁所長
- 太田宏美（1966法） 弁護士、太田宏美法律事務所代表、離婚や相続についての法律解説など。
- 田尾健二郎（1966法） 広島高裁長官、東京高裁判事、東京地裁判事 / 宮﨑勤に一審で死刑判決
- 鳥越健治（1966法） 広島高裁長官、大阪地裁所長
- 中川武隆（1966法） 東京高裁判事、新潟地裁所長
- 樺島正法（1967法） 弁護士、神戸学院大学実務法学研究科（法科大学院）教授
- 北山元章（1967法） 福岡高裁長官、東京高裁判事、那覇地裁所長
- 佐々木茂夫（1967法） 大阪高検検事長
- 田原睦夫（1967法） 最高裁判事
- 豊川義明（1969法） 弁護士、関西学院大学大学院司法研究科教授、元大阪弁護士会副会長
- 尾崎幸廣（1970法） 弁護士
- 石角完爾（1971法） 国際弁護士、評論家、千代田国際経営法律事務所代表
- 佐々木茂美（1971法） 大阪高裁長官
- 下河辺和彦（1972法） 弁護士、元日弁連副会長、東京電力会長
- 石川寛俊（1973法） 弁護士、医療訴訟
- 西村則夫（1973法） 京都家裁所長
- 氷室眞（1973法） 奈良地裁支部長
- 小林敬（1974法） 大阪地検検事正
- 大口昭彦（1974経） 弁護士、早稲田大学全学共闘会議議長
- 福田剛久（1975法） 最高裁上席調査官、東京地裁判事
- 藤山雅行（1976法） 東京高裁判事、東京地裁判事 / 主に行政訴訟
- 今崎幸彦（1981法） 第21代最高裁判所長官、東京高裁長官
- 永野厚郎（1981法） 最高裁判所民事局長兼行政局長、司法研修所所長、名古屋高等裁判所長官
- 足立修一（1983法） 弁護士
- 伊東良徳（1983法） 弁護士、松本サリン事件被害者弁護団団長など凶悪事件の弁護多数
- 杉本吉史（1985法） 弁護士、大阪公立大学教授
- 日隅一雄（1987法） 弁護士、ジャーナリスト
- 堀田眞哉（1987法[21]） 最高裁判所事務総長、千葉地方裁判所長、最高裁判所事務総局人事局長
- 武田昌則（1992法） 弁護士、琉球大学教授
- 高平奇恵（2000法） 弁護士、一橋大学准教授
- 菅野百合（2001法） 弁護士
- 金山梨紗（2002経） 弁護士、「ミス日本」準ミス日本受賞。
- 藤田知美（2003法） 弁護士、京都大学非常勤講師
- 福原あゆみ（2006法） 弁護士、元横浜地検検事
- 木原功仁哉（2006工） 弁護士、政治活動家
- 南知果（2012法） 弁護士
- 竹沢哲夫（法） 弁護士
- 川崎義徳 裁判官
- 岡本健（法） 大阪高裁判事
- 荒川洋二（法） 大阪高検検事長
- 上垣猛（法） 函館地裁所長
- 久保田康介（法院） 弁護士、YouTuber
- 樋口英明（法） 名古屋家裁判事
- 山根英嗣（法） さいたま地検検事正
- 岡村久道（法） 弁護士
- 寺西和史（法） 裁判官
- 師岡康子（法） 弁護士
- 横田典子（法） 裁判官

### 経済界
- 高橋龍太郎（1898三高） 実業家、通産大臣、日本商工会議所会頭、大日本麦酒社長、高橋ユニオンズ（プロ野球チーム）オーナー、日本サッカー協会会長
- 岩永裕吉（1909法） 同盟通信社社長
- 竹內薰兵（1910医） 竹内病院院長
- 渡辺剛二（1910医） 宇部興産初代会長
- 浅田長平（1911工） 神戸製鋼所社長
- 中野友禮（1913理学部助手退職） 日曹コンツェルン創業者
- 安居院経市（1917法） 銀行家
- 一力次郎（1917法） 河北新報社会長
- 上山薫（1918法） 内外除虫菊社長、陽和地所社長、紀陽銀行取締役
- 辰馬悦蔵（1918文） 辰馬悦蔵商店社長
- 村山長挙（1919法） 朝日新聞社社主、社長
- 井口竹次郎（1919工） 大阪瓦斯会長
- 太田垣士郎（1920経） 関西電力社長、関西経済連合会会長
- 広瀬経一（1920法） 北海道拓殖銀行頭取
- 岡村新市（1921経） 大和証券社長・会長
- 交野政邁（1921経） 名陶チャイナ・コーポレーション社長、貴族院子爵議員、大日本スケート競技連盟（現：日本スケート連盟）会長
- 阿部孝次郎（1921工） 東洋紡社長、関西経済連合会会長
- 児玉忠康（1922経）日本郵船社長
- 鈴木剛（1922経） 住友銀行頭取、朝日放送社長、ホテルプラザ社長
- 野田誠三（1922工） 阪神電気鉄道社長・会長、甲子園球場設計者、阪神タイガースオーナー（1952〜74年）
- 楢原良一郎（1923法）古河鉱業社長
- 加藤辨三郎（1923工） 協和発酵工業（現：協和キリン）会長
- 富久力松（1923工） 東洋ゴム工業社長・会長
- 広田寿一（1923工） 住友金属工業社長
- 上山勘太郎 (16代)（1924経） 大日本除虫菊会長
- 芦原義重（1924工） 関西電力社長、関西経済連合会会長
- 一本松珠璣（1924工）日本原子力発電社長
- 本多静雄（1924工） 日本電話施設創業者、愛知音楽エフエム放送社長
- 上田常隆（1925法） 毎日新聞社社長
- 下村彌一（1925法） 東亜国内航空会長
- 今道潤三（1925経） TBS社長、日本民間放送連盟会長
- 代田稔（1925医） 微生物学者、ヤクルト創業者、人腸乳酸菌の強化培養に世界初の成功
- 小川栄一（1926法） 藤田観光初代社長、東海汽船社長、国土総合開発社長
- 梅本正倫（1926経） 撫順セメント取締役、南満州鉄道参事
- 奥村綱雄（1926経） 野村證券社長
- 堀田庄三（1926経） 住友銀行会長
- 栗本順三（1927工） 栗本鐵工所社長
- 外島健吉（1927工） 神戸製鋼所社長
- 青木精太郎（1928法） 鉄道技術者、実業家、京阪電気鉄道社長、京福電気鉄道会長
- 大島一衛（1928経） 東京新聞社理事
- 久富武夫（1928経） 安田信託銀行社長
- 森薫（1928工） 阪急電鉄社長
- 田村太郎（1930法） 尼崎造船社長
- 檜原敏郎（1930経） 近鉄百貨店社長
- 平井寛一郎（1930工） 東北電力社長
- 漆野寿一（1931経） 山下汽船（現：商船三井）常務、山栄船舶社長
- 楠根宗生（1931経） 西日本鉄道社長
- 稲葉秀三（1931文） サンケイ新聞社長、日本工業新聞社長、産業研究所理事長、国策研究会会長
- 内藤良一（1931医） 旧ミドリ十字創業者
- 坂田勝郎（1932法） 毎日放送社長
- 三木敏（1932法） 三木興業会長
- 上野淳一（1932経） 朝日新聞社社主
- 小林米三（1932経） 阪急電鉄社長
- 小幡謙三（1933法） 積水化学工業社長、ユニチカ社長、積水ハウス会長
- 田中隆造（1933法） 阪神電気鉄道社長
- 三浦秀文（1933法） 中日新聞社会長・社長、共同通信社理事会長
- 住友友成（1933文） 住友合資会社社長
- 山口恒則（1933法） 四国電力社長
- 富和宗一（1934法） 近畿日本鉄道社長
- 有吉新吾（1934経） 三井鉱山社長・会長、日本石炭協会会長
- 井上利行（1934法） 淀川製鋼所社長
- 平木信二（1934経） リッカーミシン創業者
- 森曉（1934文） 昭和電工・日本冶金工業社長、衆議院議員、森矗昶の長男
- 磯田一郎（1935法） 住友銀行頭取
- 栗林四郎（1935経） 京都銀行頭取
- 井藤勲雄（1936法） 広島銀行頭取
- 住友元夫（1936理） 住友精密工業会長、住友家第16代当主の弟、17代当主の父親
- 勝田龍夫（1937法） 日本債券信用銀行頭取・会長
- 岩崎寿男（1937経） 三菱自動車工業顧問
- 佐々木陽信（1937法） 日本鉱業社長
- 大須賀二朗（1937工） ダイハツ工業社長・会長
- 佐々木定道（1937工） 富士重工業社長・会長
- 原田恒雄（1938農） アサヒビール副社長
- 鈴木鎮郎（1938経）三楽オーシャン社長
- 古川進（1938経） 大和銀行頭取
- 杉澤英男（1938工） 神戸製鋼所社長
- 延命直松（1939経） アサヒビール社長
- 工藤信一良（1939文） 毎日新聞社副社長、パシフィックリーグ会長
- 上山善紀（1940法） 近畿日本鉄道社長
- 田中利治（1940工） 三菱自動車工業社長、三菱重工業副社長
- 小泉英信（1941法） 北海道ガス社長
- 平井滋二（1941工） 四国電力社長
- 小坂雄太郎（1943工） 信越化学工業社長
- 三鬼彰（1943法） 新日本製鐵会長、日本経営者団体連盟副会長
- 加藤吉郎（1944法） 南海電気鉄道社長
- 鈴木博章（1944法） 神戸製鋼所社長
- 妹尾親尚（1944法） オカモト社長
- 中埜肇（1944工） 阪神タイガース球団社長、阪神電気鉄道専務取締役
- 永井弥太郎（1944経） 三菱レイヨン社長
- 青砥昇（1945工） 山陰放送社長
- 森光明（1946経） オリエンタルランド第3代代表取締役社長
- 日下部悦二（1946工） 古河電気工業社長
- 細川益男（1946工） ホソカワミクロン代表取締役社長
- 堀場雅夫（1946理） 堀場製作所創業者
- 大西正文（1947法） 大阪瓦斯特別顧問・会長、大阪商工会議所会頭、アジア商工会議所連合会会長、日本ガス協会会長
- 奥山融（1947法） 松竹社長、奥山和由の父
- 巽外夫（1947法） 住友銀行頭取、関西経済同友会代表幹事
- 田淵節也（1947法） 野村證券社長
- 内藤千百里（1947経） 関西電力副社長
- 鳥井道夫（1947経） サントリー名誉会長
- 橋本喜典（1947経） 近鉄百貨店社長
- 小川進（1948法） 東邦ガス社長
- 上山直武 (1948) 大日本除虫菊会長
- 川村正喜（1948法） 福岡タワー社長
- 田口圭太（1948工） ユニチカ社長
- 永山武臣（1948経） 松竹会長、文化功労者
- 平田豊（1948法） ユニチカ社長
- 岡崎義人（1949法） 阪神タイガース球団社長
- 塚田浩（1949法） 山陽特殊製鋼社長
- 樋口廣太郎（1949経） 朝日麦酒会長、経済戦略会議議長
- 森井清二（1949工） 関西電力社長
- 舘糾（1950工） 鐘淵化学工業社長
- 柴田藤祐（1951工） 淀川製鋼所社長
- 山中卓（1951工） 横河電機社長・会長
- 池内正昭（1952法） JCB社長
- 弓倉礼一（1952法） 旭化成社長
- 津室隆夫（1952工） 大林組社長、フランス国家功労勲章シュバリエ受章
- 柴田俊治（1953文） 朝日放送社長・会長、朝日新聞社大阪本社編集局長
- 芝田博（1953経） 関西高速鉄道社長
- 植田新也（1953文） 産業経済新聞社社長
- 手塚昌利（1953法） 阪神電気鉄道相談役、阪神タイガースオーナー
- 橋本俊作（1953法） さくら銀行頭取
- 橋本尚行（1953法） 西日本鉄道社長
- 妹背光雄（1953経） 東洋信託銀行社長
- 海江田順三郎（1953経） 高島屋開発社長・相談役
- 北岡隆（1953工） 三菱電機社長
- 須田寬（1954法） 東海旅客鉄道社長・会長、現同社相談役、鉄道友の会会長
- 八城政基（1954法） 新生銀行会長
- 領木新一郎（1954法） 大阪瓦斯会長
- 上島重二（1954経） 三井物産社長・会長
- 辻井昭雄（1956経） 近畿日本鉄道会長、関西経営者協会会長
- 船井幸雄（1956農） 船井総合研究所代表
- 前田勝之助（1956院工） 東レ名誉会長
- 勝匡昭（1957工） ユニチカ社長
- 佐々木良夫（1957工） 関西ペイント社長
- 田中益夫（1957経） 関西ペイント社長
- 藤井賢三（1957法） 近鉄バファローズ会長
- 石川博志（1957経） 関西電力社長
- 小林幹司（1958法） 日本生命保険副会長
- 野村明雄（1958法） 大阪瓦斯社長・会長、大阪商工会議所会頭、日本ガス協会会長
- 宮原賢次（1958法） 住友商事会長、日本経済団体連合会副会長、日本貿易会会長
- 山口昌紀（1958法） 近畿日本鉄道社長
- 鎌田迪貞（1958経） 九州電力会長
- 梅田貞夫（1958工） 鹿島建設株式会社会長、土木学会功績賞
- 林潤（1958工） 奈良生駒高速鉄道社長
- 同前雅弘（1959法） 大和証券社長・副会長
- 高山剛（1960法） 大同特殊鋼社長・会長
- 常見和正（1960工） 宇部興産社長・会長、日本肥料アンモニア協会会長、山口県経営者協会会長
- 藤洋作（1960工） 関西電力社長
- 西澤宏繁（1961経） 東京都民銀行頭取
- 梅原利之（1961工） 四国旅客鉄道株式会社（JR四国）会長
- 森詳介（1963工） 関西電力社長
- 野間口有（1963理） 三菱電機会長、情報通信ネットワーク産業協会会長
- 常盤百樹（1964法） 四国電力社長
- 中澤隆司（1964文） 京都放送社長
- 山本雅弘（1964法） 毎日放送会長
- 和田紀夫（1964経） 日本電信電話社長・会長
- 檜原勇多賀（1964院工） 長菱設計会長
- 荻原茂 (1965) 名港海運代表取締役社長、名古屋港運協会会長
- 千本倖生（1965工） KDDI創業者、イー・アクセス株式会社創業者、イー・モバイル創業者
- 森本浩志（1965工） 関西電力副社長
- 西川恭爾（1965院工） 阪神電気鉄道社長
- 小澤正俊（1966工） 大同特殊鋼社長
- 田村浩章（1966工） 宇部興産社長
- 藤本勝司（1966工） 日本板硝子社長
- 町田勝彦（1966農） シャープ社長
- 芦田昭充（1967教） 商船三井社長
- 稲田直治（1967工） あおみ建設社長
- 大橋光博（1967経） 西京銀行頭取
- 秋山耿太郎（1968法） 朝日新聞社社長
- 奥正之（1968法） 三井住友銀行頭取
- 横内龍三（1968法） 北洋銀行頭取
- 水谷和生（1968経）ミサワホーム社長
- 吉川勝久（1968経） 近畿日本ツーリスト社長
- 荒川實（1968工） テトリスオンライン・ジャパン取締役会長、任天堂オブアメリカを設立。
- 眞部利應（1968工） 九州電力社長
- 白石興二郎（1969文） 読売新聞グループ本社社長
- 菅野光公（1969経） 日本石油USA副社長、名古屋学院大学外国語学部教授
- 千葉昭（1969経） 四国電力社長
- 茶村俊一（1969経） 松坂屋社長
- 小川富太郎（1969工） 住友ベークライト代表取締役社長・会長
- 藤吉建二（1969院工） 三井化学社長
- 木瀬照雄（1970教） TOTO社長
- 山元峯生（1970法） 全日本空輸社長
- 村上憲郎（1970工） google日本法人社長
- 松本晃（1970農） ラディクールジャパン株式会社代表取締役会長CEO
- 安江健治（1970工） ユニチカ社長
- 福島伸一（1971法） 松下電器産業副社長
- 大竹伸一（1971工） 西日本電信電話社長
- 川井昭陽（1971工） 三菱航空機社長
- 益本康男（1971工） クボタ社長
- 友野宏（1971院工） 新日鐵住金社長
- 出口治明（1972法） ライフネット生命保険会長兼CEO
- 上田成之助（1972工） 京阪電気鉄道社長、京福電気鉄道会長
- 八木誠（1972工） 関西電力会長
- 内田幸雄（1973法） JXTGホールディングス会長
- 家次恒（1973経） シスメックス社長兼会長
- 塚本隆史（1974法） みずほフィナンシャルグループ会長、みずほ銀行頭取
- 三輪昭尚（1974工） 大林USA社長、第4代内閣情報通信政策監
- 島谷能成（1975文） 東宝社長
- 伊原保守（1975法） トヨタ輸送社長、アイシン精機社長
- 西堀利（1975法） みずほ銀行頭取
- 柄澤康喜（1975経） MS&ADインシュアランスグループホールディングス株式会社取締役会長
- 西沢俊夫（1975工） 東京電力社長
- 増田寿幸（1975理） 京都信用金庫理事長
- 山本謙（1975工） 宇部興産社長・会長
- 植木宣隆（1976文） サンマーク出版代表取締役社長
- 泉雅文（1976法） JR四国社長
- 岩根茂樹（1976法） 関西電力社長、電気事業連合会会長
- 和田哲哉（1976法）三菱UFJニコス社長
- 唐池恒二（1977法） 九州旅客鉄道会長
- 小郷三朗（1977法） サントリー食品インターナショナル社長
- 竹内章（1977工） 三菱マテリアル社長
- 新野隆（1977工） 日本電気社長
- 澤田拓子 (1977農) 塩野義製薬副社長
- 藤原洋（1977理） 起業家・科学者、ブロードバンドタワー代表取締役CEO、インターネット総合研究所代表取締役、株式会社ナノオプトニクス・エナジー取締役会長ファウンダー、株式会社ナノオプト・メディア代表取締役社長
- 酒井孝志（1977院工） ガスアンドパワー取締役会長、本州四国連絡高速道路代表取締役社長
- 梅本史郎（1978法） MBSメディアホールディングス社長
- 浜川一郎（1978法） JCB社長
- 澤田純（1978工） 日本電信電話社長
- 新貝康司（1978工） 日本たばこ産業副社長・副CEO
- 豊松秀己（1978工） 関西電力副社長、きんでん監査役
- 本荘武宏（1978経） 大阪ガス社長
- 湯川英彦（1978工） きんでん副社長東京本社代表
- 栗原信裕（1979法） ハーゲンダッツジャパン社長
- 垣内威彦（1979経） 三菱商事社長
- 川島克也（1979工） 日建設計取締役副会長
- 桐山浩（1979工） コスモエネルギーホールディングス社長
- 田中孝司（1979工） KDDI社長
- 長井啓介（1979工） 四国電力社長
- 川崎博也（1980院工） 神戸製鋼所社長
- 荒木直也（1981経） エイチ・ツー・オー リテイリング社長
- 荒木隆司（1981経） 株式会社インテラセット代表取締役
- 有馬浩二（1981工） デンソー社長
- 彌園豊一（1981工）関西電力副社長
- 安田善巳（1981経） 角川ゲームス代表取締役社長
- 冨成義郎（1981院工） 東邦ガス社長
- 犬塚力（1982法） 中部国際空港代表取締役社長
- 田中進（1982法） ゆうちょ銀行代表執行役副社長
- 松井昭憲（1982経）ピムコジャパンリミテッド取締役兼最高経営責任者
- 都司尚（1982院工） 近畿日本鉄道社長
- 若井敬（1983年経）近鉄グループホールディングス社長
- 野口真人（1984経） プルータス・コンサルティング代表取締役社長
- 伊東正仁（1984経） 日本地震再保険株式会社代表取締役社長
- 加藤隆雄（1984工） 三菱自動車工業取締役代表執行社長CEO
- 内田隆（1985農） 京都青果合同社長
- 高山将行（1985法） MBSメディアホールディングス社長
- 森雅彦（1985工） DMG森精機代表取締役社長、京大院思修館特任教授、学校法人東大寺学園理事・評議員
- 小川啓之（1985院工） 小松製作所社長
- 堀義人（1986工） グロービス・グループ代表
- 有馬充美 (1986法) みずほ銀行執行役員
- 秋山咲恵（1987法） サキ・コーポレーション社長
- 角倉護（1987院工） カネカ社長、日本ソーダ工業会会長、塩ビ工業・環境協会会長
- 佐藤光司（1987院工） 日立金属社長
- 加藤有治（1988理、1990経） イースト・インベストメント・キャピタルGP株式会社パートナー、海外需要開拓支援機構専務取締役COO兼CIO
- 森望（1988工）関西電力社長
- 楠見雄規（1989院工） パナソニックホールディングス社長
- 山本清博（1989院工） アズビル社長
- 川上量生（1990工） ドワンゴ創業者、代表取締役会長
- 道下眞弘（1991院医） UMNファーマ創業者、内科医
- 奥野一成（1992法） 農林中金バリューインベストメンツ株式会社常務取締役・最高投資責任者 (CIO)
- 小森伸昭（1992経） アニコム ホールディングス社長
- 曽和利光（1995教） 人事コンサルタント、株式会社人材研究所 代表取締役社長
- 木南陽介（1997総人） リサイクルワン代表取締役
- 近藤淳也（1998理） はてな社長
- 太田裕朗（1999工） ACSL取締役会長
- 辻庸介（2001農） 経営者、マネーフォワード創業者
- 恩田聖敬（2002工） 株式会社まんまる笑店代表取締役社長
- 山本康正（2004農） パシフィック・リーグ マーケティング テクノロジーアドバイザー
- 西辻一真（2006農） 株式会社マイファーム創業者、代表取締役
- 上村康太（2009経） シンクランチ副社長
- 勝木健太（2011工） 実業家、経営コンサルタント、著作家
- 新井翔太（2014総人） NINJAPAN株式会社代表取締役社長、YouTuber
- 粂原圭太郎（2015経） iMotivations 代表取締役
- 福島健太（2015農） 株式会社Baroque Street代表取締役CEO、情報データベースサービス「LOOKBLOCK」を開発・運営
- 石川康晴（2018院経管） ストライプインターナショナル創業者
- 井上定雄（不明） 京王帝都電鉄代表取締役社長（第2代）、京王プラザホテル代表取締役社長（初代）
- 瀧川勝二（不明） 兵庫トヨタ自動車会長
- 金井勝助（経） 荘内銀行頭取、会長
- 中野重美（法） 中国電力副社長、中国電気工事（現：中電工）社長、広島商工会議所会頭
- 横地節男（法） 島津製作所社長
- 荒木義朗（法） 富士銀行頭取、会長、全国銀行協会連合会会長
- 岡野忠雄（不明） 日本貨物鉄道（JR貨物）常務、飯田町紙流通センター代表取締役社長
- 大澤正典（院工） 東洋ビジネスエンジニアリング代表取締役社長、ブルースハープ奏者
- 河村盛文（不明） MBS企画代表取締役会長
- 河西計介（法） 阪神百貨店代表取締役社長・代表取締役会長
- 平田泰章（経） 神戸製鋼所副社長、神鋼環境ソリューション社長
- 香山哲（不明） コンピュータゲーム経営者、コムウェア代表取締役社長
- 袴田直希（不明） 長崎国際テレビ社長

### 学界・技術分野
- 高木貞治（1894三高） 数学者、東京大学名誉教授、文化勲章受章
- 井上秀二（1900理工） 土木技術者
- 奥田助七郎（1900理工） 土木技術者、愛知県職員、名古屋港開港の功労者
- 安倍仲雄（1902医） 内科医、南満州鉄道医長、南満医学堂教授
- 加藤与五郎（1903理工） 化学者、東京工業大学名誉教授、文化功労者
- 小野秀雄（1906三高予科） 東大新聞研究所（現：東京大学大学院情報学環・学際情報学府）初代所長、上智大学名誉教授、日本新聞学会名誉会長
- 山崎甚五郎（1906理工） 電気化学者、山梨高等工業学校（現山梨大学工学部）初代校長
- 赤松智城（1910文） 宗教学者、山口大学教授
- 江馬務（1910文） 歴史学者、日本風俗史学会初代会長、京都女子大学名誉教授、三等瑞宝章
- 兼常清佐（1910文） 音楽学者、音響学
- 武内義雄（1910文） 中国哲学者、東北大学名誉教授、文化功労者
- 小玉新太郎（1910理工）化学者、鰹節のうまみ成分がイノシン酸であることを発見
- 春日政治（1911文） 日本語学者、訓点語学、奈良女子高等師範学校教授、九州帝国大学教授
- 金子廉次郎（1907三高、1911福岡医） 内科医・内科学者、九州帝国大学名誉教授、「日本脳炎」の症例を学会に報告。
- 櫛田民蔵（1912法） マルクス経済学者、同志社大学教授
- 衛藤即応（1912文） 仏教学者、曹洞宗僧侶、駒澤大学総長
- 岡崎文夫（1912文） 東洋史学者、東北大学文学部教授
- 清水勤二（1912工） 電気工学者、名古屋工業大学初代学長
- 秋山光夫（1913文） 美術史学者、日本近世絵画史、金沢美術工芸大学名誉教授
- 内田寛一（1913文） 地理学者、東京文理科大学名誉教授、日本地理教育学会会長、日本地理学会会長
- 田中寛一（1913文） 教育心理学者、東京文理科大学名誉教授、文化功労者
- 速水和彦（1913工） 機械工学者。台湾総督府交通局鉄道部技師で工作課および運転課長、台北帝国大学およびその後身となる国立台湾大学教授。
- 村上武次郎（1914理） 金属学者、東北大学教授、文化功労者、文化勲章受章
- 長田新（1915文） 教育学者、教育思想史、広島文理科大学学長、広島大学名誉教授、日本教育学会初代会長
- 加藤元一（1916医） 生理学者、帝国学士院賞、3度ノーベル生理学・医学賞の候補となる
- 小原國芳（1918文） 哲学者、教育学者、玉川学園創立者
- 菅円吉（1918文） 神学者、立教大学名誉教授、日本聖公会司祭
- 土田杏村（土田茂）（1918文） 哲学者、思想家
- 務台理作（1918文） 哲学者、東京教育大学名誉教授
- 田岡嘉寿彦（1918法） 法学者・弁護士、彦根高等商業学校長、山口経済専門学校長、大阪経済大学名誉教授・理事長
- 岩沢忠恭（1918工） 土木工学者、日本大学教授、建設事務次官（初代）、参議院議員
- 神保成吉（1919工） 電気工学者、明治大学工学部長（初代）
- 大脇義一（1920文） 心理学者、東北大学名誉教授、コース立方体組み合わせテストを翻案。
- 三木清（1920文） 哲学者、法政大学教授
- 川崎俊一（1920理） 地球物理学者、水沢緯度観測所第二代所長
- 神田喜一郎（1921文） 東洋史学者、台北帝国大学教授、京都国立博物館長
- 藤田敬三（1921経） 経済学者、大阪市立大学名誉教授、大阪経済大学学長・理事長
- 佐保田鶴治（1922文） インド哲学者、ヨーガ指導者、大阪大学名誉教授、立命館大学文学部教授
- 谷川徹三（1922文） 哲学者、文化功労者、法政大学総長
- 福井孝治（1922経） 経済学者、大阪市立大学名誉教授・学長、大阪商科大学学長、大阪経済大学学長
- 井川定慶（1923文） 浄土宗僧侶、佛教大学名誉教授
- 能勢朝次（1923文） 能楽研究者・国文学者、奈良学芸大学（現：奈良教育大学）学長
- 林達夫（1923文） 思想評論家、翻訳家、明治大学教授、朝日賞受賞
- 北村春吉（1923理） 数学者、サッカー日本代表、大阪市立女子専門学校校長、北村季吟の末裔
- 大倉三郎（1923工） 建築家、京都工芸繊維大学学長、西日本工業大学学長、法学部経済学部本館を設計
- 磯崎辰五郎（1924法） 法学者、憲法・行政法、大阪大学名誉教授
- 神田盾夫（1924文） 言語学者・聖書学者、新約聖書学、国際基督教大学キリスト教と文化研究所初代所長
- 小島吉雄（1924文） 国文学者、大阪大学名誉教授、大阪文化賞
- 戸坂潤（1924文） 哲学者、法政大学教授
- 中井正一（1925文） 美学者、文学部講師、国立国会図書館副館長
- 岡潔（1925理） 数学者、随筆家、奈良女子大学名誉教授、朝日賞受賞、文化功労者、文化勲章受章
- 小原貞敏（1925工） 機械工学者、鹿児島工業高等専門学校初代校長、鹿児島大学名誉教授
- 遠藤仁郎（1925医）内科医、大阪女子高等医学専門学校教授、倉敷中央病院院長、青汁健康法の提唱者
- 石本雅男（1926法） 法学者、不法行為責任論、大阪大学名誉教授、神戸学院大学名誉教授
- 大岩誠（1926法） 政治学者、政治思想史、南山大学社会科学部長
- 磯部喜一（1926経） 経済・経営学者、東京工業大学・武蔵大学名誉教授
- 下村寅太郎（1926文） 哲学者、東京教育大学名誉教授
- 河盛好蔵（1926文） 仏文学者、文化功労者、文化勲章受章
- 森信三（1926文） 哲学者、神戸大学教育学部教授
- 矢川徳光（1926文） 教育学者、日本大学予科教授
- 東畑謙三（1926工） 建築家、日本建築家協会名誉会長
- 大塚久雄（1926三高） 経済学者、東京大学名誉教授、朝日賞受賞、文化勲章受章
- 淡川康一（1927経） 経済学者・地理学者・禅画研究家、立命館大学名誉教授
- 江頭恒治（1927経） 経済学者、滋賀大学名誉教授
- 石井庄司（1927文） 国文学者、国語教育者、俳人
- 樺俊雄（1927文） 哲学者・社会学者
- 薗田香勲（1927文） ドイツ文学者・仏教学者、浄土真宗本願寺派の僧、大阪府立大学教授、ゲーテ、親鸞を研究
- 山根徳太郎（1927文） 考古学者、大阪市立大学名誉教授、難波宮大極殿跡を発見
- 岩田正俊（1927理） 昆虫学者・寄生虫学者、奈良学芸大学（現：奈良教育大学）教授、近畿学校保健学会会長
- 筒井嘉隆（1927理） 動物学者、大阪市立自然史博物館初代館長、筒井康隆の父
- 大山敷太郎（1928経） 経済学者、甲南大学名誉教授
- 小竹文夫（1928文） 東洋史学者、東亜同文書院大学教授、金沢大学・東京教育大学で教授
- 梯明秀（1928文） 哲学者、ヘーゲル論・マルクス論、立命館大学名誉教授
- 藤直幹（1928文） 歴史学者、京都帝国大学助教授・大阪大学名誉教授
- 三品彰英（1928文） 歴史学者、神話学者、大谷大学教授・同志社大学教授、日本書紀研究会主宰
- 小泉清明（1928農） 生物学者、信州大学繊維学部長
- 平山重勝（1928農） 植物病理学者、タバコモザイクウイルスの研究
- 尾上正男（1929法） 国際政治学者、法学者、神戸大学名誉教授、神戸学院大学学長
- 谷口知平（1929法） 法学者、民法、大阪市立大学名誉教授、龍谷大学教授
- 石山脩平（1929文） 教育学者、ギリシア教育史、東京教育大学初代教育学部長
- 井村恒郎（1929文） 精神医学者、東大医学部卒、東京帝大医学部附属病院外来診療所医長、軍事保護院傷痍軍人下総療養所医官、国立国府台病院副院長兼神経科医長、国立東京第一病院神経科医長、国立精神衛生研究所心理学部長、日本大学名誉教授
- 朝永振一郎（1929理） 物理学者、朝日賞受賞、文化功労者、文化勲章受章、ノーベル賞受賞、東京教育大学名誉教授
- 加古祐二郎（1930法） 法学者、法哲学、立命館大学法経学部教授
- 渡瀬譲（1930経） 物理学者、宇宙線物理学、大阪市立大学学長
- 浅見篤（1930文） 仏文学者、天理大学・関西大学・京都外国語大学教授
- 井上良雄（1930文） キリスト教神学者、東京神学大学教授
- 木村英一（1930文） 中国哲学者、大阪大学名誉教授
- 新村猛（1930文） フランス文学者、名古屋大学名誉教授、新村出の二男
- 舩山信一（1930文） 哲学者、立命館大学名誉教授
- 鷲尾健三（1930工） 建築構造学者、大阪大学名誉教授、大阪工業大学大学院教授、日本建築学会副会長
- 大井次三郎（1930農） 植物学者、カヤツリグサ科の植物を中心に分類を行い、多くの植物を命名、国立科学博物館名誉館員
- 小湊潔（1930農） 「「にんにく」の生化学的研究」、紫綬褒章、理研化学工業社長
- 瀧庸（1930農） 軟体動物学者、東京帝大動物学教室助手、国立科学博物館学芸部動物学課長
- 吉岡金市（1930農） 農学者、岡山理科大学教授、同朋大学教授、金沢経済大学学長、龍谷大学教授、萩野昇と共にイタイイタイ病の原因がカドミウムであることを突き止める。
- 黒松巌（1931経）経済学者、建国大学教授、同志社大学教授
- 宮本又次（1931経） 民俗学者、経済史学者、大阪大学名誉教授、文化功労者、日本学士院恩賜賞受賞
- 宇都宮清吉（1931文） 東洋史学者、名古屋大学名誉教授
- 清水三男（1931文） 歴史学者、和歌山高等商業学校教諭
- 宮城音弥（1931文） 心理学者、東京工業大学名誉教授
- 村上忠敬（1931理） 天文学者、広島大学名誉教授、広島女学院大学学長
- 石川太刀雄（1931医） 病理学者、金沢大学がん研究所長
- 小野木常（1932法） 法学者、財産法、大阪大学名誉教授
- 高岡周夫（1932経） 統計学者、北海学園大学学長代理
- 秋山國三（1932文） 歴史学者、同志社大学名誉教授
- 池田源太（1932文） 日本文化史学者、奈良教育大学名誉教授
- 石田英二（1932文） 英文学者、翻訳家
- 内田吟風（1932文） 東洋史学者、神戸大学名誉教授
- 小野隆祥（1932文） 日本近代文学研究者、修紅短期大学教授
- 勝田守一（1932文） 教育学者、東京大学教授・教育学部長、戦後における民主主義教育の理論的指導者の一人
- 福尾猛市郎（1932文） 歴史学者、山口大学教授、広島大学名誉教授、関西大学教授
- 入鹿山且朗（1932医） 医学者・衛生学者、気候衛生学、疫学、食品衛生、熊本大学名誉教授、水俣病の原因物質であるメチル水銀を採取した。
- 岩本裕（1933文） 仏教学者、古代インド文学者
- 小島潤（1933文） キリスト教神学者、立教大学名誉教授
- 小野勝年（1933文） 歴史学者、東洋史・仏教史、奈良国立博物館学芸課長、龍谷大学文学部教授
- 村上至孝（1933文） 歴史学者、大阪大学名誉教授
- 坂田昌一（1933理） 物理学者、名古屋大学教授、朝日賞受賞、日本学士院恩賜賞受賞、二中間子論・C中間子論・坂田模型などを提唱
- 小谷純一（1933農） 農業指導者、全国愛農会を創設、愛農学園農業高等学校を創立・初代校長、和歌山青年師範学校教授
- 可児藤吉（1933農） 群集生態学者。「河川形態型」を提唱し、今西錦司と共に棲み分け理論の基礎を築く。サイパンの戦いにて戦死。
- 一圓一億（1934法） 憲法学者、関西学院大学名誉教授
- 吉田五郎（1934法） 法学者（経済法）、八幡大学学長
- 小倉多加志（1934文） 英文学者、翻訳家、実践女子大学名誉教授
- 朝山新一（1934理） 性科学者、大阪市立大学理学部長、第1回国際性学賞受賞
- 武谷三男（1934理） 物理学者、思想家、立教大学理学部教授、湯川秀樹・坂田昌一・小林稔らと共に中間子理論を発展させる
- 浦辺鎮太郎（1934工） 建築家
- 遠山正瑛（1934農） 農学者・園芸学者、鳥取大学名誉教授、マグサイサイ賞受賞
- 山木戸克己（1935法） 法学者（民事訴訟法）、神戸大学名誉教授
- 孝橋正一（1935経） 社会福祉研究者、佛教大学教授
- 内多毅（1935文） 大阪市立大学教授、東海大学文学部長
- 大谷篤蔵（1935文） 国文学者、近世文学・俳諧、大阪女子大学・松蔭女子学院大学名誉教授、俳文学会代表
- 愛宕松男（1935文） 東洋史学者、東北大学名誉教授
- 佐和隆研（1935文） 美術史学者、京都市立芸術大学学長、密教美術研究、佐和隆光の父
- 中村幸彦（1935文） 近世文学者、朝日賞受賞、九州大学教授
- 堀川直義（1935文） マスコミ研究者、成城大学名誉教授
- 森三樹三郎（1935文） 中国思想研究者、大阪大学名誉教授、佛教大学教授
- 森主一（1935理） 静岡薬科大学学長、滋賀大学学長
- 森喜作（1935農） 森産業創業者、日本きのこ研究所初代理事長、シイタケの人工栽培に初成功
- 伊東勉 (1935) ドイツ文学者、名古屋工業大学名誉教授
- 安藤孝行（1936文） 哲学者、翻訳家、岡山大学名誉教授、日本翻訳文化賞
- 岡見正雄（1936文） 国文学者
- 浅井得一（1936農） 地理教育学者、日本地理教育学会会長
- 角田文衞（1937文） 歴史学者・考古学者、財団法人古代学協会理事長
- 藤谷俊雄（1937文） 歴史学者・部落問題研究者、部落問題研究所理事長
- 松沢盛茂 (1937) 農業経済学者、信州大学農学部長・名誉教授
- 沼田稲次郎（1938法） 労働法学者、東京都立大学学長
- 小野義彦（1938文） 経済学者、大阪市立大学名誉教授
- 岡本良一（1938文） 歴史学者、大阪城主任、日本近世史、堺市立博物館初代館長
- 柿本奨（1938文） 日本文学者、中古文学、大阪大学・追手門学院大学名誉教授
- 小島憲之（1938文） 日本文学者、上代文学、和漢比較文学、大阪市立大学名誉教授
- 奈良本辰也（1938文） 日本史学者、立命館大学教授、『吉田松陰』
- 副島吉雄（1938理） 精密工学者、分光学、大阪大学名誉教授、大阪工業大学教授
- 佐々木正（1938工） 電子工学、シャープ顧問、小型電子卓上計算機の開発で常に世界をリード。
- 松尾三郎（1938工） 工学者、武蔵工業大学（現：東京都市大学）教授、学校法人電子開発学園初代理事長
- 石田一良（1939文） 歴史学者、日本思想史学、東北大学・杭州大学名誉教授、日本思想史学会名誉会長
- 五来重（1939文） 日本宗教史・民俗学者、大谷大学名誉教授
- 大島康正（1940文） 倫理学者、筑波大学名誉教授、京都産業大学世界問題研究所長
- 南博（1940文） 社会心理学者、一橋大学名誉教授
- 近藤次郎（1940理） 航空工学、文化功労者、文化勲章受章、東京大学名誉教授
- 兼岩正夫（1941文） 歴史学者、西洋中世史、東京教育大学名誉教授
- 北森嘉蔵（1941文） キリスト教神学者、東京神学大学名誉教授、『神の痛みの神学』
- 久山康（1941文） 哲学者、プロテスタント学者、関西学院大学名誉教授
- 矢内原伊作（1941文） 哲学者、法政大学名誉教授
- 山口恵照（1941文） 哲学者、大阪大学名誉教授
- 市原松平（1941工） 工学者、名古屋大学名誉教授、土木工学会名誉会員
- 安達生恒（1941農） 農業経済学者、農村研究、島根大学名誉教授、社会農学研究所を開設・所長
- 中尾佐助（1941農） 栽培植物学者、大阪府立大学名誉教授
- 大和哲夫（1942法） 法学者、北海学園大学学長・名誉教授
- 石田寛（1942文） 地理学者、広島大学名誉教授
- 植村雅彦（1942文） 西洋史学者、イギリス史、大阪大学名誉教授
- 本田済（1942文） 中国哲学者、大阪市立大学名誉教授、梅花女子大学学長
- 吉良竜夫（1942農） 生態学者、大阪市立大学名誉教授、日本生態学会会長、初代日本熱帯生態学会会長、日本および世界における森林帯の気候区分体系を解明、確立。
- 杉原四郎（1943経） 経済学者・思想史家、甲南大学・関西大学名誉教授
- 上田薫（1943文） 教育学者、都留文科大学学長
- 梅渓昇（1943文） 歴史学者、日本近代史・軍事史、大阪大学名誉教授
- 大島襄二（1943文） 文化人類学者、地理学者、関西学院大学名誉教授
- 川喜田二郎（1943文） 文化人類学者、東京工業大学名誉教授、KJ法考案者
- 直木孝次郎（1943文） 国史学者、大阪市立大学名誉教授
- 片山光生（1943工） 建築家、建設省近畿地方建築局員、旧国立競技場の建設に携わる。
- 伊藤冨雄（1943工） 土木工学者、土質工学、大阪大学名誉教授、大阪工業大学学長・名誉教授、勲二等旭日重光章受章
- 江崎玲於奈（1944三高） 物理学者、筑波大学学長、日本学士院会員、ノーベル賞受賞、文化勲章受章
- 岡崎敬（1944文） アジア考古学者、九州大学名誉教授
- 永井道雄（1944文） 教育社会学者、文部大臣、東京工業大学教授、京都大学助教授
- 荻野恒一（1944医） 医学者、精神科医、精神病理学
- 角山栄（1945経） 歴史学者、和歌山大学名誉教授・学長、英国史
- 海野一隆（1945文） 地理学者、東洋地理学史、大阪大学名誉教授
- 鎌田皎（1945理） 薬学者、界面化学、大阪大学名誉教授
- 川井直人（1945理） 物理学者、地質学者、大阪大学名誉教授、川井式マルチアンビルセルを開発、日本学士院賞受賞
- 中村貞一（1945農） 造園学者、信州大学教授
- 新田伸三（1945農） 造園学者、緑化工学、九州芸術工科大学名誉教授
- 伊東泰治（1946文） ドイツ文学者、名古屋大学名誉教授
- 岩田慶治（1946文） 文化人類学者、国立民族学博物館名誉教授、東京工業大学名誉教授、南方熊楠賞受賞
- 杉本新平（1946文） 倫理学者、富山大学名誉教授
- 山田宗睦（1946文） 哲学者、桃山学院大学教授
- 小森義峯（1946法） 法学者・憲法学者・教育者、京都産業大学法学部教授、国士舘大学政経学部教授
- 森嶋通夫（1946経） 経済学者、文化功労者、文化勲章受章、ロンドン大学名誉教授、大阪大学名誉教授、京都大学助教授
- 柴谷篤弘（1946理） 生物学者、山口大学教授、京都精華大学名誉教授
- 小松定夫 (1946工)  土木工学者、大阪大学名誉教授
- 鹿毛誠一（1947文） 倫理学者、獨協大学名誉教授
- 天野和夫（1947法） 法学者、立命館大学名誉教授、学校法人立命館総長・立命館大学学長
- 今井宏（1947法） 商法学者、姫路獨協大学名誉教授、九州大学教授
- 大宮真琴（1947法） 音楽学者、ハイドン研究、お茶の水女子大学名誉教授
- 蓮井良憲（1947法） 商法学者、九州大学教授
- 木村資生（1947理） 遺伝学者、文化功労者、文化勲章受章、朝日賞受賞、国際生物学賞受賞、英国王立協会ダーウィンメダル受賞（日本人で唯一）、国立遺伝学研究所名誉教授
- 井ヶ田良治（1948文） 法制史学者、同志社大学名誉教授
- 石川栄吉（1948文） 社会人類学者、東京都立大学名誉教授
- 岩井忠熊（1948文） 日本史学者、立命館大学名誉教授
- 臼井勝美（1948文） 日本史学者、筑波大学名誉教授、日本外交史
- 梅原猛（1948文） 哲学者、国際日本文化研究センター顧問・名誉教授・所長、京都市立芸術大学長、日本ペンクラブ会長、文化功労者、文化勲章受章
- 坪井清足（1948文） 考古学者、奈良国立文化財研究所所長、文化功労者、朝日賞受賞
- 久木幸男（1948文） 教育学者、横浜国立大学名誉教授
- 源了圓（1948文） 日本思想史学者、東北大学名誉教授、日本学士院会員
- 浅野一郎（1948法） 法学者、立法学、徳山大学学長
- 甲斐道太郎（1948法） 法学者、法社会学・民法、大阪市立大学名誉教授
- 京谷好泰（1948工） 鉄道技術者、日本国有鉄道（国鉄）浮上式鉄道技術開発推進本部長、リニアモーターカー発明者、紫綬褒章受章
- 太田時男（1948理） 物理学者、横浜国立大学工学部長・名誉教授、水素エネルギー協会会長
- 岡本巌（1948理） 地球物理学者、陸水学・湖沼学、琵琶湖を調査研究、滋賀大学名誉教授
- 富家宏泰 (1948工)　建築家、1957年日本赤十字社金色有功章、1958年紺授勲章
- 伊藤道治（1949文） 古代中国考古学者、関西外国語大学名誉教授
- 奥村三雄（1949文） 国語学者、古典語・方言学、九州大学名誉教授
- 門脇禎二（1949文） 日本史学者、日本古代史、京都府立大学・京都橘女子大学名誉教授
- 鎌田博夫（1949文） 仏文学者、東北大学名誉教授、フランス教育功労章受章
- 木村重信（1949文） 美術学者、民族芸術学・近現代美術史、大阪大学・京都市立芸術大学名誉教授、兵庫県立美術館名誉館長
- 清水好子（1949文） 国文学者、平安文学、関西大学名誉教授
- 中村善也（1949文） 西洋古典学者、京都府立大学教授
- 西宮一民（1949文） 万葉学者、皇學館大学学長
- 広岡隆（1949法） 法学者、行政法・行政代執行、関西学院大学名誉教授、関西外国語大学教授
- 吉川経夫（1949法） 刑法学者、法政大学名誉教授
- 池田廉（1950文） イタリア文学者、大阪外国語大学名誉教授
- 井上秀雄（1950文） 歴史学者、古代朝鮮史・日朝関係史、東北大学・樟蔭女子短期大学名誉教授
- 上島有（1950文） 歴史学者、中世古文書、摂南大学名誉教授
- 内垣啓一（1950文） ドイツ文学者、演劇・音楽評論家、舞台演出家、オペラ演出家、東京大学名誉教授
- 加来彰俊（1950文） 哲学者、ギリシア哲学、法政大学名誉教授
- 乾昭三（1950法） 法学者、立命館大学名誉教授
- 中川淳（1950法） 民法学者、広島大学名誉教授
- 越後和典（1950経） 経済学者、経済政策・産業組織論、滋賀大学名誉教授
- 鈴木重靖（1950経） 経済学者、山口大学名誉教授、広島経済大学名誉教授
- 建元正弘（1950経） 経済学者、大阪大学名誉教授
- 大槻幸雄（1950工） 機械工学者、カワサキ大型自動二輪車の開発、川崎重工業ガスタービン事業に寄与
- 寿岳潤（1950理） 天文学者、東京大学名誉教授、東海大学文明研究所教授
- 玉城逸夫（1950理） 地球物理学者、地震工学、大阪工業大学名誉教授
- 飴山實（1950農） 農芸化学者、山口大学名誉教授、関西大学教授、日本農芸化学会功績賞受賞
- 北村昌美（1950農） 林学者、山形大学名誉教授、鶴岡致道大学学長
- 重富健一（1950農） 農業経済学者、東洋大学名誉教授
- 大西昭男（1951文） 英文学者、ヘンリー・ジェイムズ、関西大学学長・名誉教授・理事長
- 小川圭治（1951文） キリスト教学者、筑波大学名誉教授、尚絅女学院短期大学学長・名誉教授、関東学院学院長
- 門脇卓爾（1951文） 哲学者、学習院大学名誉教授
- 小西友七（1951文） 英語学者、神戸市外国語大学名誉教授、英語語法文法学会初代会長
- 瀬原義生（1951文） 歴史学者、ドイツ史、立命館大学名誉教授、京都橘女子大学教授
- 薗田香融（1951文） 日本史・仏教学者、関西大学名誉教授
- 武田恒夫（1951文） 美学美術史学者、日本学士院会員、大阪大学名誉教授
- 河本一郎（1951法） 商法学者、神戸大学名誉教授、弁護士（大阪弁護士会）、神戸学院大学名誉教授
- 高林秀雄（1951法） 国際法学者、九州大学名誉教授
- 宇尾淳子（1951理） 生物学者、名古屋大学農学部講師
- 辻二郎（1951理） 化学者、東京工業大学名誉教授
- 広重徹（1951理） 科学史学者、日本大学理工学部教授
- 川勝昭平（1951農） 経済学者、青山学院大学名誉教授
- 井手至（1952文） 国文学者、大阪市立大学名誉教授
- 大塚光信（1952文） 国語学者、京都教育大学名誉教授、梅花女子大学学長
- 伊藤博（1952文） 万葉学者、筑波大学名誉教授
- 赤木昭三（1952法） フランス文学者、大阪大学名誉教授
- 上田吉一（1952文） 教育哲学者・心理学者、姫路工業大学名誉教授
- 岡本夏木（1952文） 心理学者、発達心理学・言語心理学、京都教育大学教授、京都女子大学教授
- 片山正樹（1952文） フランス文学者、関西学院大学名誉教授
- 末尾至行（1952文） 人文地理学者、関西大学名誉教授、人文地理学会会長
- 中川芳雄（1952文） 国文学者、静岡女子大学名誉教授
- 椿寿夫（1952法） 民法学者、明治大学法学部教授、大宮法科大学院大学教授
- 赤﨑勇（1952理） 半導体工学、青色発光ダイオードの開発、ノーベル物理学賞受賞、名城大学特任教授、名古屋大学特別教授
- 岡田光正（1952工） 建築学者、建築計画・都市計画、大阪大学名誉教授、大阪工業大学教授
- 稲田祐二（1952農） 生化学者、タンパク質工学、東京工業大学名誉教授、桐蔭横浜大学教授
- 熱田公（1953文） 歴史学者、神戸大学名誉教授
- 池田敬正（1953文） 日本史学者、福祉学者、京都府立大学名誉教授
- 石田慶和（1953文） 哲学者、宗教学者、龍谷大学名誉教授、仁愛大学初代学長
- 一海知義（1953文） 中国文学者、河上肇の研究、神戸大学名誉教授
- 氏原寛（1953文） 臨床心理学者、帝塚山学院大学大学院人間科学研究科教授
- 大峯顕（1953文） 哲学者、宗教哲学、大阪大学名誉教授
- 金関恕（1953文） 考古学者、天理大学名誉教授、大阪府立弥生文化博物館館長
- 狩野直禎（1953文） 東洋史学者、京都女子大学名誉教授
- 川崎寿彦（1953文） 英文学者、名古屋大学文学部教授
- 国原吉之助（1953文） 言語学者・西洋古典学者、ラテン語・ラテン文学、名古屋大学名誉教授
- 杉本秀太郎（1953文） フランス文学者、国際日本文化研究センター名誉教授
- 山村嘉己（1953文） フランス文学者、関西大学名誉教授、華頂短期大学学長
- 矢守一彦（1953文） 人文地理学者、大阪大学名誉教授、人文地理学会会長
- 岡村圭真（1953文） 仏教学者、高野山大学教授、高知大学教授、源久寺名誉住職
- 澤登俊雄（1953法） 刑法学者、刑事政策、國學院大學名誉教授
- 高田敏（1953法） 法学者、行政法、大阪大学名誉教授
- 山下末人（1953法） 民法学者、関西学院大学名誉教授
- 榎原猛 (1953) 憲法学者、大阪大学名誉教授、甲子園短期大学長
- 朝日稔（1953理） 哺乳類学者、兵庫医科大学名誉教授
- 飯島紀（1953理） 古代オリエント学者、松下電器産業社員、日本オリエント学会会員
- 増井禎夫（1953理） 生物学者、アルバート・ラスカー基礎医学研究賞受賞、トロント大学名誉教授
- 近藤公夫（1953農） 造園家、造園研究者、環境デザイナー、奈良女子大学名誉教授
- 傳田功（1953農） 農学者、京都学園大学名誉教授
- 伊藤正義（1954文） 国文学者・能楽研究者、神戸女子大学名誉教授
- 小野信爾（1954文） 歴史学者、中国近代史、花園大学名誉教授
- 片桐洋一（1954文） 国文学者、大阪女子大学名誉教授・学長、関西大学文学部教授、瑞宝中綬章授章、文化功労者
- 勝藤猛（1954文） 東洋史学者・ペルシア語学者、大阪外国語大学名誉教授、岩手大学総合政策学部教授
- 清瀬義三郎則府（1954文） 言語学者、ハワイ大学名誉教授
- 市川浩（1954文） 哲学者、明治大学名誉教授
- 三宅一郎（1954法） 計量政治学者、神戸大学名誉教授、日本学士院会員、京都大学助手
- 菊井禮次（1954法） 国際政治学者、立命館大学名誉教授
- 高橋哲雄（1954経） 経済学者、甲南大学・大阪商業大学名誉教授
- 石原守一（卒業時は志方守一）（1954理） 科学者（理論生物学など）、歴史情報研究者、理学博士（京都大学）・農学博士（東京大学）・工学博士（大阪大学）
- 江口圭一（1955文） 日本史学者、愛知大学名誉教授、近現代史研究
- 鈴江璋子（1955文） 英文学者、実践女子大学名誉教授
- 須田稔（1955文） 日本文学研究者・アメリカ文学者、アフリカン・アメリカン・スタディーズ、立命館大学名誉教授、憲法9条メッセージプロジェクト共同代表
- 薗田宗人（1955文） 哲学・ドイツ文学者、大阪市立大学名誉教授
- 戸田芳実（1955文） 歴史学者、神戸大学名誉教授
- 吉田民人（1955文） 社会学者、日本学士院会員、東京大学名誉教授、京都大学助教授
- 鈴木正裕（1955法） 法学者、民事訴訟法、弁護士（大阪弁護士会）、神戸大学学長・名誉教授、甲南大学教授
- 牛嶋正（1955経） 経済学者、参議院議員（1期）、日本都市学会会長
- 萱島興三（1955工） 計算機科学者、日立電子エンジニアリング会長
- 浅井冨雄（1955理） 気象学者、東京大学名誉教授（東京大学海洋研究所所長）
- 小室直樹（1955理） 政治評論家、社会学者、政治学者
- 大江慶治（1955医） 医学者、産業医科大学名誉教授
- 根井正利（1955院農） 進化生物学者、国際生物学賞受賞、ペンシルベニア州立大学教授
- 佐々木高明（1955院文） 民族学者、国立民族学博物館名誉教授・館長、京都大学助手、紫綬褒章受章、南方熊楠賞受賞
- 鰺坂真（1956文） 哲学者、関西大学名誉教授、全国革新懇代表世話人
- 有泉貞夫（1956文） 歴史学者、日本近代政治史、東京商船大学名誉教授、サントリー学芸賞
- 小野理子（1956文） ロシア文学者、神戸大学名誉教授
- 狩野久（1956文） 歴史学者、岡山大学教授、木簡学会会長
- 倉澤行洋（1956文） 哲学者、神戸大学名誉教授、宝塚大学教授
- 濱川勝彦（1956文） 日本近代文学研究者、奈良女子大学・神戸女子大学名誉教授
- 三宅正樹（1956文） 歴史学者、明治大学名誉教授
- 木坂順一郎（1956法） 政治学者・歴史学者、龍谷大学名誉教授
- 梅谷陽二（1956工） ロボット工学者、東京工業大学名誉教授、豊田工業大学教授
- 只木良也（1956農） 森林生態学者、名古屋大学名誉教授
- 橋本直樹（1956農） ビール醸造研究者、食に関する著述家・講師、キリンビール在職中日本農芸学会・農芸化学技術賞を受賞、帝京平成大学教授
- 太田富雄（1956医） 脳神経外科医学者、大阪医科大学名誉教授
- 秋山余思（1956院文） イタリア語学者、東京外国語大学外国語学部教授、イタリア学会会長
- 大河内了義（1956院文） ドイツ文学者、比較思想学者、神戸大学名誉教授
- 上芝功博（1957文） 心理学者、千葉大学教授
- 岡崎正孝（1957文） ペルシア文学者・イラン研究者、大阪外国語大学名誉教授
- 河音能平（1957文） 歴史学者、日本中世史、大阪市立大学名誉教授
- 庭山英雄（1957法） 法学者、専修大学教授
- 森本公誠（1957文） 東大寺別当、イスラム史学者、京都大学文学部講師
- 安丸良夫（1957文） 日本思想史学者、一橋大学名誉教授
- 津金沢聡広（1957教） 社会学者、メディア研究者、関西学院大学名誉教授
- 中川剛（1957法） 憲法学者・行政法学者・行政学者、広島大学教授、小説家
- 上原陽一（1957工） 安全工学者、横浜国立大学名誉教授
- 黒川紀章（1957工） 建築家、文化功労者、日本芸術院会員
- 諸熊奎治（1957工） 量子化学者、エモリー大学教授、総合研究大学院大学名誉教授、日本学士院賞恩賜賞受賞、ONIOM法を開発
- 伊藤謙哉（1957理） 宇宙物理学者、立教大学名誉教授
- 岩槻邦男（1957理） 植物学者、東京大学名誉教授、コスモス国際賞
- 西塚泰美（1957医） 生化学者、神戸大学学長、京都大学助教授、ウルフ賞受賞、ラスカー賞受賞、朝日賞受賞、文化功労者、文化勲章受章
- 秋本守英（1958文） 日本文学者、龍谷大学名誉教授
- 荒井章三（1958文） キリスト教神学者、神戸松蔭女子学院大学学長・名誉教授
- 梶野啓（1958文） ドイツ文学者、奈良女子大学名誉教授、四国学院大学教授、日本ゲーテ協会会長賞
- 芝原拓自（1958文） 日本史学者、大阪大学名誉教授
- 望田幸男（1958文） ドイツ史学者、同志社大学名誉教授
- 小野修（1958教） 教育心理学者、臨床心理士、徳島文理大学教授
- 大家重夫（1958法） 法学者、文部官僚、久留米大学名誉教授
- 上島武（1958経） マルクス経済学者、大阪経済大学学長・名誉教授
- 大澤映二（1958工） 化学者、北海道大学理学部助教授、豊橋技術科学大学名誉教授、フラーレン分子の存在を予想
- 川本整（1958理） 土木工学・地球物理学者、大阪工業大学名誉教授
- 村上和雄（1958農） 遺伝子学者、筑波大学名誉教授、マックスプランク研究賞受賞、京都大学助手
- 中山健男（1958院法） 憲法学者、名城大学法学部教授
- 仙田左千夫（1958院経） 財政学者、滋賀大学名誉教授
- 古川麒一郎（1958院理） 天文学者、女子美術大学教授
- 梶野吉郎（1959文） 仏文学者、北海道大学名誉教授
- 加茂直樹（1959文） 哲学者、京都教育大学学長・名誉教授
- 川田殖（1959文） 哲学者・倫理学者、古代ギリシア哲学、山梨医科大学医学部教授、恵泉女学園学園長、日本聾話学校校長
- 永田良昭（1959文） 社会心理学者、学習院大学学長
- 西谷敬（1959文） 哲学者、奈良女子大学名誉教授、龍谷大学文学部教授
- 石附実（1959教） 教育学者、比較・国際教育学、近代日本比較教育文化史、大阪市立大学名誉教授
- 有本卓（1959理） 制御工学、ロボット工学者、大阪大学名誉教授、東京大学教授、立命館大学教授
- 静田靖（1959理） 数理科学者、奈良女子大学・大阪工業大学教授
- 杉本大一郎（1959理） 天文学者、日本天文学会理事長、東京大学名誉教授、放送大学教授、GRAPE開発
- 牛川喜幸（1959農） 造園学者、日本庭園史、長岡造形大学名誉教授、日本庭園学会会長、日本遺跡学会会長
- 中井久夫（1959医） 精神科医学者、神戸大学名誉教授、京都大学助手
- 尾崎和郎（1959院文） 仏文学者、成城大学文芸学部教授
- 小牧久時（1959院農） 農学者、武庫川女子大学教授
- 森本尚武（1959院農） 農林生物学者、信州大学学長
- 井上宏（1960文） 社会学者、メディア社会学・コミュニケーション論・笑い学、関西大学名誉教授、日本笑い学会顧問
- 加地伸行（1960文） 東洋哲学史学者、大阪大学名誉教授
- 西川長夫（1960文） 文化学者、立命館大学名誉教授
- 宮城公子（1960文） 歴史学者、日本史・日本近世近代思想史、甲南大学文学部教授
- 岡本幸治（1960法） 政治学者、大阪国際大学名誉教授、21世紀アジア協会理事長
- 木村汎（1960法） 政治学者（ロシア政治）、拓殖大学教授、国際日本文化研究センター名誉教授、北海道大学名誉教授
- 前野育三（1960法） 刑事法学者、刑法・刑事政策・少年法、弁護士、関西学院大学名誉教授、民主主義科学者協会法律部会理事
- 片寄俊秀（1960工） 建築学者・都市計画家、長崎総合科学大学工学部教授、関西学院大学総合政策学部教授、大阪人間科学大学人間科学部教授、千里ニュータウンを設計。
- 松尾稔（1960工） 土質工学、名古屋大学総長
- 吉村元男（1960農） 鳥取環境大学環境情報学部環境デザイン学科教授、造園家、環境デザイナー
- 高島昌二（1960院文） 社会学者、龍谷大学名誉教授
- 脇田晴子（1960院文） 日本中世史学者、滋賀県立大学名誉教授、文化功労者
- 荒木美智雄（1961文） 宗教学者、筑波大学名誉教授、関西福祉大学学長
- 糸井通浩（1961文） 国文学者・国語学者、京都教育大学・龍谷大学名誉教授、京都教育大学附属幼稚園園長
- 入江隆則（1961文） 英文学者・文芸評論家、明治大学名誉教授
- 上岡弘二（1961文） 言語学者、東京外国語大学名誉教授、東京外国語大学アジア・アフリカ言語文化研究所所長
- 岡本健一（1961文） ジャーナリスト、考古学者
- 村田修三（1961文） 日本史学者、日本中世城郭史、大阪大学名誉教授
- 藤田久一（1961法） 法学者、国際法、関西大学名誉教授
- 熊沢誠（1961経） 経済学者、甲南大学名誉教授
- 河上省吾（1961工） 工学者、名古屋大学名誉教授
- 河野伊一郎（1961工） 工学者、岡山大学学長
- 野依良治（1961工） 化学者、日本学士院会員、朝日賞受賞、文化功労者、文化勲章受章、ウルフ賞受賞、ノーベル賞受賞、理化学研究所理事長、名古屋大学教授、京都大学助手
- 広原盛明（1961工） 都市研究者、都市政策・住宅・都市計画学、京都府立大学名誉教授
- 中野武宣（1961理） 天文学者、国立天文台名誉教授
- 米沢富美子（1961理） 物理学者、慶應義塾大学理工学部名誉教授、京都大学助教授、ロレアル・ユネスコ女性科学賞受賞、日本物理学会会長（初の女性会長）
- 伊藤徹魯（1961農） 哺乳類学者、朝日大学助手、尖閣諸島など日本海沿岸や日本の太平洋沿岸に生息していたニホンアシカなどの鰭脚類の分布、生態、形態を研究。
- 笠井寛司（1961医） 性科学者、産婦人科医、滋賀医科大学助教授
- 寺田雅昭（1961医） 医学者、国立がんセンター名誉総長、食品安全委員会委員長
- 川田靖子（1961院文） 仏文学者、詩人、玉川大学名誉教授
- 佐原真（1961院文） 考古学者、国立歴史民俗博物館名誉教授・館長
- 小野清之（1962文） 英米文学者、フォークナーの研究、千葉大学名誉教授
- 近藤治（1962文） インド史学者、佛教大学教授
- 阿満利麿（1962教） 宗教学者、宗教学・日本思想史、明治学院大学名誉教授
- 西原正（1962法） 国際政治学者、財団法人平和安全保障研究所理事長、防衛大学校校長
- 河田耕一（1962工） 工学者、高知工科大学名誉教授、鉄道模型について先駆的に執筆。
- 小田忠雄（1962理） 数学者、代数幾何学、東北大学名誉教授
- 井口和起（1963文） 日本近代史学者、京都府立大学長
- 石毛直道（1963文） 文化人類学者、国立民族学博物館名誉教授・館長
- 大橋照枝（1963文） 評論家・社会学者、マーケティング、麗澤大学経済学部教授
- 川北稔（1963文） 西洋史学者、イギリス近世・近代史、大阪大学名誉教授、佛教大学教授、英国王立歴史学協会会員、日本西洋史学会代表
- 加納実紀代（1963文） 女性史研究家
- 進藤榮一（1963法） 国際政治学者、筑波大学名誉教授
- 松井芳郎（1963法） 法学者、国際法、名古屋大学名誉教授
- 佐藤哲也（1963工） プラズマ物理学者、地球シミュレータセンター長、総合研究大学院大学名誉教授、ドーソン賞受賞（日本人で唯一）
- 高口恭行（1963工） 建築家、奈良女子大学家政学部教授、浄土宗一心寺長老
- 伊沢紘生（1963理） 霊長類学者、宮城教育大学名誉教授
- 利根川進（1963理） 生物学者、朝日賞受賞、文化功労者、文化勲章受章、ラスカー賞受賞、コッホ賞受賞、ノーベル生理学・医学賞受賞、マサチューセッツ工科大学教授
- 千葉喬三（1963農） 岡山大学農学部教授（森林科学、環境農学）、高知大学学長
- 井上満郎（1964文） 歴史学者、日本古代史、京都産業大学名誉教授・日本文化研究所所長、京都市歴史資料館長、京都市埋蔵文化財研究所長、高麗美術館館長
- 梶田叡一（1964文） 教育心理学者、兵庫教育大学名誉教授
- 田端泰子（1964文） 歴史学者、日本中世史・女性史、京都橘大学学長
- 丹下和彦（1964文）古代ギリシア文学者、大阪市立大学名誉教授、関西外国語大学名誉教授
- 都出比呂志（1964文） 考古学者、大阪大学名誉教授
- 上岡国夫（1964教） 教育心理学者、高崎経済大学教授、高崎経済大学附属高校初代校長
- 杉本良夫（1964法） 文化人類学者、ラトローブ大学名誉教授
- 林紀昭（1964法） 法制史学者、日本法制史、関西学院大学名誉教授
- 小林和夫（1964工） 土木工学者、大阪工業大学教授
- 笹田剛史（1964工） 工学者、環境設計情報学、大阪大学名誉教授
- 梶谷素久（1964院文） 社会学者、名城大学法学部教授
- 家正治（1964院法） 法学者、国際法学、神戸市外国語大学名誉教授
- 中村道（1964院法） 法学者、国際法、神戸大学名誉教授、中部大学国際関係学部国際関係学科教授
- 井口洋（1965文） 国文学者、奈良女子大学名誉教授
- 石川実（1965文） 社会学者、社会心理学・家族社会学、奈良女子大学名誉教授
- 江口一久（1965文） 民族学者・言語学者、言語民族学、国立民族学博物館・総合研究大学院大学名誉教授
- 藤本幸夫（1965文） 朝鮮語学者、富山大学名誉教授
- 湯沢威（1965文） 経営史学者、鉄道史、学習院大学名誉教授
- 青井秀夫（1965法） 法哲学者、弁護士、東北大学名誉教授
- 大原康男（1965法） 神道学者、國學院大學教授
- 大村英昭（1965法） 社会学者、臨床社会学・宗教社会学、筑紫女学園大学学長、大阪大学名誉教授
- 松田卓也（1965理） 天文学者、神戸大学名誉教授、京都大学助教授
- 井波律子（1966文） 中国文学者、国際日本文化センター名誉教授、金沢大学教授
- 桂紹隆（1966文） 仏教学者、広島大学名誉教授
- 桂文子（1966文） 英文学者、龍谷大学法学部教授、かめおか桂ホールを企画・運営。
- 重松伸司（1966文） インド学者、名古屋大学、追手門学院大学名誉教授、2019年度（第34回）大同生命地域研究賞
- 重森暁（1966文、1972院経） 経済学者、大阪経済大学学長・名誉教授
- 千田稔（1966文） 歴史学者、歴史地理学、奈良県立図書情報館館長、国際日本文化研究センター名誉教授、奈良女子大学教授
- 棚橋光男（1966文） 歴史学者、金沢大学文学部助教授
- 堀真一郎（1966教） 教育学者、きのくに子どもの村学園理事長、大阪市立大学教授
- 西谷敏（1966法） 法学者、大阪市立大学名誉教授
- 前田高行（1966法） 中東研究者、中東協力センター審議役
- 今村仁司（1966経） 現代哲学者、東京経済大学教授
- 村田武（1966経） 経済学者、農業経済学・世界経済論、金沢大学名誉教授、九州大学名誉教授
- 伊佐弘（1966工）電気工学者、大阪工業大学名誉教授
- 神野耕太郎（1966医） 医学者・生理学者、東京医科歯科大学名誉教授
- 井上忠司（1966院教） 心理学者、社会心理学・生活文化論、元奈良女子大学文学部・甲南女子大学人間科学部教授
- 井上勝生（1967文） 歴史学者、幕末・明治維新史、北海道大学名誉教授
- 安藤次男（1967法） 政治学者、アメリカ政治、立命館大学名誉教授
- 五百籏頭眞（1967法） 政治学者、防衛大学校校長、神戸大学名誉教授
- 川端正久（1967法） 政治学者、国際政治学・アフリカ政治論、龍谷大学名誉教授
- 村上武則（1967法） 行政法学者、大阪大学教授
- 今谷明（1967経） 日本中世史学者、国際日本文化研究センター名誉教授、都留文科大学学長、横浜市立大学国際文化学部教授
- 貴田宗三郎（1967理） 数理科学者、大阪工業大学名誉教授
- 柏谷増男（1967工） 土木工学者、愛媛大学工学部教授
- 山本尚（1967工） 有機化学者、シカゴ大学教授、名古屋大学名誉教授、紫綬褒章受章、日本学士院賞受賞
- 池内了（1967理） 宇宙物理学者・天文学者、名古屋大学・総合研究大学院大学名誉教授
- 金子之史（1967理） 哺乳類学者、家ネズミ・野ネズミ、香川大学名誉教授
- 山口三十四（1967農） 経済学者、神戸大学名誉教授
- 澤田軍治郎（1967院文） 社会学者、大阪教育大学名誉教授
- 八木充（1967院文） 歴史学者、山口大学名誉教授、奈良産業大学教授、京都学園大学教授
- 小川眞（1967院農）農学者、微生物学者、農林技官、大阪工業大学客員教授
- 小池恒男（1967院農） 農業経済学者、滋賀県立大学名誉教授、近畿農協研究会代表・農業開発研修センター副会長
- 鳥越崇興（1967院農） 技術士、鳥越技術士事務所代表。鳥越製粉の創業者・鳥越彦三郎の曽孫。ジャーナリスト鳥越俊太郎の弟。
- 内田九州男（1968文） 日本地方史学者、愛媛大学名誉教授
- 海老澤善一（1968文） 哲学者、ヘーゲルの研究、愛知大学名誉教授
- 岡田英樹（1968文） 中国文学者、現代中国文学、立命館大学名誉教授
- 頼富本宏（1968文） 密教学者、種智院大学名誉教授・学長
- 尹健次（1968教） 近代日朝関係史・思想史、神奈川大学名誉教授
- 広渡清吾（1968法） 法学者、ドイツ法・比較法・法社会学、東京大学社会科学研究所教授、東大名誉教授・副学長、専修大学法学部教授、日本学術会議会長
- 森英樹（1968法） 法学者、名古屋大学名誉教授
- 安永正昭（1968法） 民法学者、神戸大学名誉教授、弁護士（大阪弁護士会）
- 猪木武徳（1968経） 経済学者、青山学院大学特任教授、国際日本文化研究センター名誉教授・所長、大阪大学名誉教授、紫綬褒章
- 金出武雄（1968工） ロボット学者、カーネギーメロン大学ロボット研究所所長、米国工学アカデミー外国特別会員、Joseph Engelberger賞受賞、京都大学助教授
- 木戸出正継（1968工） 計算機科学者、奈良先端科学技術大学院大学名誉教授
- 秋道智彌（1968理） 人類学者、生態人類学・海洋民族学・民族生物学、総合地球環境学研究所・国立民族学博物館・総合研究大学院大学名誉教授
- 小田垣孝（1968理） 物理学者、九州大学名誉教授、東京電機大学理工学部教授、科学教育総合研究所株式会社代表取締役
- 佐藤勝彦（1968理） 宇宙物理学者、東京大学教授、紫綬褒章受章、日本物理学会会長、インフレーション理論を提唱
- 佐藤修二（1968理） 天文学者、名古屋大学教授
- 向井正（1968理） 惑星科学者、神戸大学名誉教授、日本惑星科学会会長、京都情報大学院大学教授
- 池谷浩（1968農） 山梨県富士山科学研究所客員研究員。
- 尼崎博正（1968農） 造園学者、作庭家、京都造形芸術大学教授
- 渡辺和彦（1968農） 農学者、兵庫県立中央農業技術センター農業試験場環境部長
- 猪飼隆明（1969文） 日本近代史学者、大阪大学名誉教授
- 今西祐一郎（1969文） 国文学者、九州大学名誉教授、国文学研究資料館館長・名誉教授
- 碓井敏正（1969文） 哲学者、京都橘大学名誉教授、福祉法人おひとりさま理事長
- 太田直道（1969文） 哲学者、宮城教育大学名誉教授
- 大橋良介（1969文） 哲学者、美学者、大阪大学文学部教授、京都工芸繊維大学名誉教授
- 尾関周二（1969文） 哲学者、環境哲学・コミュニケーション哲学、東京農工大学名誉教授
- 浅田和茂（1969法） 刑法学者、大阪市立大学名誉教授、立命館大学教授
- 小田切宏之（1969経） 経済学者、産業組織論、一橋大学名誉教授
- 川口清史（1969経） 公共経済学者、立命館大学総長
- 薄井洋基（1969工） 化学工学者、神戸大学名誉教授
- 大久保茂男（1969理） 理論物理学者、原子核理論、高知県立大学名誉教授
- 角藤亮（1969理） 物理学者、近畿大学産業理工学部教授、TeXの日本向けのディストリビューション「W32TeX」を提供。
- 篠原徹（1969理、1971文） 民俗学者、国立歴史民俗博物館・総合研究大学院大学名誉教授
- 松原聰（1969理） 鉱物学者、国立科学博物館研究員、日本鉱物学会会長
- 泉英二（1969農） 林学者、愛媛大学副学長、愛媛大学附属高校校長
- 片方信也（1969院工） 都市研究者、都市計画・建築計画、日本福祉大学名誉教授、新建築家技術者集団全国代表幹事、京都・まちづくり市民会議代表、沖縄連帯伏見の会代表
- 岡本宏（1969院医） 医学者、東北大学監事・名誉教授
- 亀山純生（1970文） 哲学者、東京農工大学名誉教授
- 今井弘道（1970法） 法学者、法哲学・法思想史、北海道大学名誉教授、東アジア法哲学学会理事長
- 上田寛（1970法） 法学者、ソビエト連邦およびロシアの刑法学・犯罪学、立命館大学名誉教授
- 釜江廣志（1970経） 経済学者、一橋大学名誉教授
- 井上喜雄（1970工） 機械工学者、高知工科大学名誉教授
- 川上光彦（1970工） 都市学者、金沢大学名誉教授
- 吉野彰（1970工） エンジニア・研究者（電気化学）、旭化成名誉フェロー、リチウムイオン二次電池の開発に寄与、2019年ノーベル化学賞受賞
- 岩倉洋一郎（1970理） 免疫学者、実験動物学・ウイルス学、東京大学名誉教授、東京理科大学生命医科学研究所ヒト疾患モデル研究センター長
- 榎本知郎（1970理） 動物行動学者、霊長類学、ニホンザルとボノボの性行動研究、東海大学医学部准教授
- 加藤雅啓（1970理） 植物学者、植物分類学、国立科学博物館名誉研究員、東京大学大学院理学系研究科教授、筑波実験植物園長
- 北村英男（1970理） 物理学者、理化学研究所光源研究開発グループリーダー、ネオジム磁石を使用した各種の放射光の開発
- 冨松彰（1970理） 宇宙物理学者、名古屋大学教授、ブラックホールのトミマツ・サトウ解を発見
- 柳澤康信（1970理）生態学者、倉敷芸術科学大学学長
- 鈴木敏正（1970農） 教育学者、北海道大学名誉教授、北海道文教大学人間科学部教授
- 山本紀夫（1970農） 民族学者・人類学者（民族植物学、農耕文化（アンデス地方）、山岳人類学）、国立民族学博物館名誉教授
- 横越英彦（1970農） 栄養学者（栄養化学・栄養神経科学）、静岡県立大学名誉教授
- 大森正樹（1970医） キリスト教神学者、南山大学名誉教授
- 平本一雄（1970院工） 都市工学者、都市計画、東京都市大学名誉教授
- 一井眞比古（1970院農） 農学者（植物育種学）、香川大学学長
- 槇村久子（1970院農） 女性学、環境学、造園学、墓地など、京都女子大学現代社会学部教授
- 井上浩一（1971文） 歴史学者（ビザンツ帝国史）、大阪市立大学教授、日本ビザンツ学会副代表
- 井上裕正（1971文） 東洋史学者、奈良女子大学名誉教授
- 中川純男（1971文） 哲学者、慶應義塾大学文学部長、慶應義塾大学言語文化研究所所長
- 井ノ口淳三（1971教） 教育学者、追手門学院大学教授
- 梅田修（1971教） 教育学者、人権問題、滋賀大学名誉教授
- 戸部良一（1971法） 政治学者、国際日本文化研究センター名誉教授、防衛大学校名誉教授
- 脇田滋（1971法） 労働法学者、龍谷大学法学部教授
- 大貫惇睦（1971工） 物性物理学者、大阪大学教授、CeCu6（絶対零度でも磁気秩序を起こさない唯一の物質）を発見
- 安成哲三（1971理） 気象学者、総合地球環境学研究所所長、名古屋大学教授、筑波大学名誉教授
- 坂野仁（1971理） 神経生物学者、免疫学者、分子生物学者、東京大学名誉教授、福井大学特命教授
- 石田浩（1971農） 中国学者・農業経済学者、関西大学経済学部教授
- 嘉田良平（1971農） 農学者、環境学者、四條畷学園大学リハビリテーション学部教授、総合地球環境学研究所研究部名誉教授
- 佐藤英明（1971農） 動物学者・畜産学者、独立行政法人家畜改良センター理事長、東北大学名誉教授
- 田中修（1971農） 植物学者、植物生理学、甲南大学名誉教授
- 長谷川博（1971農） 野鳥生態学者、東邦大学名誉教授、日本学士院エジンバラ公賞受賞
- 尾上新太郎（1971院文） 国文学者、大阪外国語大学教授、大阪大学大学院言語文化研究科教授、神戸常盤大学教育学部教授
- 百地章（1971院法） 憲法学者、日本大学教授
- 片岡信之（1971院経） 経営学者、経営史・経済史、龍谷大学名誉教授、桃山学院大学教授
- 上野千鶴子（1972文） 社会学者、フェミニスト、東京大学名誉教授
- 奥村哲（1972文） 中国史学者、首都大学東京名誉教授
- 田中誠二（1972文） 歴史学者、山口大学教授
- 菱木政晴（1972文） 宗教学者、同朋大学特任教授
- 宮嶋博史（1972文） 朝鮮史学者、朝鮮社会経済史、東京大学名誉教授
- 山本登朗（1972文） 国文学者、京都光華女子大学教授、京都光華中学校・高等学校長、関西大学文学部教授
- 鷲田清一（1972文） 哲学者、京都市立芸術大学理事長・学長、大阪大学名誉教授・総長、大谷大学教授、紫綬褒章
- 亀山佳明（1972教） 教育社会学者、龍谷大学名誉教授
- 川村覚昭（1972教） 教育哲学者、佛教大学教授、浄土真宗本願寺派法輪寺住職
- 大沼邦博（1972法） 労働法学者、関西大学教授
- 綾史郎（1972工） 土木工学・環境工学者、河川工学、大阪工業大学名誉教授
- 麻生武（1972理、1974教） 心理学者、発達心理学、奈良女子大学名誉教授、日本発達心理学会理事長
- 臼井三平（1972理） 代数幾何学、大阪大学教授
- 川原秀城（1972理、1974文） 中国思想研究者、東アジア儒学、東京大学名誉教授
- 上久保達夫（1972農、1976教） 教育社会学者、皇學館大学文学部教授、家族・異文化間教育・地域、幼児教育論
- 白幡洋三郎（1972農） 庭園文化史、国際日本文化研究センター名誉教授
- 坂井東洋男（1972院文） 中国文学者、京都産業大学学長
- 内田隆三（1973文） 社会学者、社会理論・現代社会論、東京大学名誉教授
- 笠谷和比古（1973文） 歴史学者、国際日本文化センター名誉教授、大阪学院大学教授、帝塚山大学教授
- 北村稔（1973文） 中国近現代史、立命館大学教授
- 中岡成文（1973文） 哲学者、臨床哲学・倫理学、大阪大学文学部教授、大阪大学コミュニケーションデザイン・センター (CSCD) 初代センター長
- 岡村敬二（1973法） 図書館司書・書誌学者、出版文化史、京都ノートルダム女子大学名誉教授
- 見上崇洋（1973法） 法学者、行政法学・都市法・土地法、立命館大学政策科学部長・副総長・副理事長
- 稲葉陽二（1973経） 経済学者、日本経済・ソーシャル・キャピタル、日本大学法学部教授
- 甲斐良隆（1973工） 商学者、関西学院大学名誉教授、京都情報大学院大学教授
- 笠原勇二（1973理） 数学者、お茶の水女子大学・筑波大学名誉教授
- 西浦廉政（1973理） 数学者、北海道大学電子科学研究所所長、東北大学材料科学高等研究所特任教授
- 山口佳三（1973理） 数学者、北海道大学総長
- 朽木昭文（1973農） 経済学者、日本大学生物資源科学部教授
- 加藤秀俊（1973医） 外科医、医仁会武田総合病院顧問、日本で初めて「胆石体外衝撃波破砕術」を実施。
- 宮坂昌之（1973医） 医学者、免疫学・実験病理学、大阪大学名誉教授
- 大島敏久（1973院農） 農芸化学者、九州大学 ・徳島大学・京都教育大学名誉教授、大阪工業大学教授
- 内田次信（1974文） 西洋古典学者、大阪大学名誉教授
- 宇野隆夫（1974文） 考古学者、国際日本文化研究センター名誉教授
- 梅山秀幸（1974文） 国文学・朝鮮文学者、桃山学院大学国際教養学部教授
- 嶺秀樹（1974文） 哲学者、関西学院大学文学部教授
- 三野博司（1974文） 仏文学者、奈良女子大学名誉教授、日本カミュ研究会を設立
- 磯村保（1974法） 民法学者、神戸大学名誉教授、早稲田大学大学院法務研究科教授
- 小野耕二（1974法） 政治学者、比較政治学・現代ドイツ政治、名古屋大学名誉教授
- 喜多村悦史（1974法） 社会福祉学者、東京福祉大学大学院教授
- 松本恒雄（1974法） 法学者、一橋大学名誉教授、国民生活センター理事長
- 吉原達也（1974法） 法制史学者、ローマ法、広島大学名誉教授、日本大学法学部教授
- 吉村良一（1974法） 民法・環境法学者、立命館大学教授、第24期民主主義科学者協会法律部会理事長
- 川北英隆（1974経） 経済学者、証券市場分析、京都大学経営管理大学院教授、企業会計基準委員会委員
- 柴山潔（1974工） 情報工学者、京都工芸繊維大学名誉教授
- 深尾光洋（1974工） 経済学者、金融論、慶應義塾大学教授、日本経済研究センター理事長
- 竹内吉弘（1974院工）防災工学者、 大阪工業大学名誉教授
- 片岡幹雄（1974理） 生物物理学者、奈良先端科学技術大学院大学名誉教授、高エネルギー加速器研究機構ダイヤモンドフェロー、日本生物物理学会会長
- 鈴木洋一郎（1974理） 宇宙線物理学者、東京大学教授（東京大学宇宙線研究所所長）
- 能勢修一（1974理） 計算物理学者、慶應義塾大学教授、Nose-Hoover法を開発
- 前田恵一（1974理） 宇宙物理学者、早稲田大学教授
- 佐藤洋一郎（1974農） 農学者、総合地球環境学研究所名誉教授、京都府立大学和食文化研究センター特任教授
- 細川隆雄（1974農） 農学者、愛媛大学名誉教授、ソ連の農林水産業
- 山田良治（1974農） 農業経済学者、和歌山大学特任教授
- 安酸敏眞（1975文） 宗教学者、北海学園大学人文学部教授・同学長
- 小川正廣（1975文） 古代ラテン文学者、名古屋大学名誉教授
- 中川真（1975文） 音楽学者、大阪市立大学大学院文学研究科教授
- 和田忠彦（1975文） イタリア文学者、東京外国語大学地域文化研究科長、東京外国語大学名誉教授
- 野崎久和（1975法） 経済学者、北海学園大学教授
- 守屋明（1975法） 法学者、法社会学・英米法、関西学院大学教授
- 池尾和人（1975経） 経済学者、金融論、慶應義塾大学名誉教授
- 寺西俊一（1975経） 経済学者、一橋大学名誉教授
- 西川登（1975経） 会計史学者、神奈川大学教授
- 南雅彦（1975経、1978文） 言語学者、サンフランシスコ州立大学教授
- 青木一男（1975工） 土木工学者、地盤工学、大阪工業大学名誉教授
- 西尾章治郎（1975工） 知能情報学、大阪大学総長
- 巌佐庸（1975理） 数理生物学者、関西学院大学理工学部教授
- 堀家正則（1975理）防災工学者、 大阪工業大学名誉教授
- 俣野博（1975理） 数学者、解析学、東京大学教授
- 観山正見（1975理） 天文学者、第4代国立天文台長
- 浅野泰久（1975農） 農芸化学者、富山県立大学教授、紫綬褒章授章
- 徳永光俊（1975農） 経済学者、農学者、大阪経済大学第13代学長
- 小谷信千代（1975院文） 仏教学者、大谷大学名誉教授
- 石川宗孝（1975院工） 土木工学者、環境衛生工学、大阪工業大学名誉教授
- 春田正毅（1975院工） 工学者、東京都立大学名誉教授、触媒学会会長
- 岩鼻通明（1976文） 民俗学者、山形大学名誉教授
- 小畑精和（1976文） 仏文学者、明治大学政治経済学部教授、日本ケベック学会初代会長
- 羽田正（1976文） 歴史学者、東京大学東洋文化研究所元所長・名誉教授
- 宮澤知之（1976文） 中国近世史学者、佛教大学教授
- 川勝清司（1976教） 教育者、学校法人日ノ本学園理事長
- 岡本真一郎（1976法） 社会心理学者、愛知学院大学心身科学部教授
- 川合全弘（1976法） 政治学者、京都産業大学法学部教授
- 渡辺顗修（1976法） 法学者、言語学者、弁護士、刑事訴訟法、甲南大学法科大学院長
- 石田潤一郎（1976工） 建築史学者、日本近代建築史・都市史、京都工芸繊維大学名誉教授
- 佐山展生（1976工） 経営学者、一橋大学教授、M&A
- 福田眞人（1976工） 比較文化学者、医学史家、名古屋大学名誉教授、名古屋外国語大学教授、毎日出版文化賞
- 井本敬二（1976医） 神経科学者、生理学研究所長
- 大橋眞（1976薬） 生物学者・医学者、免疫生物学、徳島大学名誉教授
- 神保道夫（1976院理） 数学者、代数解析学、朝日賞受賞、東京大学教授、京都大学教授
- 木岡伸夫（1977文） 風土学者、関西大学文学部教授
- 根来龍之（1977文） 経営情報学者、早稲田大学教授
- 野間晴雄（1977文） 地理学者、関西大学文学部教授
- 松尾博文（1977工） 経営学者、神戸大学名誉教授
- 吉田敏弘（1977文） 地理学者・歴史学者、國學院大學文学部教授
- 後房雄（1977法） 政治学者、NPOやマルクス主義政治学、イタリア政治、愛知大学地域政策学部教授
- 吉岡伸一（1977法） 民法学者、弁護士（大阪弁護士会）、岡山大学名誉教授、岡山商科大学教授
- 二間瀬敏史（1977理） 宇宙物理学者、東北大学教授、ジーボルト賞受賞
- 麻生川静男（1977工） リベラル・アーツ研究家
- 中村仁彦（1977工） ロボット工学者、東京大学教授
- 姫野龍太郎（1977工） 流体力学、理化学研究所、変化球の解析、姫野ベンチマーク開発者
- 田原誠（1977農） 植物遺伝学、遺伝・ゲノム動態、育種学。岡山大学副学長、岡山理科大学附属中学・高校校長
- 藤井義晴（1977農） 農学者、東京農工大学名誉教授
- 蜷川順子（1977農） 西洋美術史学者。関西大学文学部教授
- 猪股裕紀洋（1977医） 外科医、熊本労災病院院長、熊本大学医学部附属病院病院長、熊本大学名誉教授
- 岩井善郎（1977院工） 工学者、福井大学名誉教授
- 岩永勝（1977院農） 植物遺伝育種学・国際開発論、国立研究開発法人国際農林水産業研究センター (JIRCAS) 理事長
- 岩崎務（1978文） 西洋古典学者、ラテン語学、東京外国語大学名誉教授
- 小倉孝誠（1978文） 仏文学者、慶應義塾大学文学部教授、日本翻訳出版文化賞
- 加藤雅人（1978文） 哲学者、西洋中世言語哲学、関西大学外国語学部教授
- 坂根嘉弘（1978文、1984院農） 歴史学者・経済学者、広島修道大学商学部教授
- 金井壽宏（1978教） 経営学者、経営管理・経営行動科学、神戸大学名誉教授、立命館大学食マネジメント学部教授、紫綬褒章受章
- 松井茂記（1978法） 憲法学者、大阪大学名誉教授、ブリティッシュコロンビア大学教授
- 藤江昌嗣（1978経） 経済学者、明治大学経営学部教授・副学長
- 井上章一（1978工） 建築史学者、日本文化学者、国際日本文化研究センター教授、京都大学助手、サントリー学芸賞（芸術・文学部門）受賞
- 川口淳一郎（1978工） 宇宙工学者、JAXA教授、「はやぶさ」プロジェクトマネージャー
- 入舩徹男（1978理） 地球物理学者、愛媛大学特別栄誉教授
- 卜部東介（1978理） 数学者、茨城大学理学部教授
- 大沢健夫（1978理） 数学者、名古屋大学大学院多元数理科学研究科名誉教授、複素解析幾何、2000年日本数学会幾何学賞
- 小林傳司（1978理） 科学哲学者、科学技術社会論 (STS)、大阪大学副学長
- 巽好幸（1978理） 地球科学者、神戸大学高等研究院海共生研究アライアンス長、元京都大学教授
- 福江純（1978理） 宇宙物理学者、作家、大阪教育大学教授
- 岩田隆太郎（1978農） 応用昆虫学者、日本大学生物資源科学部教授、日本家屋害虫学会（現：都市有害生物管理学会）会長
- 小野健吉（1978農） 庭園学者、日本庭園史、奈良文化財研究所副所長、和歌山大学観光学部教授、大阪観光大学観光学部教授
- 青木紀（1978院農） 教育学者、マルクス経済学者、名寄市立大学学長
- 桜井道夫（1978院農） 動物生態学者
- 深江誠子（1978院農） 社会学者、経済学、女性学。平安女学院大学女性学研究センター長
- 山本進一（1978院農） 農学者（森林生態学、森林生命科学）、岡山大学名誉教授、名古屋大学名誉教授
- 金関猛（1979文） ドイツ文学者、岡山大学名誉教授
- 宮原勇（1979文） 哲学者、名古屋大学大学院人文学研究科教授
- 山下雅之（1979文） 社会学者、帝京大学文学部教授
- 北川秀樹（1979法） 法政策学者、龍谷大学教授
- 坂元一哉（1979法） 国際政治学者、大阪大学教授、京都大学助手、サントリー学芸賞（政治・経済部門）受賞
- 市川正人（1979法） 法学者、公法学・憲法学、立命館大学法科大学院教授
- 田所昌幸（1979法） 国際政治学者、慶應義塾大学教授
- 牧野雅彦（1979法） 政治学者、広島大学教授
- 和田仁孝（1979法） 法社会学者、早稲田大学大学院法務研究科教授
- 浅田彰（1979経） 京都造形芸術大学教授、哲学者、経済学者
- 市田良彦（1979経） 思想史家、神戸大学教授
- 浅川滋男（1979工） 建築学者、木造建築士、民族建築・建築考古学・住環境保全論、公立鳥取環境大学環境学部教授
- 岡崎敦男（1979理） 宇宙学者、天体物理学、北海学園大学工学部生命工学科教授
- 片野修（1979理） 魚類学者、水産庁中央水産研究所内水面利用部主任研究官
- 司馬春英（1979農） 哲学者、大正大学教授
- 伊豫谷登士翁（1979院経） 経済学者、一橋大学名誉教授
- 山口久和（1979院文）中国哲学研究者、大阪市立大学名誉教授
- 石川美子（1980文） フランス文学者、明治学院大学名誉教授、ロラン・バルト研究
- 伊藤徹（1980文） 哲学者、京都工芸繊維大学教授
- 井上進（1980文） 歴史学者、名古屋大学文学部教授
- 井上奈良彦（1980文） 言語学者、議論学・ディベート、九州大学大学院言語文化研究院教授
- 井野瀬久美惠（1980文） 歴史者、イギリス近代史、甲南大学教授
- 栗本英世（1980文） 人類学者、社会人類学・アフリカ民族誌、大阪大学大学院人間科学研究科教授
- 小島道裕（1980文） 日本史学者、国立歴史民俗博物館助教授、室町・戦国・織豊期の城と城下
- 藤野寛（1980文） 哲学者、倫理学、國學院大學文学部教授
- 上山信一（1980法） 公共政策学者、慶應義塾大学総合政策学部教授
- 片木晴彦（1980法） 法学者、広島大学大学院教授
- 松宮孝明（1980法） 刑法学者、立命館大学法務研究科教授
- 村田敏一（1980法） 商法学者、立命館大学法務研究科教授
- 今田秀作（1980経） 経済学者、西洋経済史、国際経済・金融史、和歌山大学経済学部教授
- 町野和夫（1980経） ミクロ経済学者、北海道大学教授
- 上ノ山周（1980工） 化学工学者、流体工学・熱工学、横浜国立大学名誉教授
- 高橋晶子（1980工） 建築家、武蔵野美術大学造形学部建築学科教授
- 澤田惠介（1980工） 航空宇宙工学者、第4代仙台高等専門学校校長
- 澤田哲生（1980理） 原子炉工学者、東京工業大学助教
- 西田竹志（1980理） 情報工学者、独立コンサルタント
- 伊藤勝久（1980農） 農学者、島根大学生物資源科学部教授
- 田村安興（1980院農） 日本経済史学者、高知大学人文学部名誉教授
- 青山亨（1981文） インドネシア研究者・歴史学者、インドネシア古代史・文化論、東京外国語大学総合国際学研究院教授
- 岩坪健（1981文） 日本古典文学者、同志社大学文学部教授、日本古典文学会賞、紫式部学術賞
- 鵜飼正樹（1981文） 社会学者、大衆文化論、京都文教大学総合社会学部教授
- 本郷真紹（1981文） 歴史学者、日本古代史・宗教史、学校法人立命館副総長
- 美川圭（1981文） 歴史学者、日本中世史、立命館大学教授
- 南直人（1981文） ドイツ史学者、京都橘大学教授
- 久米郁男（1981法） 政治学者、早稲田大学教授
- 潮見佳男（1981法） 法学者、大阪大学法学部教授
- 神谷和也（1981経） 経済学者、東京大学名誉教授、神戸大学経済経営研究所教授
- 川瀬光義（1981経） 経済学者、	財政学・地域経済学、京都府立大学公共政策学部教授
- 山崎朗（1981工） 経済学者、中央大学経済学部教授
- 池田和弘（1981農） 認知言語学者、英語学習法、大阪観光大学国際交流学部教授
- 神崎浩（1981農） 農学者、岡山大学副学長
- 長照二（1981院理） 物理学者、筑波大学教授
- 土橋豊（1981院農） 園芸学者、東京農業大学教授
- 月星光博（1981院医） 国際外傷歯学会会長
- 荒木浩（1982文） 日本文学者、古代･中世文学、国際日本文化研究センター教授
- 飯塚一幸（1982文） 歴史学者、日本近代史、大阪大学文学部教授
- 池内敏（1982文） 歴史学者、日本近世史・近世日朝関係史、名古屋大学大学院人文学研究科附属超域文化社会センター教授
- 岩田文昭（1982文） 宗教学者、哲学者、大阪教育大学教授
- 伊藤俊一（1982文） 日本史学者、名城大学教授
- 小松謙（1982文） 中国文学者、京都府立大学教授
- 泉水文雄（1982法） 経済法学者、神戸大学法学部教授
- 三井正信（1982法） 労働法学者、弁護士、広島大学大学院法務研究科教授、広島地方最低賃金審議会会長
- 三宅将之（1982経） 経営学者、日本工業大学教授
- 井上晋（1982工） 土木工学者、構造工学・建設工学・交通工学、大阪工業大学学長・教授
- 小嶋一浩（1982工） 建築家、横浜国立大学大学院Y-GSA教授、日本建築学会賞受賞
- 今野一宏（1982理） 数学者、大阪大学大学院理学研究科教授
- 河合幹雄（1982理、1986院法） 法学者、法社会学、桐蔭横浜大学法学部教授
- 冨山一郎（1982農） 政治学者、同志社大学グローバル・スタディーズ研究科教授
- 古林英一（1982農） 経済学者、北海学園大学教授
- 兼本浩祐（1982医） 医学者・精神科医、精神病理学・精神薬理学、愛知医科大学医学部教授
- 田中俊明（1982院文） 朝鮮古代史、滋賀県立大学教授
- 内山義英（1982院工） 構造技術者、研究開発コンサルタント
- 神尾和寿（1983文） 哲学者、詩人
- 川嵜克哲（1983教） 臨床心理学者、学習院大学文学部教授
- 阿部昌樹（1983法） 法学者、法社会学、大阪市立大学法学部教授
- 稲継裕昭（1983法） 行政学者、早稲田大学教授
- 大塚健洋（1983法） 政治学者、日本政治思想史、姫路獨協大学教授
- 窪田充見（1983法） 民法学者、不法行為法・家族法、神戸大学大学院法学研究科教授
- 大竹文雄（1983経） 労働経済学者、大阪大学大学院経済学研究科教授、日本学士院賞受賞、サントリー学芸賞受賞
- 奥和義（1983経） 経済学者、山口大学助教授、関西大学教授
- 齊藤誠（1983経） 経済学者、名古屋大学教授
- 井原之敏（1983工） 機械工学者、大阪工業大学教授、ものづくりセンター (MONOLAB.) 長
- 川勝年洋（1983工） 物理学者、東北大学大学院理学研究科教授
- 國中均（1983工） 宇宙科学研究所所長
- 牧野博之（1983工） 電子情報工学者、大阪工業大学情報科学部教授
- 山口隆（1983工） 建築家、大阪産業大学教授、ベネディクタス賞大賞受賞、バーバラカポキン賞受賞
- 川島慶子（1983理） 科学史家、18世紀フランス科学史、名古屋工業大学教授
- 柴田友厚（1983理）経営学者、東北大学名誉教授
- 田村元秀（1983理） 天文学者、赤外線天文学、東京大学大学院理学系研究科教授、国立天文台教授
- 飯田哲也（1983院工） エネルギー学者、環境エネルギー政策研究所所長
- 貝原俊也（1983工） - 情報工学者、神戸大学名誉教授、大阪工業大学情報科学部教授
- 佐野睦夫（1983院工） 情報工学者、大阪工業大学情報科学部教授
- 石井実（1983院理） 昆虫学者、大阪府立大学名誉教授、日本昆虫学会会長・自然保護委員長
- 角田全功（1983農院） 知的財産学者・弁理士。大阪工業大学知的財産専門職大学院教授。
- 伊藤美奈子（1984文） 奈良女子大学生活環境学部教授・臨床心理相談センター長
- 加須屋誠（1984文） 日本美術史学者、奈良女子大学教授
- 唐沢かおり（1984文） 社会心理学者、社会的認知、東京大学大学院人文社会系研究科教授
- 久山道彦（1984文） 明治学院大学文学部英文学科教授
- 難波功士（1984文） 社会学者、関西学院大学社会学部教授
- 米澤好史（1984文） 心理学者、和歌山大学教育学部教授
- 小田直樹（1984法） 法学者、刑法学方法論・刑事違法論、神戸大学大学院法学研究科教授
- 岩本康志（1984経） 経済学者、公共経済学、東京大学大学院経済学研究科教授
- 中村伊知哉（1984経） 政策学者、情報経営イノベーション専門職大学 (iU) 学長
- 川人洋志（1984工） 建築家、北海道科学大学工学部教授
- 橋爪紳也（1984工） 建築史家、大阪府立大学教授、大阪府特別顧問、大阪市特別顧問
- 井田茂（1984理） 惑星科学者、東京工業大学教授
- 大栗博司（1984理） 物理学者（素粒子論）、 カリフォルニア工科大学フレッド・カブリ冠教授・理論物理学研究所所長、東京大学カブリ数物連携宇宙研究機構主任研究員、アメリカ芸術科学アカデミー会員、アメリカ数学会アイゼンバッド賞、仁科記念賞、フンボルト賞、講談社科学出版賞
- 神取秀樹（1984理） 生物物理学者、名古屋工業大学教授、日本生物物理学会会長
- 神門善久（1984農） 明治学院大学経済学部教授
- 西川芳昭（1984農） 農村開発研究者、龍谷大学大学院経済学研究科長
- 佐野之人（1984院文） 哲学研究者、山口大学教授
- 金山直樹（1984院法） 民法学者、慶應義塾大学法科大学院教授
- 上山あゆみ（1985文） 言語学者、九州大学人文科学研究院教授
- 鵜野祐介（1985教） 教育人類学者、立命館大学文学部教授
- 鈴木隆之（1985工） 建築家・小説家、武漢大学（中国）教授、鈴木隆之デザインネットワーク (SDN) 代表
- 福岡雅子（1985工） 環境工学者、環境計画、大阪工業大学准教授
- 中野貴志（1985理） 原子核物理学者、大阪大学教授、ペンタクォークを発見
- 吉田朋広（1985理） 数学者、東京大学大学院数理科学研究科教授、数理統計学、確率論
- 河内浩志（1985院工） 建築学者、広島工業大学教授
- 河合明宣（1985院農） 農学者、放送大学教授
- 岩間陽子（1986法） 国際政治学者、ドイツ政治外交史、政策研究大学院大学教授
- 王晨（1986法） 法学者、中国法学、大阪市立大学法学部教授
- 安冨歩（1986経） 経済学者、東京大学東洋文化研究所教授
- 高橋政代（1986医） 医学者、神戸理化学研究所網膜再生医療研究チームリーダー
- 門脇健（1986院文）哲学者、真宗大谷派善久寺住職、大谷大学名誉教授
- メディ・ヌリシラジ（1986院工） 情報工学者、大阪工業大学情報科学部教授
- 山崎雄介（1987教） 教育学者、群馬大学教育学部准教授
- 品田裕（1987法） 政治学者、神戸大学大学院法学研究科教授
- 太田聰一（1987経） 経済学者、労働経済学、慶應義塾大学経済学部教授
- 谷正彦（1987工） 工学者、福井大学教授
- 渡辺信久（1987工） 環境工学者、環境化学、大阪工業大学教授
- 飯嶋徹（1987理） 物理学者、高エネルギー実験物理学、名古屋大学大学院理学研究科教授
- 澤口俊之（1987院理） 認知神経科学者、武蔵野学院大学国際コミュニケーション学部教授、北海道大学教授
- 倉谷滋（1987院理）国立研究開発法人理化学研究所開拓研究本部主任研究員、理化学研究所生命機能科学研究センター（BDR）形態進化チーム・リーダー
- 川端新（1988文） 歴史学者、日本中世史、山口大学人文学部助教授
- 植村和秀（1988法） 政治学者、政治思想史・ナショナリズム論、京都産業大学法学部教授
- 古積健三郎（1988法） 民法学者、中央大学法学部教授
- 岡部徹（1988工） 材料学者・冶金学者、東京大学生産技術研究所所長
- 細田耕（1988工） ロボット研究者、筋骨格ロボット、知能ロボット、大阪大学教授
- 山田隆亮（1988工） 情報工学者、大阪工業大学教授
- 河合香吏（1988院理） 文化人類学者、東アフリカ人類学、東京外国語大学アジア・アフリカ言語文化研究所教授
- 大泉啓一郎（1988院農） 日本総合研究所調査部環太平洋戦略研究センター主任研究員、法政大学経済学部非常勤講師、JICA社会保障課題別支援委員会委員
- 塩見美喜子（1988院農） 分子生物学者、生殖組織ゲノムを動く遺伝子から守る機能をもつ小分子non-coding RNA「piRNA」の研究、猿橋賞
- 渡辺達夫（1988院農） 農芸化学者、静岡県立大学食品栄養科学部教授、HSUプロフェッサー
- 石井望（1989文） 漢文学者、長崎純心大学人文学部准教授
- 江口聡（1989文） 倫理学者、京都女子大学現代社会学部教授
- 遠藤徹（1989文） 雅楽学者、東京学芸大学教授
- 松田利彦（1989文） 歴史学者、国際日本文化研究センター教授
- 大西裕（1989法） 政治学者・行政学者、神戸大学大学院法学研究科教授、日本政治学会理事長
- 高村ゆかり（1989法） 東京大学未来ビジョン研究センター教授、法学者
- 石田純治（1989工） 建築家、アーキテクツパーク代表
- 岡田哲二（1989理） 生物学者、構造生物学、学習院大学理学部教授
- 上東貴志 (1989) 経済学者、神戸大学経済経営研究所教授
- 赤尾健一（1989院農） 環境経済学者、早稲田大学教授
- 塚本昌彦（1989院工） 情報工学者、神戸大学教授、ウェアラブルコンピューティングの普及推進
- 小坂英男（1989院理）量子情報科学者、横浜国立大学教授
- 木村幹（1990法） 政治学者、神戸大学大学院国際協力研究科教授、サントリー学芸賞、アジア・太平洋賞受賞
- 柴田明穂（1990法） 法学者、国際法、神戸大学大学院国際協力研究科教授
- 耳野健二（1990法） 法哲学者、歴史法学、西洋法制史、京都産業大学現代社会学部教授
- 石田剛（1990法） 民法学者、一橋大学大学院法学研究科教授
- 今井公太郎（1990工） 建築学者、建築計画・都市解析、東京大学生産技術研究所教授
- 林康紀（1990医） 神経科学者、理化学研究所脳科学総合研究センター、日本学術振興会賞、日本学士院学術奨励賞受賞
- 佐倉統（1990院理） 進化生物学者、東京大学教授
- 五箇公一（1990院農） 昆虫学者、国立環境研究所
- 金沢創（1991文） 心理学者、日本女子大学人間社会学部教授
- 川谷茂樹（1991文） 倫理学者、北海学園大学法学部教授
- 山田雄司（1991文） 歴史学者、三重大学教授
- 蛭川立（1991農、1993院理） 人類学者、明治大学情報コミュニケーション学部准教授
- 山﨑晶（1991農） 免疫学者、大阪大学微生物病研究所教授
- 有坂道子（1992文） 歴史学者、京都橘大学准教授
- 服部龍二（1992法） 政治学者、中央大学准教授
- 吉田哲（1992工） 建築学者、建築計画・都市計画、大阪工業大学教授
- 野村政修（1992院経） 経済学者、九州国際大学教授
- 渡辺昭義（1992院工） 工学者、京都情報大学院大学教授
- 小川仁志（1993法） 哲学者、山口大学准教授、プリンストン大学客員教授
- 林美香（1993法） 法学者、国際法、神戸大学大学院国際協力研究科教授
- 濱中裕明（1993理） 数学者、兵庫教育大学准教授
- 藤田安一（1993院経） 経済学者、鳥取大学名誉教授
- 平嶋洋一（1993院工） 工学者、大阪工業大学情報科学部教授
- 神永正博（1993院理） 数学者、東北学院大学工学部教授
- 上野達弘（1994法） 法学者、知的財産法、早稲田大学大学院法務研究科教授
- 黒宮一太（1994法） 政治学者、京都文教大学専任講師
- 伊丹健一郎（1994工） 化学者、名古屋大学教授
- 山本麻子（1994工） 建築学者、インテリアデザイン、大阪工業大学准教授
- 亀井伸孝（1994理） 文化人類学者、愛知県立大学准教授
- 関良基（1994農） 農学・歴史学者、拓殖大学教授
- 荒川慎太郎（1995文） 言語学者、西夏語文献学、東京外国語大学アジア・アフリカ言語文化研究所准教授、金田一京助博士記念賞
- 鹿毛利枝子（1995法） 政治学者、政治過程論、東京大学大学院総合文化研究科准教授
- 原田昌和（1995法） 民法学者、立教大学法学部教授
- 八槇博史（1995工）  情報工学者、コンピュータ工学、東京電機大学システムデザイン工学部教授
- 大橋完太郎（1996文） 芸術学者、唯物論・表象文化論、神戸大学大学院人文学研究科・文学部准教授
- 西口敏司（1996工） 情報工学者、大阪工業大学情報科学部教授
- 吉田恵一郎（1996院工） 電機工学者、大阪工業大学教授
- 石原俊（1997文） 社会学者、歴史社会学・島嶼社会論・現代社会論。明治学院大学社会学部教授
- 亀田俊和（1997文） 日本中世史学者、国立台湾大学日本語文学系助理教授
- 片山勝茂（1997教） 教育学者・教育哲学者、東京大学大学院教育学研究科准教授
- 藤井仁子（1997法） 映画批評家、早稲田大学文学部教授、テアトル・オブリーク主宰
- 長内厚（1997経） 経営学者、早稲田大学ビジネススクール教授、ソニー社員
- 柴山桂太（1997経、2002院人環） 経済学者、滋賀大学経済学部准教授
- 朽木順綱（1997工） 建築学者、建築意匠・建築史、大阪工業大学准教授
- 小黒一正（1997理、2003院経） 経済学者、法政大学経済学部教授、財務省財務総合政策研究所主任研究官
- 河内将芳（1997院人環） 歴史学者、日本中世史、奈良大学文学部教授
- 橋川裕之（1998文） 歴史学者、西洋中世史・ビザンティン帝国史・ギリシャ文化史、立教大学文学部講師
- 小田涼（1998総人） フランス語学者、関西学院大学文学部教授
- 上川龍之進（1998法） 政治学者、大阪大学大学院法学研究科教授
- 外波弘之（1998工） 化学者、生命工学、大阪工業大学准教授
- 岩野祥子（1998理） 農業法人伊賀ベジタブルファーム取締役COO、第42・48次（2000年、2005年）の日本南極地域観測隊野外観測隊責任者、極地用防寒着「ポーラーダウンパーカー・ポーラーダウンピブ」を開発。
- 髙橋篤史（1998院理） 数学者、大阪大学大学院理学研究科数学専攻教授
- 五百籏頭真吾（1999文） 経済学者、同志社大学教授
- 金子宗徳（1999総人） 国体学者、日本政治思想史・現代文明論、里見日本文化学研究所所長、月刊『国体文化』編集長、「武蔵野市の住民投票条例を考える会」代表、亜細亜大学非常勤講師
- 遠藤環（1999法、2001院経） 経済学者、東南アジア経済研究・応用経済学、埼玉大学経済学部准教授
- 梅本英司（1999理） 生理学者、免疫学・微生物学、静岡県立大学薬学部教授
- 河村耕史（1999農） 環境生態学・農学者、大阪工業大学工学部准教授
- 小郷尚久（1999院薬） 薬学者、静岡県立大学薬学部講師
- 伊藤宣広（2000経） 経済学者、高崎経済大学経済学部教授
- 伊吹勇亮（2000経） 経営学者、経営戦略論・広告産業論、コミュニケーション・マネジメント、組織間関係論、京都産業大学経営学部准教授
- 西原洋知（2000工） 材料工学者、炭素材料学、東北大学材料科学高等研究所・東北大学多元物質科学研究所教授
- 金井良太（2000理） 神経科学者、株式会社アラヤ代表取締役社長、サセックス大学サックラー意識研究センター准教授
- 井上治（2001文） 哲学者、京都芸術大学准教授
- 井上武史（2001法） 憲法学者、関西学院大学大学院司法研究科教授
- 谷口忠大（2001工） 情報工学者、立命館大学情報理工学部教授、ビブリオバトルを考案。
- 田熊隆史（2001院情） ロボット工学・制御工学者、大阪工業大学教授
- 森章（2001院農） 環境生態学者、横浜国立大学大学院環境情報研究院教授
- 川北篤（2002理、2007院人環）植物学者、東京大学教授、東京大学大学院理学系研究科附属植物園園長
- 有元志保（2003総人） イギリス文学者、ウィリアム・シャープの研究、静岡県立大学短期大学部講師、日本カレドニア学会学術奨励賞
- 大場紀章（2002理） エネルギー研究者、社団法人日本データサイエンス研究所首席研究員、Nanobell株式会社主任技術者
- 東良慶（2002院工） 環境工学者、防災工学、大阪工業大学准教授
- 高橋智隆（2003工） ロボットクリエーター、株式会社ロボ・ガレージ代表取締役社長、東京大学先端科学技術研究センター特任准教授
- 荒木寿友（2003院教） 教育学者、立命館大学大学院教職研究科教授、日本道徳性発達実践学会事務局長
- 伊藤公一朗（2004経） 経済学者、シカゴ大学公共政策大学院ハリススクール准教授
- 寺尾知可史（2004医） 医学者、理化学研究所上級研究員
- 小谷賢（2004院人環） 防衛省防衛研究所戦史部第1戦史研究室教官
- 中島岳志（2004院） 政治学者、東京工業大学教授
- 藤井一至（2004農）土壌学者、森林研究・整備機構森林総合研究所主任研究員
- 河合紀彦（2005工） 情報工学者、大阪工業大学情報科学部准教授
- 金城良太（2006工） 電気電子システム工学者、大阪工業大学准教授
- 大森勇門（2005院農） 農学者、大阪工業大学准教授
- 久野潤（2006院法） 大阪観光大学国際交流学部講師、軍事史・艦内神社研究家
- 浅原正和（2007農、2009院理） 生物学者、カモノハシの専門書を日本で初めて上梓
- 庭本佳子（2008法、2010院法科） 経営学者、神戸大学大学院准教授
- 藤本龍児（2008院人環） 帝京大学文学部准教授
- 木村優介（2008工） 土木工学・都市工学者、大阪工業大学准教授
- 川瀬慈（2010院ア） 文化人類学者、国立民族学博物館・総合研究大学院大学准教授
- 北条かや（2011院文） 社会学者、フリーライター
- 山家悠平（2011院人環） 女性史、京都造形芸術大学非常勤講師
- 山本昭宏（2012院文） 歴史社会学者、神戸市外国語大学准教授
- 中林雅（2015院）生物学者、広島大学大学院准教授
- 冲永隆子（2019院人環） 倫理学者、生命・医療倫理学、帝京大学共通教育センター教授
- 阿刀田令造（法） 西洋史学者、旧制第二高等学校第9代校長
- 上村六郎（工） 染織文化研究者、日本染織文化協会名誉会長
- 入来重盛（理） 生物学者・動物学者、動物細胞学・細胞生物学、東京教育大学名誉教授
- 勝木新次（医） 労働衛生学者、大原記念労働科学研究所所長、明治生命厚生事業団体力医学研究所勤務。
- 植田重正（法） 刑法学者、関西大学法学部教授
- 中田勇次郎（文） 文学者、書道史・中国文学、京都市立美術大学（現：京都市立芸術大学）学長、文字文化研究所名誉会長
- 岩田久二雄（農） 昆虫学者・生態学者、神戸大学名誉教授
- 加藤美雄（文） 仏文学者、関西大学文学部教授
- 扇畑忠雄（文） 国文学者、歌人、東北大学名誉教授
- 今中寛司 思想史学者、近世日本政治思想史、同志社大学名誉教授
- 小原二郎（農） 人間工学、住宅産業、木材工学者。千葉工業大学理事・教授、千葉大学名誉教授
- 山川鴻三（文） 英文学者、大阪大学名誉教授、佛教大学教授
- 内海洋一（経） 経済学者、大阪大学名誉教授、経済社会学会会長、「憂国忌」発起人
- 小谷豪治郎（農） 国際政治学者、日米関係、韓国、台湾の情勢についての安全保障を専門、防衛研修所所員、京都産業大学教授、京都外国語大学教授、学校法人姫路学院理事長、姫路学院女子短期大学学長、近畿福祉大学学長などを歴任。
- 有坂隆道（文） 歴史学者、日本近世史、関西大学名誉教授
- 宮口幸治（工） 医学博士、立命館大学産業社会学部教授
- 明田鉄男（法） 歴史家、文筆家、オール読物新人賞
- 池田誠（院文） 中国史学者、中国現代史、立命館大学名誉教授
- 浅野二郎（農） 園芸学者、千葉大学名誉教授、日本庭園学会会長
- 荒木博之（文） 英文学者、広島大学名誉教授
- 井上庄七（文） 哲学者、神戸大学文学部教授
- 永井三明（文） 西洋史学者、同志社大学名誉教授
- 石田善人（文） 歴史学者、日本中世史、岡山大学名誉教授
- 奥村恒哉（文） 国文学者、平安時代文学
- 樺島忠夫（文） 日本語学者、大阪府立大学名誉教授
- 河地重蔵（文） 中国史学者、大阪市立大学・流通科学大学名誉教授
- 廣瀬忠彦（農） 園芸学者、香川大学名誉教授
- 向井輝美（農） 遺伝学者、九州大学理学部教授、ショウジョウバエ自然集団の遺伝学的構造の研究で、1990年学士院エジンバラ公賞受賞。
- 糸賀黎（農） 造園学者、環境計画学者
- 井本英一（文） イラン学者、大阪外国語大学名誉教授、ファーラービー国際賞
- 金子晴勇（文） 倫理学者、キリスト教思想史、岡山大学・聖学院大学名誉教授
- 青木隆嘉（文） 哲学者、大阪女子大学名誉教授、レッシング翻訳賞
- 筧久美子（文） 中国文学者、神戸大学名誉教授
- 神野慧一郎（文） 哲学者、大阪市立大学名誉教授
- 筧文生（文） 中国文学者、立命館大学名誉教授
- 入谷仙介（文） 中国文学者、日本漢文学、島根大学名誉教授、全国難聴者連絡協議会会長
- 竹内成明（文） 思想史学者、評論家、同志社大学名誉教授
- 金井裕（文） 仏文学者、翻訳家、茨城キリスト教大学名誉教授
- 今鷹真（文） 中国文学者、名古屋大学名誉教授
- 岡田至雄（教） 社会学者、関西大学名誉教授
- 稲葉一郎（文） 歴史学者、東洋史学思想史、関西学院大学名誉教授
- 伊藤光彦（文） ドイツ文学者、和光大学名誉教授
- 神林恒道（文） 美学者、ドイツ・ロマン主義、近代日本の芸術、大阪大学名誉教授、美学会会長、日本美術教育学会会長、日本フェノロサ学会会長
- 尾崎ムゲン（教） 教育学者・教育史学者、近現代日本教育史、関西大学文学部教授
- 米澤有恒（文） 美学者、兵庫教育大学教授
- 和田萃（文） 歴史学者、日本古代史、京都教育大学名誉教授
- 賀川昭夫（経） 経済学者、東京経済大学名誉教授
- 今津孝次郎（教） 教育社会学者、教育社会学・学校臨床社会学・発達社会学、名古屋大学名誉教授
- 宇野邦一（文） 哲学者、フランス文学者、映像身体論・身体論・現代思想、立教大学名誉教授
- 加納正雄（院経） 教育学者・経済学者、滋賀大学教育学部教授
- 大野修作（文） 漢文学・書道学者、京都女子大学文学部教授、書法漢学研究会理事長、近畿漢詩連盟会長
- 綾目広治（経） ノートルダム清心女子大学教授
- 梅原賢一郎（文） 美学者、京都造形芸術大学芸術学部教授
- 鵜飼哲（文） 哲学者、フランス現代思想、一橋大学名誉教授
- 有賀敏之（経） 経済学者、多国籍企業論・グローバリゼーション論、大阪市立大学経済学部教授
- 神崎正英（文） セマンティック・ウェブ技術研究者
- 岡安直比（理） 霊長類学者、世界自然保護基金自然保護室長
- 大江徹男（経） 経済学者、明治大学農学部教授
- 大杉重男（文） 日本近代文学研究者、文芸評論家、東京都立大学大学院人文科学研究科教授
- 井出明（経） 観光学者、金沢大学国際基幹教育院准教授
- 藤原剛（院農） 奈良大学教養部教授
- 足立研幾（法） 政治学者、国際政治・安全保障、立命館大学国際関係学部教授
- 今井恒雄（工） 数理工学者、京都情報大学院大学教授
- 相馬隆治（文） 倫理学者、花園大学教授、京大劇団『人間座』を創設。
- 富田因則（農） 静岡大学グリーン科学技術研究所教授
- 三浦武範（法） 法学者、知的財産、大阪工業大学教授
- 南沢貞美（文）倫理学者、京都工芸繊維大学名誉教授
- 木村洋二（院文）社会学者、関西大学教授
- 谷口守（院工）工学者、筑波大学教授

### 文芸界
- 菊池寛（1916文） 小説家、文藝春秋創刊、芥川賞・直木賞・菊池寛賞を設立
- 高倉輝（1916文） 小説家、元衆議院・参議院議員
- 兼崎地橙孫（1921法） 俳人、書家、弁護士
- 大宅壮一（1922三高） ジャーナリスト、ノンフィクション作家、評論家
- 梶井基次郎（1923三高） 作家
- 五十嵐播水（1923医） 俳人、内科医
- 日野草城（日野克修）（1924法） 俳人、「京大俳句」創始者
- 三好達治（1925三高） 詩人
- 唐木順三（1927文） 文芸評論家、明治大学文学部教授
- 井上白文地（1928文） 俳人
- 伊東静雄（1929文） 詩人
- 神保光太郎（1930文） 詩人（日本浪曼派）、元日本大学教授
- 大岡昇平（1932文） 小説家、野間文芸賞、日本推理作家協会賞受賞、朝日賞受賞
- 井上靖（1936文） 小説家、芥川賞受賞者、日本芸術院賞、芸術選奨文部大臣賞、読売文学賞、野間文芸賞受賞、朝日賞受賞、文化勲章受章、文化功労者
- 野間宏（1938文） 小説家、朝日賞受賞
- 桂英澄（1943工） 小説家
- 高木彬光（1943工） 推理作家
- 隆慶一郎（池田一朗）（1943三高） 小説家、脚本家
- 上田三四二（1948医） 歌人、小説家、内科医
- 赤尾兜子（赤尾俊郎）（1949文） 俳人
- 飯干晃一（1950法） 小説家、元読売新聞記者
- 徳岡孝夫（1953文） 評論家、ジャーナリスト、元毎日新聞編集委員、菊池寛賞、日本推理作家協会賞受賞（評論その他の部門）、新潮学芸賞受賞
- 厚木淳（1953経） 翻訳家、編集者
- 安藤美紀夫（1954文） 児童文学作家、文芸評論家、日本女子大学家政学部教授
- 小松左京（小松実）（1954文） SF作家、日本推理作家協会賞、日本SF大賞受賞
- 高橋和巳（1954文） 作家、文藝賞受賞
- 高橋たか子（1954文） 作家、高橋和巳未亡人
- 真継伸彦（1954文） 作家、文藝賞受賞
- 浅田高明（1954医） 太宰治研究者、医師
- 大久保そりや（1955文） 英米SF翻訳家、「言語共産学」在野研究者
- 和久峻三（滝井峻三）（1955法） 推理作家、弁護士
- 山崎正和（1956文） 劇作家、芸術学者、大阪大学名誉教授、文化功労者
- 阿部牧郎（1957文） 作家、直木賞受賞
- 大串章（1962経） 俳人、「百鳥」を創刊・主宰、俳人協会会長
- 岩谷宏（1964文） ライター、翻訳家、TechCrunch Japan 編集・翻訳スタッフ
- 清水哲男（1964文） 詩人
- 小椋一葉（1966教） 文筆家
- 小倉正宏（1970文） 劇作家・ドイツ文学者、清教学園中学校・高等学校教諭
- 風見梢太郎（1971工） 小説家
- 高城修三（若狭雅信）（1972文） 作家、芥川賞受賞
- 安田均（1973法） 小説家
- 栗木京子（1977理） 歌人、読売文学賞、若山牧水賞受賞
- 市川衛（1978理） 映像作家、大阪芸術大学准教授
- 青木薫（1979理） 科学書翻訳家、日本数学会出版賞
- 岩坂彰（1981文） 翻訳家
- 貴志祐介（1982経） 作家、日本ホラー小説大賞、日本推理作家協会賞受賞
- 河津聖恵（1984文） 詩人、評論家
- 綾辻行人（1984教） 推理小説家
- 藤田雅矢（1984農） SF作家、日本ファンタジーノベル大賞
- 法月綸太郎（1988法） 推理小説家
- いしいしんじ（1989文） 作家
- 今井雅子（1993教） 脚本家
- 鮫島浩（1994法） ジャーナリスト
- 生垣真太郎（1995工） 小説家、メフィスト賞
- 平野啓一郎（1999法） 小説家、芥川賞受賞
- 森田季節（2007文） ライトノベル作家
- 最果タヒ (2009) 詩人、小説家
- 伴名練（2011文） SF作家、日本ホラー小説大賞受賞
- 有働亨（経） 俳人
- 北洋（理） 探偵小説家、横浜国立大学助教授
- 金石範（文） 作家、大佛次郎賞、毎日芸術賞
- 福田紀一（文） 作家、サントリー学芸賞
- 赤松光夫（文） 小説家
- 川桐信彦（院） 詩人、評論家
- 松田寛夫（文） 脚本家
- 川端春枝（文） 著作家、佐野えんねの長女
- 浅川純（法） 小説家、オール讀物推理小説新人賞
- 檜山良昭（院経） 推理小説家
- 江里昭彦 俳人、「京大俳句」編集長
- 藁科れい（農） 作家、エッセイスト、翻訳家
- 樫村晴香（文） 哲学者
- 川島誠（文） 作家
- 安生正（工） 小説家・推理作家、『このミステリーがすごい!』大賞大賞
- 森青花（文） 作家、日本ファンタジーノベル大賞
- 川崎草志（理） 作家
- 我孫子武丸（文・中退） 推理作家
- 松永和紀（農） サイエンスライター
- 井上剛（文） SF作家
- 村木嵐（法） 作家、松本清張賞
- 吉川宏志（文） 歌人、塔短歌会主宰
- 麻耶雄嵩（工） 推理作家
- 香月照葉（工） 作家
- 香月夕花（工） 小説家、推理作家
- 法坂一広（法） 作家、弁護士
- 万城目学（法） 作家、第4回ボイルドエッグズ新人賞、直木賞受賞
- 田中濯（農） 歌人
- 足立陽（総人） 小説家、すばる文学賞
- 森見登美彦（農） 作家、日本ファンタジーノベル大賞、山本周五郎賞受賞
- 光森裕樹（文） 歌人、角川短歌賞
- 円居挽（不明） 作家
- 佐川恭一（文） 小説家
- 岡崎琢磨（法） 作家
- 笠木拓（総人） 歌人
- 大森静佳（文） 歌人、『塔』編集委員、笹井宏之賞選考委員
- 宮西建礼（農） SF作家
- 夏緑（院理） 作家、漫画原作者
- 宮島未奈（文）作家、本屋大賞
- 方丈貴恵（不明）小説家

### スポーツ
- 奥村竹之助 (1926) ラグビー日本代表監督
- 星名秦（1928工） 京大ラグビー部監督、同志社大学学長
- 相沢巌夫 (1931) 陸上競技（短距離走）選手、大日本帝国陸軍司政官
- 平生三郎 (1932) ラグビー日本代表選手、ユサ社共同創設者、元東洋紡副社長
- 磯田一郎（1935法） 住友銀行頭取、日本ラグビーフットボール協会第八代会長
- 田島直人（1936経） 陸上競技選手、ベルリンオリンピック三段跳金メダリスト
- 原田正夫（1936法） 陸上競技選手、ベルリンオリンピック三段跳銀メダリスト
- 市口順亮（1964工） 京大ラグビー部監督、元新日本製鉄釜石ラグビー部選手 & 監督
- 水野弥一（1965工） アメリカンフットボール部元監督
- 伊藤庸夫（1966法） スポーツコンサルタント
- 大河正明（1981法） びわこ成蹊スポーツ大学副学長、日本バスケットボール協会 (JBA) 専務理事/事務総長
- 阿部達也（1988工） 元バスケットボール選手、株式会社日本プロバスケットボールリーグ専務取締役
- 東海辰弥（1989農） 元アメリカンフットボール選手、京大ギャングスターズQB、アサヒビール勤務
- 神崎範之（2006農） フィギュアスケート選手
- 柴沼潤（2012工）フリークライマー。2016年ボルダリングワールドカップ出場。
- 田中英祐（2015工） プロ野球選手（投手）千葉ロッテマリーンズ。引退後に三井物産に入社。
- 町野友哉（2020工） アメリカンフットボール選手、京大ギャングスターズOL、ウィニペグ・ブルーボマーズ所属
- 中嶋徹（2021院理）フリークライマー。THE NORTH FACEアスリート。
- 猪子一到 南満州鉄道理事、松竹ロビンス球団代表、近鉄パールス社長、パ・リーグ総裁
- 香川幸 サッカー日本代表
- 金澤宏 サッカー日本代表
- 松井聰（経） ベルリン五輪バスケットボール日本代表
- 久保田秀敏（法） 世界マスターズ選手権 銀・銅メダリスト、ワールドカップマスターズ 金メダリスト

### その他
- 大西利夫（1914文） 新聞記者、演劇評論家、劇作家
- 新井石龍（1917文） 僧侶（曹洞宗）、書家、雲洞庵四十五世住職
- 岡田利兵衞（1918文） 聖心女子大学名誉教授、伊丹市名誉市民、柿衞文庫設立者、逸翁美術館館長
- 石井四郎（1920医） 旧日本軍731部隊隊長
- 松方三郎（1922経） 元日本山岳協会会長、元共同通信社専務理事
- 津田正夫（1922経） 日本新聞協会初代事務局長、元駐アルゼンチン大使、元国家公安委員会委員
- 小野行守（1922工） 大日本帝国陸軍少将
- 池田清就（1923経） 因幡若桜藩（鳥取西館新田藩）池田家第11代当主
- 安田徳太郎（1924医） 医師、社会運動家、作家
- 松浦栄（1924農） 法学者、警察官僚、衆議院議員（当選1回）
- 門田勲（1927法） 東京朝日新聞社員
- 荻原耐（1920s文） 詩人、ドイツ文学者、映画監督、脚本家、映画プロデューサー
- 島津忠承（1930法） 華族、貴族院議員、日本赤十字社社長、結核予防会会長
- 朝比奈隆（1931法、1937文） 大阪フィルハーモニー交響楽団指揮者、朝日賞受賞、文化功労者、文化勲章受章
- 松田道雄（1932医） 小児科医、評論家
- 森一生（1933文） 映画監督
- 久野収（1934文） 評論家
- 丸山鉄雄（1934経） 音楽評論家、NHK「日曜娯楽版」プロデューサー、元コロムビア音楽芸能社長、日本レコード大賞特別賞受賞、丸山真男の兄
- 古谷綱正（1935文） ジャーナリスト
- 武智鉄二（1936経） 演劇評論家、演出家、映画監督
- 日野原重明（1937医） 医師、聖路加国際病院理事長、1995年地下鉄サリン事件で被害者の人々を聖路加国際病院に受け入れ入院させた功労者。日本学士会アカデミア賞受賞、文化功労者、文化勲章受章
- 河北倫明（1938文） 美術評論家、文化功労者、京都国立近代美術館館長、京都造形芸術大学学長
- 糸賀一雄（1938文） 近江学園創設者、「障害者福祉の父」
- 大井際断（1940文） 臨済宗方広寺派管長
- 大築邦雄（1940文） 作曲家
- 秋月辰一郎（1940医） 医師、平和運動家
- 石黒孝次郎（1941法） レストラン クレッセント創立者、古美術商
- 岡野良定（1941経） 三菱自動車工業会長、三菱重工業サッカー部（現：浦和レッズ）創設者、初代監督
- 今西壽雄（1941農） 登山家、元日本山岳会会長、マナスル世界初登頂に成功。
- 金子正且 (1941) 映画プロデューサー
- 宇治家彦（1942理） 元皇族、多嘉王第2王子
- 山村謙一（1944法） 映画評論家
- 大谷光紹（1946文） 東本願寺第25世法主
- 野平健一（1946文） 「週刊新潮」編集長（1964〜1981年）
- 若杉光夫（1946法） 映画監督
- 北村英三（1948文） 俳優、演出家
- 龍村平藏（第三代）（1948文） 染織研究家、日本蚕糸会蚕糸功労賞
- 青山茂（1948法） 新聞記者、評論家、帝塚山短期大学名誉教授
- 永田文夫（1948工） 音楽評論家、訳詞家
- 平岡定海（1949文） 東大寺元別当
- 宇佐晋一（1949医専） 精神科医
- 邦寿王（1950経） 元皇族、大日本居合道連盟初代会長
- 谷村晃（1951文） 日本音楽学会会長、元関西学院大学、大阪大学、大阪芸術大学教授
- 後藤善猛（1951院文） 大覚寺教学研究室審議委員
- 土井茂（1951経） 映画監督
- 松尾昭典（1952文） 映画監督
- 戸浦六宏（1952文） 俳優
- 山下耕作（1952法） 映画監督
- 竹村健一（1953文） 評論家
- 永井一郎（1953文） 声優
- 吉沢京夫（1953文） 演出家、俳優
- 井戸田侃（1953法） 弁護士、法学者（刑事訴訟法）、立命館大学名誉教授
- 岡部陽二（1953法） 国際金融マン、医療経済研究者
- 黒田清（1953経） ジャーナリスト、元大阪読売新聞社会部長
- 大島渚（1954法） 映画監督
- 森﨑東（1954法） 映画監督
- 金光寿郎（1954経） NHKディレクター
- 太田昭和 (1954) 映画監督、演出家、脚本家
- 原田茂生（1955工） バリトン歌手、東京芸術大学名誉教授
- 山内久司（1955文） 朝日放送常任顧問、「必殺シリーズ」プロデューサー
- 桑原亮三（1956院文） 太平寺住職
- 阪本良男（1956農） 精神科医、阪本精神病理学研究所名誉所長
- 宇野昌人（1956医） 精神科医
- 岩井清（1957教） 牧師、新改訳聖書『歴代誌』を翻訳
- 上田博章（1957農） 朝日放送アナウンサー
- 野田幸男 (1958) 映画監督
- 岩見隆夫（1958法） 毎日新聞東京本社編集顧問
- 種村直樹（1959法） 元毎日新聞記者、レールウェイライター
- 稲垣武（1960文） ジャーナリスト、元朝日新聞記者
- 大原誠（1960文） NHKディレクター
- 岡崎満義（1960文） 編集者・評論家
- 江坂彰（1961文） 経済評論家
- 北小路敏（1962経） 中核派最高幹部
- 川田武（1963教） テレビ制作者、作家、中部大学人文学部教授
- 黒田勝弘（1964経） 産経新聞ソウル支局長兼論説委員、日本記者クラブ賞（2005年）、菊池寛賞を受賞
- 小澤勲（1962医） 精神科医、種智院大学教授
- 乙川弘文（1964院文） 僧侶（アップル社のスティーブ・ジョブズとの交流でも知られる）
- 鳥越俊太郎（1965文） ジャーナリスト、元サンデー毎日編集長
- 野崎勲（1965経） 宗教家、元創価学会副会長
- 池田一（1965工） 環境アーティスト
- 石川九楊（石川巌）（1967法） 書家、サントリー学芸賞、毎日出版文化賞、日本文化デザイン賞を受賞
- 中川謙（1968文） 帝塚山学院大学教授、朝日新聞編集委員
- 斎藤清明（1969農、1971教） ジャーナリスト、学者
- 津島勝（1970文） 映画監督
- 金子洋三（1970農） 福祉活動家、青年海外協力隊事務局長、社団法人青年海外協力協会 (JOCA) 会長
- 網谷正美（1971文） 大蔵流狂言方能楽師、京都能楽会会員、元同志社中学校・高等学校国語科教諭
- 近藤等則（1972文） ジャズトランペッター
- 松本修（1972法） 朝日放送コンテンツディビジョン製作局長、「探偵!ナイトスクープ」
- 米本昌平（1972理） 科学史家、思想家、東京大学先端科学技術研究センター特任教授
- 後藤正治（1972農） ノンフィクション作家
- マック赤坂（1972農） 政治活動家、実業家
- 奥平純三（1973工） 日本赤軍メンバー
- 宮森洋一郎（1973工） 建築家
- 江部康二（1974医） 内科医・漢方医、一般財団法人高雄病院理事長、糖質制限食の体系を確立。
- 光藤和明（1974医）
- 櫟原聰（1976文） 歌人、東大寺学園中学・高校教頭
- 清水美和（1977経） 東京新聞編集委員、中国報道
- 福岡智彦（1978文） 音楽プロデューサー、実業家
- 富山誠（1978文）　宗教家
- 高木善幸（1978工） 国際公務員
- 竹内久美子（1979理） 著述業、動物行動学者
- 横川理彦（1980文） ミュージシャン
- 向原祥隆（1980農） 実業家・社会運動家
- 青木しげる（1980医） 元子役
- 松本透（1980院文）長野県立美術館館長
- 谷良一（1981文）　作家、『M-1グランプリ』創設者、元株式会社よしもとクリエイティブエージェンシー専務取締役、元株式会社よしもとファンダンゴ代表取締役社長、元株式会社よしもとデベロップメンツ代表取締役社長
- 水口昌彦（1982工） ポニーキャニオン常務取締役、元フジテレビジョンバラエティ制作センター室長
- 大森望（1983文） 翻訳家、評論家
- 川下大洋（1983理） 俳優、ナレーター、劇作家、演出家
- 辰巳琢郎（1984文） 俳優
- 恵村順一郎（1984法） 朝日新聞論説委員、「報道ステーション」コメンテーター
- 野村正育（1984法） NHKアナウンサー
- 納浩一（1984経） ジャズベース奏者
- 瀬々敬久（1985文） 映画監督
- 松畑強（1985工） 建築家
- 明橋大二（1985医） 医師、『子育てハッピーアドバイス』シリーズ
- 烏賀陽弘道（1986経） 記者、写真家、著作家、元朝日新聞記者
- 福原伸治（1986経）NHK人事局統括プロデューサー・NHKデジタルアカデミア学長
- 山西惇（1986工） 俳優
- 朝原雄三（1987文） 映画監督
- 岡本美津子（1987文） 映像プロデューサー・メディア研究者、東京芸術大学大学院映像研究科教授
- 湯之上隆（1987工） 半導体産業と電機産業のコンサルタント、ジャーナリスト
- 森下順光（1987農） シンワフーズケミカル創業者 取締役 最高顧問、Xリーグ、サイドワインダーズGM兼総監督
- 玉川徹（1987農） テレビ朝日コメンテーター
- 沢田誠（1988工） 元京都大学野球部監督
- 山川龍雄（1989経） テレビ東京ニュースキャスター、日経ビジネス編集委員
- 小松純也（1990文） テレビプロデューサー、演出家、劇作家、株式会社スチールヘッド代表取締役
- 植田博樹（1990法） TBSテレビプロデューサー
- 鍵本聡（1990理） 株式会社KSプロジェクト代表取締役、サイエンスライター、大学・高校・中学講師
- 秋元正行（1990医） 世界ルービックキューブ選手権大会で優勝、元世界記録保持者、日本ルービックキューブ協会の顧問、眼科医
- 色平哲郎（1990医） 医師、佐久総合病院地域医療部地域ケア科医長、佐久文化賞、ヘルシー・ソサエティ賞
- 鈴木吉弘（1991法） フジテレビジョン編成局編成センター室長
- 田村泰崇（1991経） NHKアナウンサー
- 安福良直（1991理） パズル作家、ニコリ副社長、20000桁を超える「世界最大の虫食い算」を作成
- 井伊岳夫（1992文） 彦根城博物館館長
- 冲永荘八（1992文） 学校法人帝京科学大学理事長・学長、学校法人帝京学園理事長
- 真下貴（1992経） NHKアナウンサー
- 中浜葉月（1993文） 朝日放送アナウンサー
- さかはらあつし（1993経） 映画監督・プロデューサー
- 吾奏伸（1993工） 映像作家、株式会社戯設立
- 臼井孝（つのはず 誠）（1993院理） 音楽マーケッター、T2U音楽研究所代表
- 鹿島綾乃（1994法） NHKアナウンサー
- 片岡英彦（1994経） 企画家、株式会社東京片岡英彦事務所代表取締役、東京ウーマン編集長、プロフェッショナル談編集長、東京都女性ベンチャー成長促進事業 APT Women メンター、東北芸術工科大学 広報部長／企画構想学科 学科長、国際NGO世界の医療団広報責任者、一般社団法人日本アドボカシー協会代表理事、LIFE VIDEO株式会社PRプロデューサー、デジタルマンガ協会マーケティングアドバイザー
- 紙屋高雪（1995法） ブロガー、マンガ評論家、日本共産党職員
- 久保弘毅（1995薬） テレビ神奈川 (tvk) アナウンサー、スポーツライター、薬剤師
- 山本寛（1998文） アニメーション演出家、監督
- 國森康弘（1998経） 写真家、ジャーナリスト
- 片田珠美（1996院人環） 精神科医、作家
- 村木真紀（1997総人） LGBT人権活動家
- 大野裕之（1998総人） 脚本家、チャップリン研究家
- 今道琢也（1999文） NHKアナウンサー
- 小川大介（1999法） 教育者
- 笑福亭たま（1999経） 落語家
- 神前暁（1999工） 作曲家、編曲家
- 吉村慶介（1999理） 共同テレビジョンディレクター
- 福元英恵（1999農） フリーアナウンサー、フジテレビアナウンサー
- 川島実（1999医） プロボクサー、医師、現役医学部生プロボクサーとして話題になる、仏僧、気仙沼市立本吉病院院長
- 池田耕一郎（2000工） NHKアナウンサー
- 岩本計介（2001法） 朝日放送アナウンサー
- 桂福丸（2001法） 落語家
- 魚谷繁礼（2001工） 建築家
- 坂井崇俊（2001農） 政治活動家、実業家。エンターテイメント表現の自由の会代表（編集長）、株式会社ニューカルチャーラボ取締役、参議院議員公設第一秘書
- 後藤庸介（2002文） テレビディレクター、プロデューサー
- 岡田有花（2003教） フリー記者/ライター/ジャーナリスト
- 西堀裕美（2003経） NHKアナウンサー
- 前山田健一（2003総人） 作詞家・作曲家『ヒャダイン』
- pha（2003総人） ニート、著述家
- 上田久美子（2004文） 宝塚歌劇団演出家
- 吉田小江子（2004総人） フリーアナウンサー
- 宇治原史規（2004法） 漫才師、ロザン
- 板倉陽一郎（2004院情） 弁護士・情報学者（知的財産権、個人情報保護法）
- 神崎範之（2006農） フィギュアスケート選手
- 松嶋桃（2007法） プロ雀士
- 松尾依里佳（2007経） ヴァイオリニスト
- 酒井千佳（2008工） テレビ大阪アナウンサー
- 八木麻紗子（2008農） テレビ朝日アナウンサー
- 川人千慧（2010法） 作曲家、脚本家、小説家
- 大成安代（2010経） NHKアナウンサー
- 青山愛（2011経） テレビ朝日アナウンサー
- 田中愛（2012文） RSK山陽放送アナウンサー
- 呉城久美（2012法） 女優
- 新実彰平（2012法） 関西テレビアナウンサー
- 森田玲（2012農） 篠笛奏者
- 作道雄（2013法） 脚本家、映画監督
- 小島燎（2015総人） ヴァイオリニスト
- 廣海渉（2015医） 医師、クイズプレイヤー
- 山口絵美菜（2017文） 将棋の女流棋士
- 綾瀬めろ (2018) シンガーソングライター
- 義村聡志（2021文） NHKアナウンサー
- 安藤秋三郎（法） 教育者
- 梅園篤彦（法） 華族、神職、貴族院子爵議員
- 大野熊雄（経・法） 武道家、弁護士
- 古市春彦 社会活動家、西南学院大学教授
- 池長孟 育英商業学校校長、美術品収集家
- 青山民吉 美術評論家、美学者、工芸研究者、装丁家、書店経営者
- 石橋岱城 宗教家、浄土真宗本願寺派第22世法主鏡如（大谷光瑞）秘書
- 筧正典（法） 映画監督
- 太田美實（医） 医師、馬主
- 江頭数馬（文） 中国研究家
- 冨士谷あつ子（農） 評論家、「京のおんな大学」を主宰、京都文化創生機構理事長、日本ジェンダー学会会長
- 烏賀陽正弘（法） 国際ビジネスコーディネーター
- 小浜維人（教） NHKキャスター、NHK解説委員長
- 平野長靖（文） 自然保護運動家
- 大川修平 牧師、神学者
- 白川真澄（院経） 共産主義労働者党全国協議会指導者、フォーラム90s事務局長
- 北川明（工） 編集者、ジャーナリスト、第三書館社長
- 榎美沙子（薬） 日本女性党党首、評論家、中ピ連（中絶禁止法に反対しピル解禁を要求する女性解放連合）代表
- 甲斐仁志（工） 狭山事件研究者、株式会社都市構造研究所代表取締役
- 大越愛子（文） 哲学者、女性学者、近畿大学文芸学部教授、VAWW-NETジャパン運営委員
- 亜庭じゅん 漫画評論家、まんが ギャラリー&マーケット創設者
- 田村秀行（文） 予備校講師（代々木ゼミナール講師）『田村の現代文講義』シリーズ
- 佐野光宜（文） 予備校講師（河合塾英語科講師）『真・英語力トレーナー』シリーズ(共著)
- 岡野均（不明） 朝日放送東京支社チーフプロデューサー
- 藤井眞吾（農） ギタリスト、作曲家
- 井川泉（法） テレビユー山形代表取締役社長
- 小川一（教） ジャーナリスト、毎日新聞社取締役、日本新聞協会編集委員会代表幹事
- アチャン・ニャーナラトー（医） テーラワーダ仏教僧侶、アマラワティ僧院（イギリス）副僧院長
- 岡田尊司（医） 精神科医、作家、岡田クリニック院長
- 青山吉伸（法） 元弁護士（オウム真理教元顧問弁護士兼幹部）
- 河野憲治（文） NHK解説委員長
- 鈴江俊郎（農） 劇作家、演出家、俳優、office 白ヒ沼代表
- 柏原竜一（文） ジャーナリスト、情報史研究家
- 西川淳（工） 自動車評論家
- 村沢青子（文） TBSラジオプロデューサー
- 植田博樹 ドラマプロデューサー
- 荒木浩（文） 元オウム真理教幹部
- 石井浩二 フジテレビジョン総合事業局次長兼コンテンツ事業センターライツ事業戦略部長、デイヴィッドプロダクション取締役
- 加藤拓（経） テレビディレクター、演出家
- 響奈美（農） AV女優
- 梅本晃子（農） タレント
- 若木民喜（文） 漫画家
- 澗隨操司（文） NHKアナウンサー
- 小野田リカ（文） 気象予報士、瀬戸内海放送アナウンサー、大阪大学非常勤講師
- 永田紅（農） 京都大学助教（生化学）、歌人
- 棟広良隆（工） 京都大学競馬研究会会長
- 角谷ヨウスケ（経） 競技麻雀雀士
- 木村文洋（法） 映画監督
- サカモト教授（経） チップチューンミュージシャン
- 河合悠祐（総人） 埼玉県草加市議会議員（1期）、芸人
- 浅田将明（総人） 作曲家、編曲家
- 砂守岳央（沙P）（文） 作曲家、作詞家、脚本家
- 吉村和紘（工） 声優、俳優
- 芝聡（不明） 朝日放送テレビプロデューサー
- 入船亭遊京（農） 落語家
- 佐々木恵梨（総人） 歌手
- 井田勝也 東海ラジオ放送アナウンサー
- 青識亜論（経） ネット論客
- 井口岳洋（工） テレビプロデューサー、毎日放送テレビ編成部長
- 糸谷正俊（農） 造園系コンサルタントエンジニア
- 今村荘三 CMプランナー
- 加藤ヒロユキ（経） テノール歌手
- 九月（教） お笑い芸人
- 小梅けいと（工） 漫画家、イラストレーター
- 実家が全焼したサノ（院経営）インフルエンサー、CMプランナー
- 馬渕磨理子（院公共） 経済アナリスト
- 中西涼　宮城テレビ放送（ミヤテレ）アナウンサー
- 椿玲子（院人間・環境）キュレーター、森美術館所属
- 中野瑞樹（院農）フルーツ研究家

## 中退生
- 高浜虚子（1894三高 中退） 俳人、文化勲章受章
- 河東碧梧桐（1894三高 中退） 俳人
- 鈴木安蔵（1925経 中退） 憲法学者、元静岡大学教授、憲法草案要綱を起草
- 大久保利謙（1925経 中退） 歴史学者、元名古屋大学教授、朝日賞受賞
- 宇都宮徳馬（1928経 中退） 衆議院議員
- 花田清輝（1932文選科 中退） 文芸評論家
- 織田作之助（1936三高 中退） 作家
- 李登輝（1945農 台湾大学へ転校） 台湾総統
- 上野英信（1947文 中退） 記録作家
- 鈴木瑞穂（1949経 中退） 俳優
- 川島康生（1951工 中退） 国立循環器病センター名誉総長、大阪大学名誉教授
- 本多勝一（1958農 中退） 元朝日新聞記者
- 馬渕睦夫（1968法 中退） 元駐ウクライナ大使
- 上杉武夫（1963院農 中退） 造園家、ランドスケープアーキテクトおよびランドスケープ指導者。カリフォルニア州立ポリテクニック大学ポモナ校名誉教授
- 天木直人（1969法 中退） 作家、外交官（駐レバノン特命全権大使）
- 森紀子（1975院文 中退）中国史、中国思想史、帝京大学教授、元神戸大学教授
- 村上たかし（1986経 中退） 漫画家
- 清涼院流水（2001経 中退） 推理小説家
- 尾崎行輝（理 中退） 飛行機研究家、パイロット、参議院議員、尾崎行雄の四男。
- 河合悦三（農 中退） 農民運動家
- 鎌原正巳（文 中退） 作家
- 森雅之（文 中退） 俳優
- 古山高麗雄（三高 中退） 小説家、芥川賞受賞
- 藤岡豊（農 中退） 元東京ムービー社長
- 兵本達吉（法 中退） 評論家、元日本共産党活動家
- 塩見孝也（文 入学） 元共産主義者同盟赤軍派議長
- 波多野杜夫（文 中退） 作家、早稲田文学新人賞受賞 1941
- 岡本武（農 中退） よど号グループメンバー
- 奥平剛士（工 中退） テルアビブ空港乱射事件メンバー
- 坂東國男（農 中退） 日本赤軍メンバー
- 坂田信弘（文 中退） プロゴルファー、ゴルフ評論家、漫画原作者
- 服部良一（法 中退） 衆議院議員
- 宮腰光寛（法 中退） 衆議院議員
- 我孫子武丸（文 中退） 推理小説家
- 黒田実（農 中退） 交野市長
- 大山誠一郎（法 中退） 交野市長
- 福田岳洋（大学院 中退） 元プロ野球選手
- 大井浩明（工 中退） ピアニスト、古楽鍵盤楽器奏者
- 松永光弘（経 中退） 編集者

## 元研究員
- 古武弥四郎（医） 生化学者、帝国学士院賞受賞、文化功労者、大阪帝国大学名誉教授
- ドナルド・キーン（1953〜55文） 日本文学者、コロンビア大学名誉教授、菊池寛賞、読売文学賞、日本文学大賞、全米文芸評論家賞、勲二等旭日重光章などを受賞、文化功労者
- 末永雅雄（文） 考古学者、関西大学名誉教授、朝日賞受賞、文化功労者、文化勲章受章
- 杉岡華邨（文） 書家、文化功労者、文化勲章受章
- アウンサンスーチー（東南アジア研） ミャンマー国民民主連盟書記長、ノーベル平和賞受賞

## 博士号取得者
| 氏名       | 取得年 | 取得学位   | 経歴 |
| ---------- | ------ | ---------- | --- |
| 野口英世   | 1911年 | 医学博士   | 病理学者、黄熱病病原体の発見、日本学士院恩賜賞受賞                                                                                  |
| 富士川游   | 1915年 | 医学博士   | 医史学者、日本医学史を編纂、日本学士院恩賜賞受賞                                                                                    |
| 久野寧     | 1916年 | 医学博士   | 生理学者、文化勲章受章、名古屋大学名誉教授                                                                                          |
| 中谷宇吉郎 | 1931年 | 理学博士   | 物理学者、随筆家、元北海道大学教授                                                                                                  |
| 丸田芳郎   | 1948年 | 工学博士   | 元花王社長 |
| 浅野清     | 1952年 | 工学博士   | 建築学者、元大阪市立大学・大阪工業大学教授、法隆寺国宝保存工事事務所所長、日本建築学会大賞受賞                                      |
| 沼田眞     | 1953年 | 理学博士   | 生態学者、千葉大学名誉教授、日本学士院エジンバラ公賞受賞                                                                            |
| 川島普     | 1960年 | 工学博士   | 土木工学者、大阪工業大学名誉教授 |
| 白川静     | 1962年 | 文学博士   | 中国文学者、漢字学者、立命館大学名誉教授、菊池寛賞受賞 朝日賞受賞、文化勲章受章、文化功労者                                         |
| 柴山廣     | 1962年 | 工学博士   | 電気工学者、大阪工業大学名誉教授 |
| 瀧本義一   | 1962年 | 工学博士   | 建築工学者、大阪工業大学名誉教授 |
| 山内清男   | 1962年 | 文学博士   | 考古学者、縄文土器の縄文の施文法を研究 東京大学名誉教授、成城大学教授                                                               |
| 関嘉彦     | 1962年 | 法学博士   | 社会思想史家、東京都立大学名誉教授、参議院議員                                                                                      |
| 細谷千博   | 1962年 | 法学博士   | 外交史学者、日本学士院会員、一橋大学名誉教授                                                                                        |
| 山本忠     | 1962年 | 農学博士   | 水産統計学者、農林省、国連食糧農業機関に勤務し、東南アジアを中心に各国の水産統計を指導 日本大学経済学部教授、国際漁業研究会名誉会長 |
| 小山富夫   | 1980年 | 工学博士   | 機械工学者、大阪工業大学名誉教授、ベルト伝動技術懇話会会長、瑞宝小綬章受章                                                          |
| 福田護     | 1981年 | 工学博士   | 土木工学者、大阪工業大学名誉教授、地盤工学会関西支部幹事長                                                                          |
| 森謙一郎   | 1983年 | 工学博士   | 機械工学者、豊橋技術科学大学名誉教授、日本塑性加工学会副会長                                                                        |
| 亀島鉱二   | 1991年 | 工学博士   | 情報工学者、大阪工業大学名誉教授、システム制御情報学会評議員                                                                        |
| 北野宏明   | 1991年 | 工学博士   | コンピュータサイエンス、人工知能、コンピューターズ&ソート賞受賞                                                                     |
| 西村泰志   | 1991年 | 工学博士   | 建築工学者、大阪工業大学学長・名誉教授、学校法人常翔学園理事長、日本建築学会賞受賞                                                  |
| 奥田和重   | 1993年 | 工学博士   | 経営工学者、小樽商科大学副学長・名誉教授、日本生産管理学会理事、日本経営工学会北海道支部長                                          |
| 神田智子   | 1993年 | 情報学博士 | 情報学者、大阪工業大学教授、人工知能学会理事、人工知能学会功労賞受賞                                                                |
| 庄司俊作   | 1993年 | 経済学博士 | 経済史学者、同志社大学教授 |
| 寺内信     | 1993年 | 工学博士   | 建築計画学者、大阪工業大学元教授 |
| 冨田勝     | 1994年 | 工学博士   | 慶應義塾大学教授、分子生物学者、Tomita LR法を開発                                                                                   |
| 御崎加代子 | 1999年 | 経済学博士 | 経済学史家、滋賀大学教授、国際ワルラス学会会長                                                                                      |
| 須山敬之   | 2007年 | 情報学博士 | 情報工学者、大阪工業大学教授、IEEE関西支部理事                                                                                      |
| 井上剛     | 2014年 | 工学博士   | システム工学者、大阪工業大学教授 |

## その他
- 山田稔（1953文） 作家 - 名誉教授を辞退した人物の一人